# آر إم إس تيتانيك
آر إم إس تيتانيك (بالإنجليزية: RMS Titanic) هي سفينة ركاب إنجليزية عملاقة عابرة محيط منتظمة، كانت مملوكة لشركة وايت ستار لاين، تم بناؤها في حوض هارلاند آند وولف (Harland and Wolff) لبناء السفن في بلفاست عاصمة أيرلندا الشمالية. كانت التيتانيك أكبر باخرة نقل ركاب في العالم صنعت في ذلك الوقت.
كان أول إبحار لها في 10 أبريل 1912 من لندن إلى نيويورك عبر المحيط الأطلسي، وبعد أربعة أيام من انطلاقها في 14 أبريل 1912 اصطدمت الباخرة بجبل جليدي عند الموقع 41°44' شمالا و49°57' غربا قبل منتصف الليل بقليل، مما أدى إلى غرقها بالكامل بعد ساعتين وأربعين دقيقة من لحظة الاصطدام في الساعات الأولى ليوم 15 أبريل 1912. كان على متن الباخرة 2,223 راكب، نجا منهم 706 شخص فيما لقي 1,517 شخص حتفهم. السبب الرئيسي لارتفاع عدد الضحايا يعود لعدم تزويد الباخرة بالعدد الكافي من قوارب النجاة للمسافرين الذين كانوا على متنها، حيث احتوت على قوارب للنجاة تكفي لـ 1,187 شخص على الرغم من أن حمولتها القصوى تبلغ 3,547 شخص. غرق عدد كبير من الرجال الذين كانوا على ظهر التيتانيك بسبب سياسة إعطاء الأولوية للنساء والأطفال في عملية الإنقاذ.
صنعت وصممت سفينة التيتانيك على أيدي أمهر المهندسين وأكثرهم خبرة، واستخدم في بنائها أكثر أنواع التقنيات تقدماً حينذاك، وكان غرقها صدمة كبرى للجميع حيث أنها مزودة بأعلى معايير السلامة.

## البناء
بنيت التيتانيك في حوض هارلاند آند وولف لبناء السفن في بلفاست، وصُممت لمنافسة السفينتين لوسيتانيا وآر إم إس موريتانيا من بناء شركة كونارد لاين. كان من المزمع أن تكون التيتانيك إلى جانب أخواتها من السفن الضخمة، آر إم إس أوليمبك وإتش إم إتش إس بريتانيك (كان سيطلق عليها اسم جيجانتيك في البداية) أكبر السفن وأكثرها رفاهية في ذلك الوقت. صُمِّمَت هذه السفن من قبل وليام بيري، مدير كل من هارلاند آند وولف ووايت ستار، والمعماري البحري توماس أندروز مدير إنشاءات هارلاند آند وولف ورئيس قسم التصميم، وأليكساندر كارلايل، المخطط الأول للحوض والمدير العام له. أليكساندر كان المسؤول عن البنية الفوقية للسفن الثلاثة، لكنه ترك المشروع في عام 1910 قبل إطلاق السفن.

## صور هندسية للسفينة

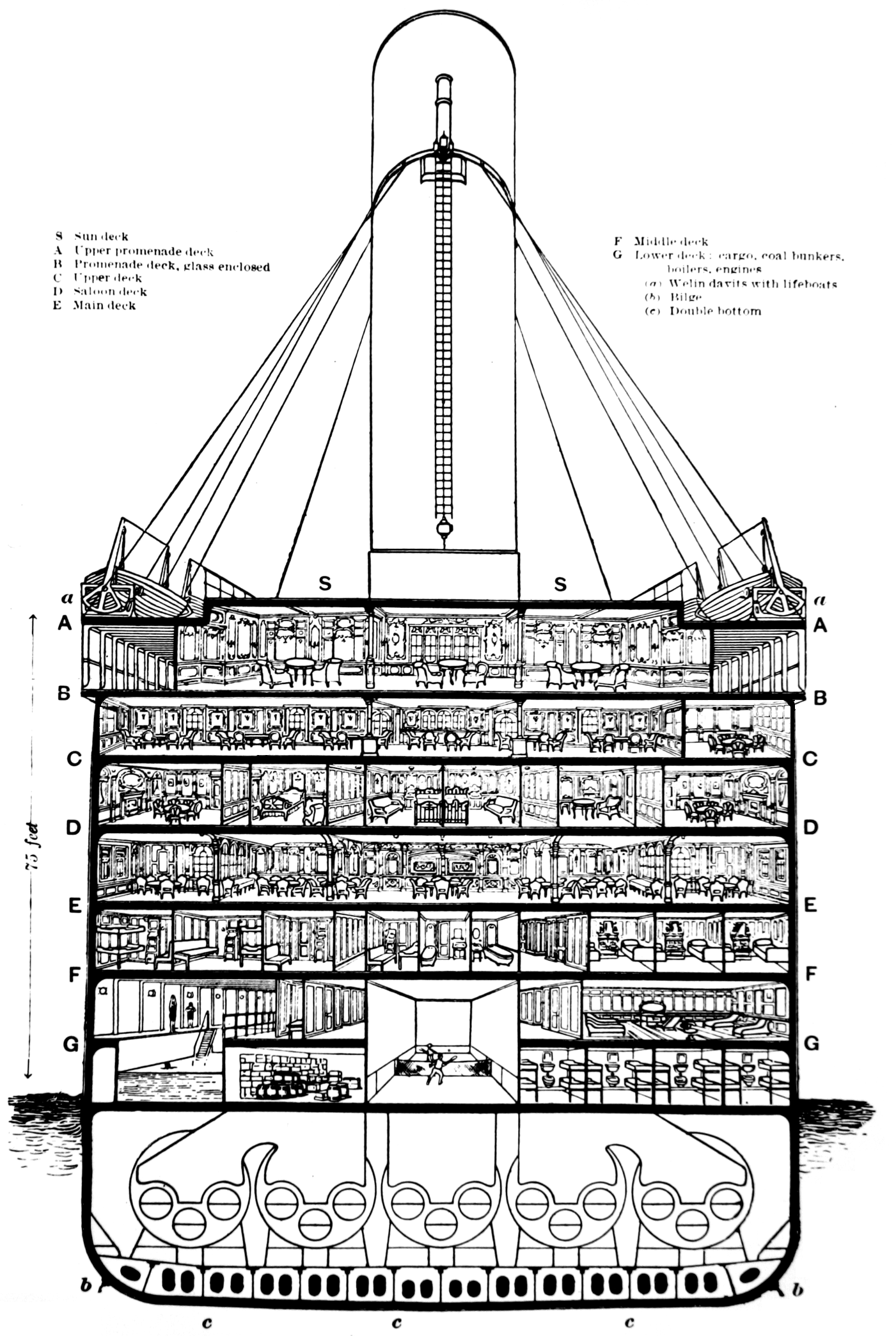
صورة مقطوعة طولياً لسفينة التايتانيك
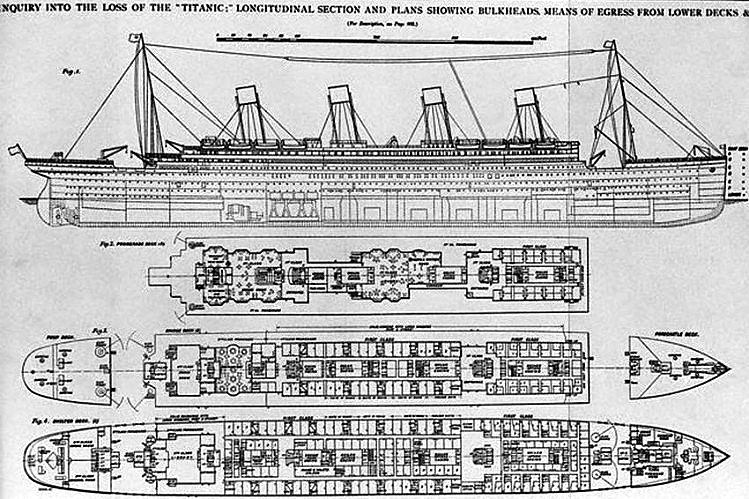
صورة هندسية لسفينة التايتانيك عام 1912 م
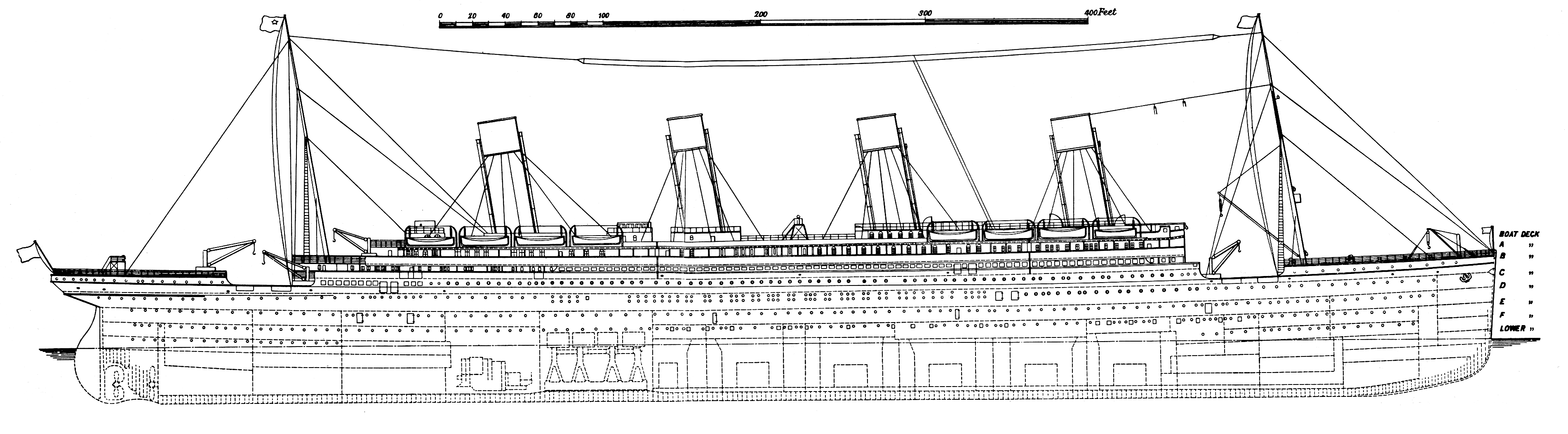
صورة جانبية لسفينة آر إم إس تايتنيك 26 مايو من عام 1911 م
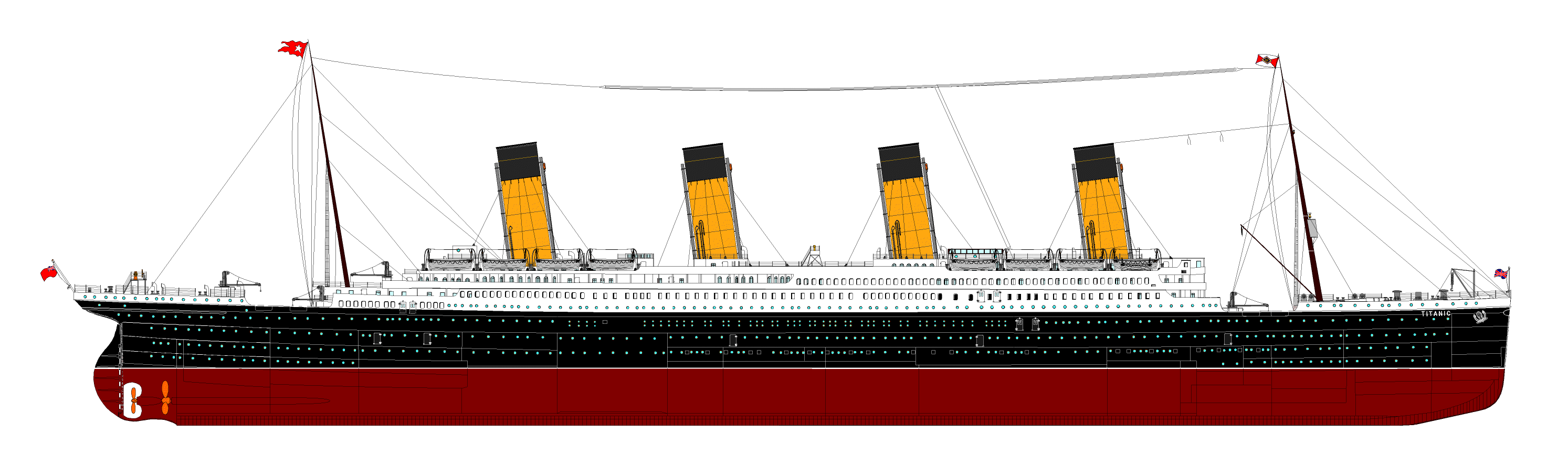
سفينة آر إم إس تايتنيك بشكل عام(اضغط على الصورة لرؤيتها بشكل أوضح)
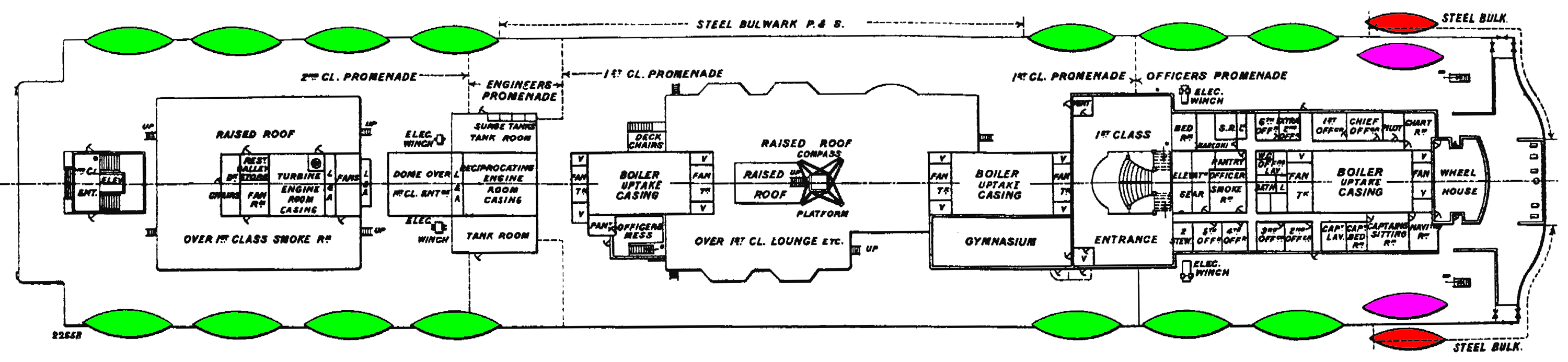
أماكن القوارب في آر إم إس تيتانيك توضح فيه موقع قوارب النجاة.

تم البدء ببناء التيتانيك في 31 مارس 1909 بتمويل من الأميريكي جون بيربونت مورجان وشركته الخاصة. أطلق هيكل السفينة في 31 مايو 1911 وتم الانتهاء من التجهيزات في 31 مارس من السنة التالية. الطول الكلي للتيتانيك بلغ 269.1 متر (882 قدم و9 إنشات) واتساعها 28 متر (32 قدم) وارتفاعها من سطح الماء إلى سطح السفينة 18 متر (59 قدم). تحتوي السفينة على محركين بخاريين ذوي أربعة أسطوانات ثلاثي التوسع بالإضافة إلى توربين بخاري منخفض الضغط والذي بجانب المحركين البخاريين يعملون على تحريك المراوح والتي بدورها تدفع السفينة إلى الإبحار. هنالك 29 مرجل يتم تشغيلها باستخدام 159 فرن لحرق الفحم والقادرة على دفع السفينة بسرعة قصوى تبلغ 23 عقدة (43 كم/ساعة؛ 26 ميل/ساعة). ثلاثة من الأربعة مداخن البالغ طول كل منها 19 متر (62 قدم) فقط هي التي تعمل، أما الرابعة والمستخدمة في التهوية فقد وضعت بالأصل لجعل شكل السفينة مثيراً للإعجاب. الحمولة القصوى للسفينة تبلغ 3,547 شخص بما فيهم الطاقم.

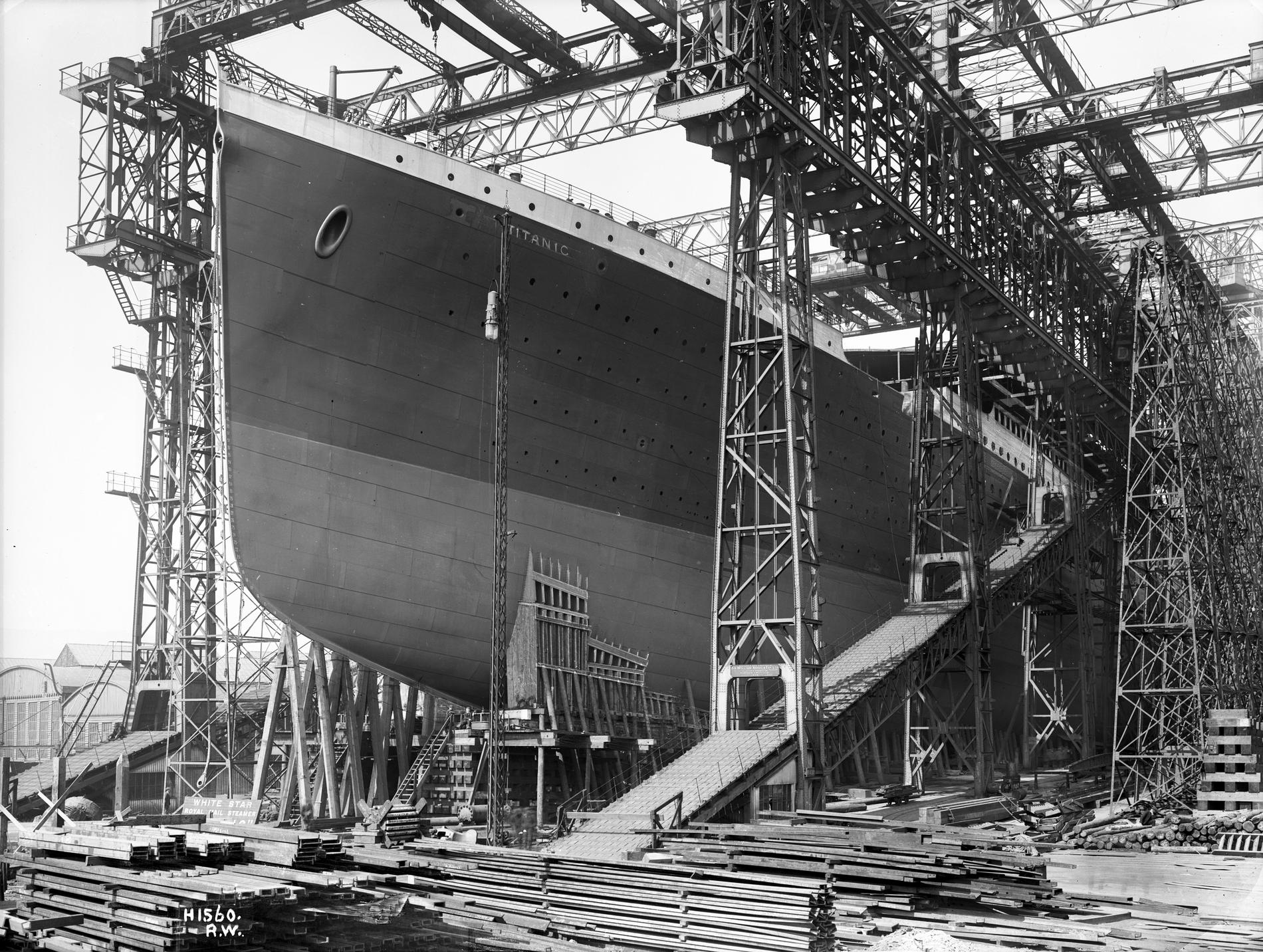
1911 م آر إم إس تيتانيك جاهزة للإطلاق.تم بناء السفينة في جزيرة كوينز التي تعرف الآن باسم رُبع التيتانيك Titanic Quarter، في ميناء بلفاست حيث كان جزءا من حوض بناء السفن هارلاند وولف.

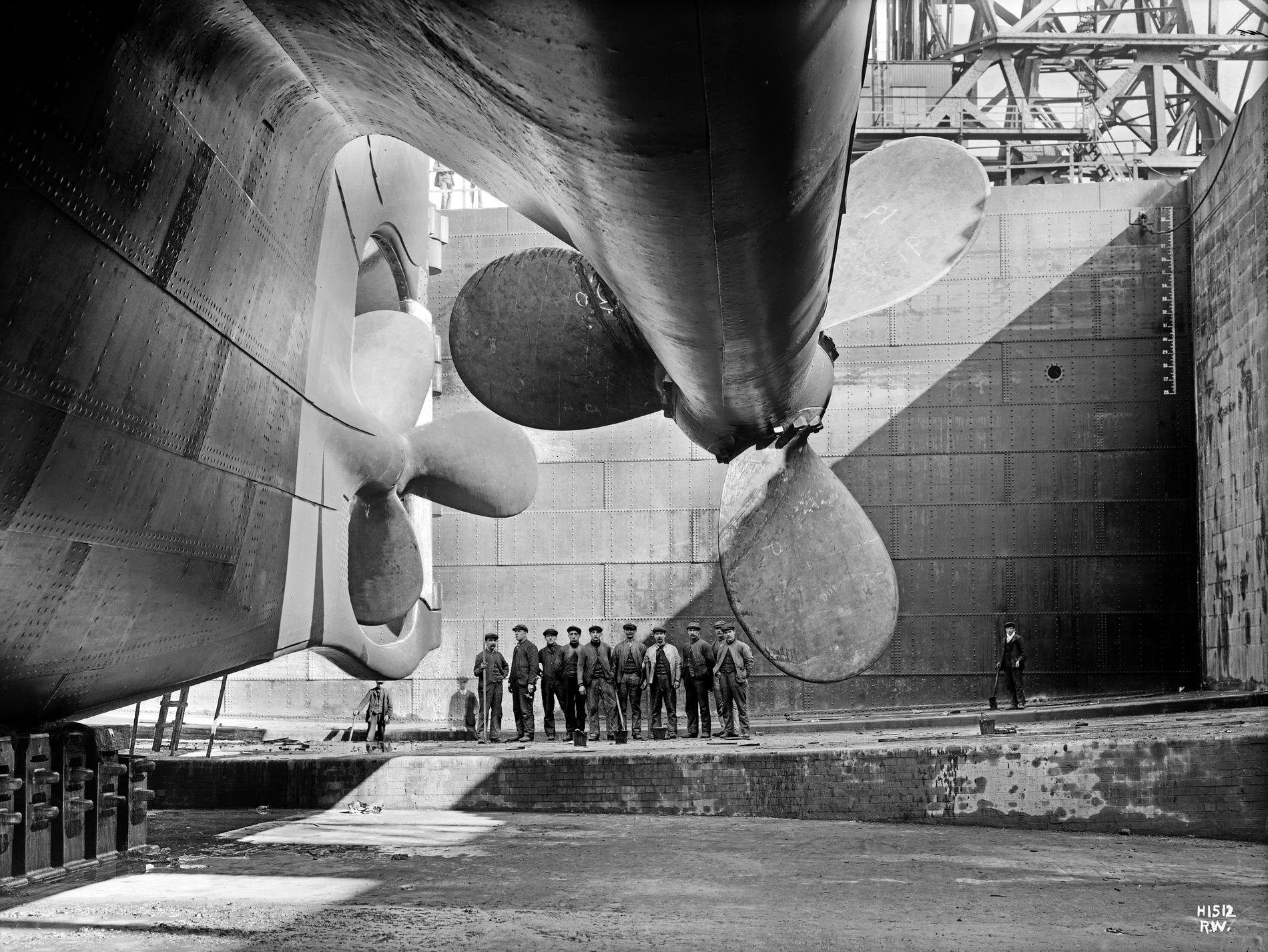
دفّة التايتانيك قبل الانطلاق عام1911 م

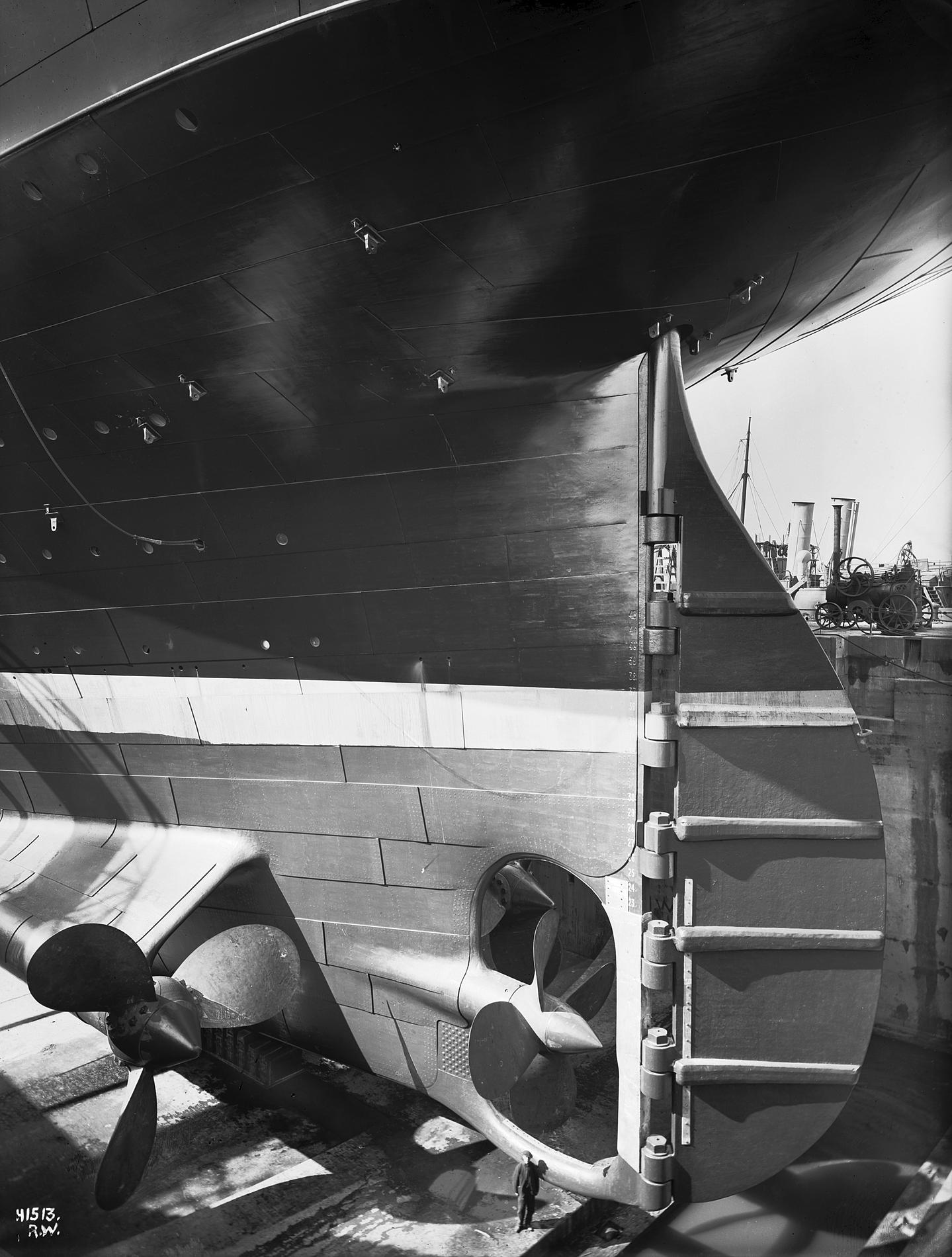
مؤخرة ودفة التايتانيك 1911 م

### الملامح

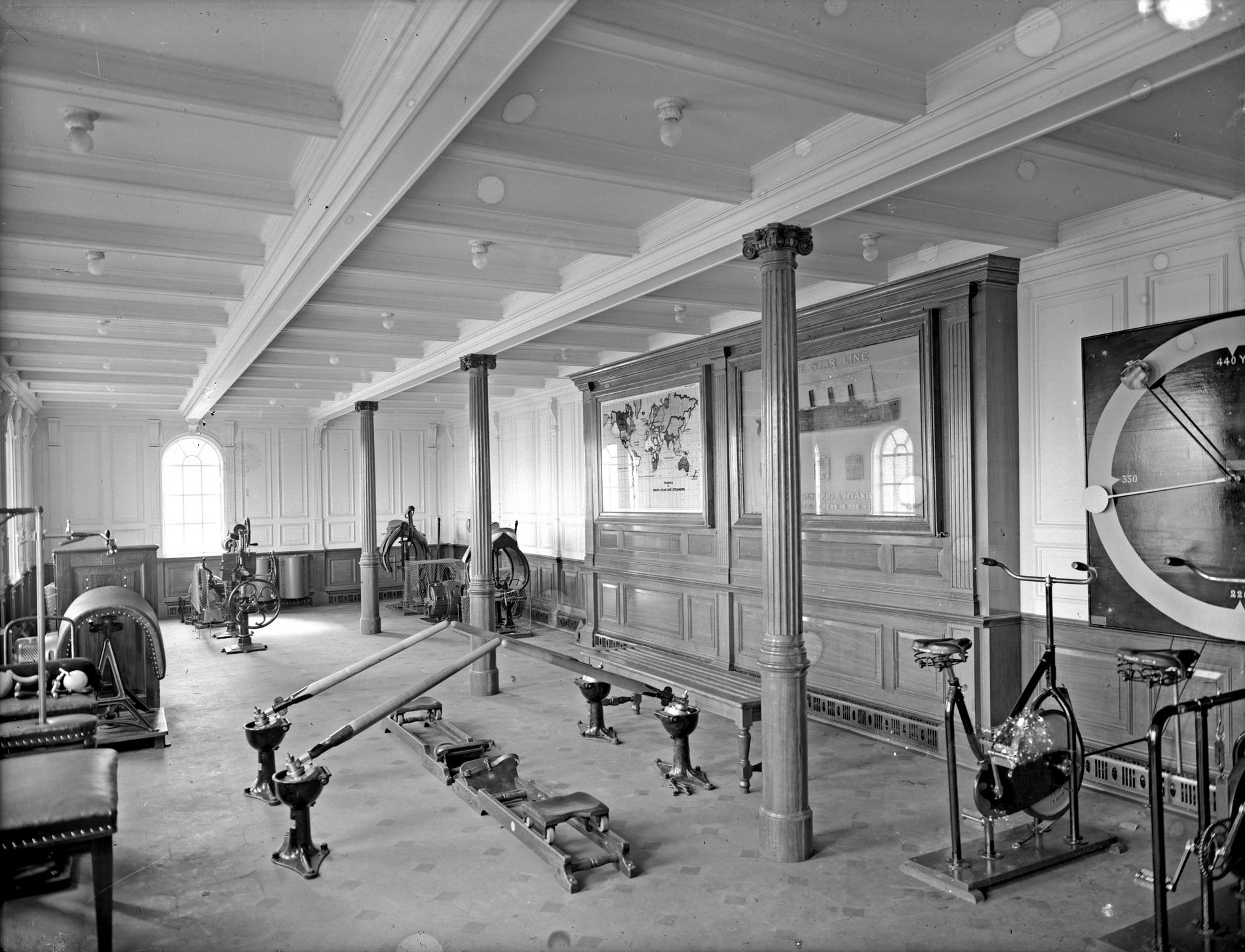
الصالة الرياضية على متن التيتانيك شهر مارس 1912 م

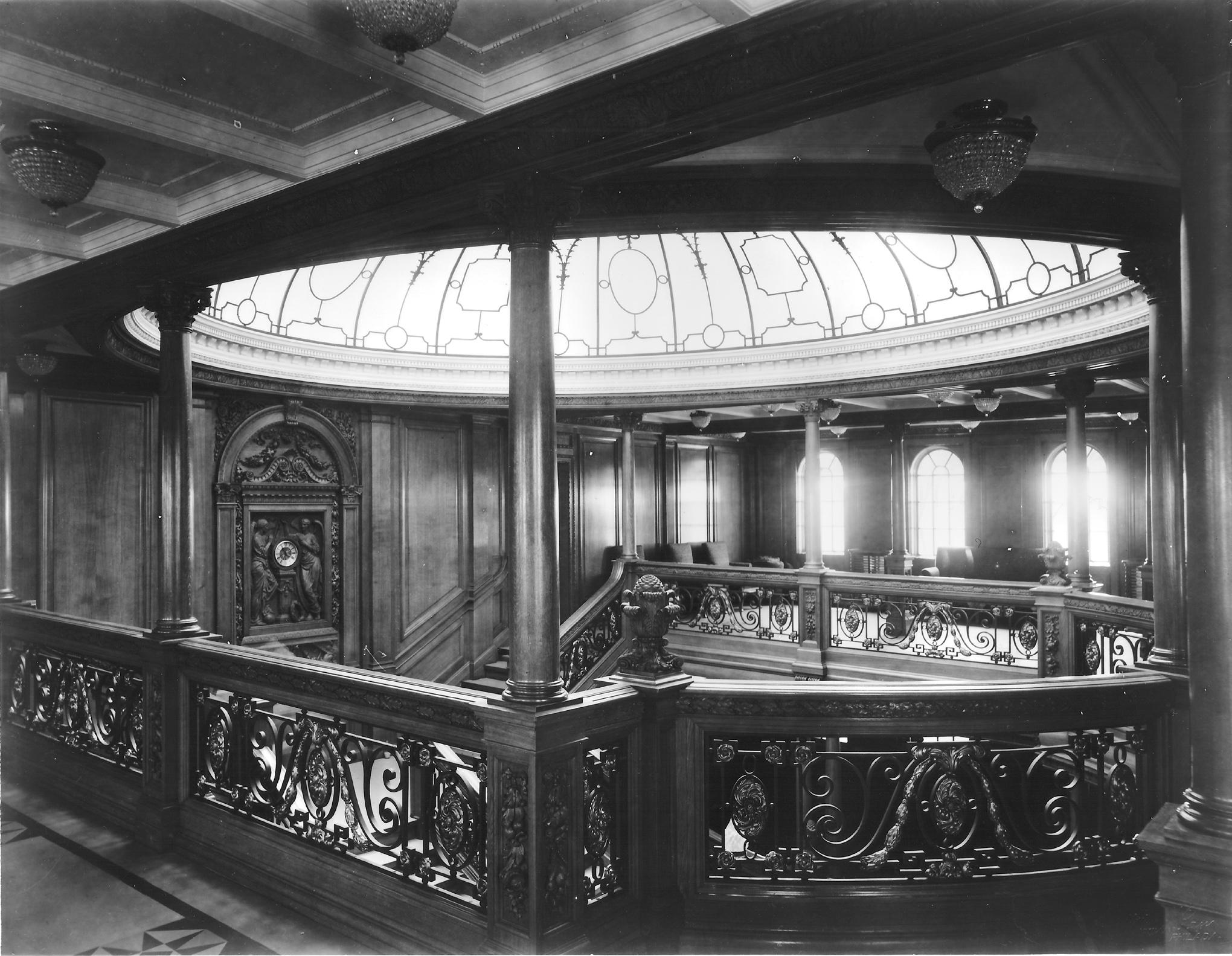
الدرج التابع للدرجة الأولى على متن التيتانيك

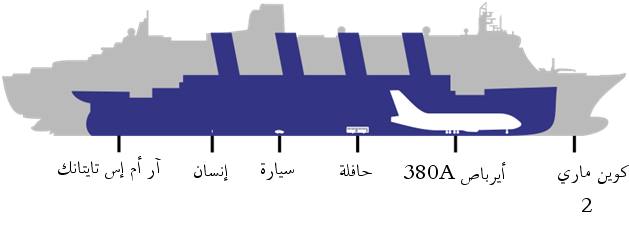
التيتانيك مقارنة مع وسائل نقل أخرى

تفوقت التيتانيك على منافساتها من حيث الفخامة والترف، حيث تحتوي الدرجة الأولى على حوض سباحة وصالة رياضية وملعب اسكواش وحمام تركي وحمام كهربائي ومقهى ذي شرفة. كانت غرف الدرجة الأولى مزينة بتلابيس الخشب المزخرف والأثاث الباهظ الثمن وزخارف أخرى. بالإضافة إلى ذلك وفر  مقهى باريسي (Cafe Parisien) لركاب الدرجة الأولى مطبخ مع شرفة مشمسة مزينة بالأزهار. بالإضافة إلى ذلك كان هناك مكتبات ومحال الحلاقة لركاب الدرجتين الأولى والثانية. أما غرف الدرجة الثالثة فقد كانت مزينة بخشب الصنوبر واحتوت على أثاث مصنع من خشب الساج الصلب.

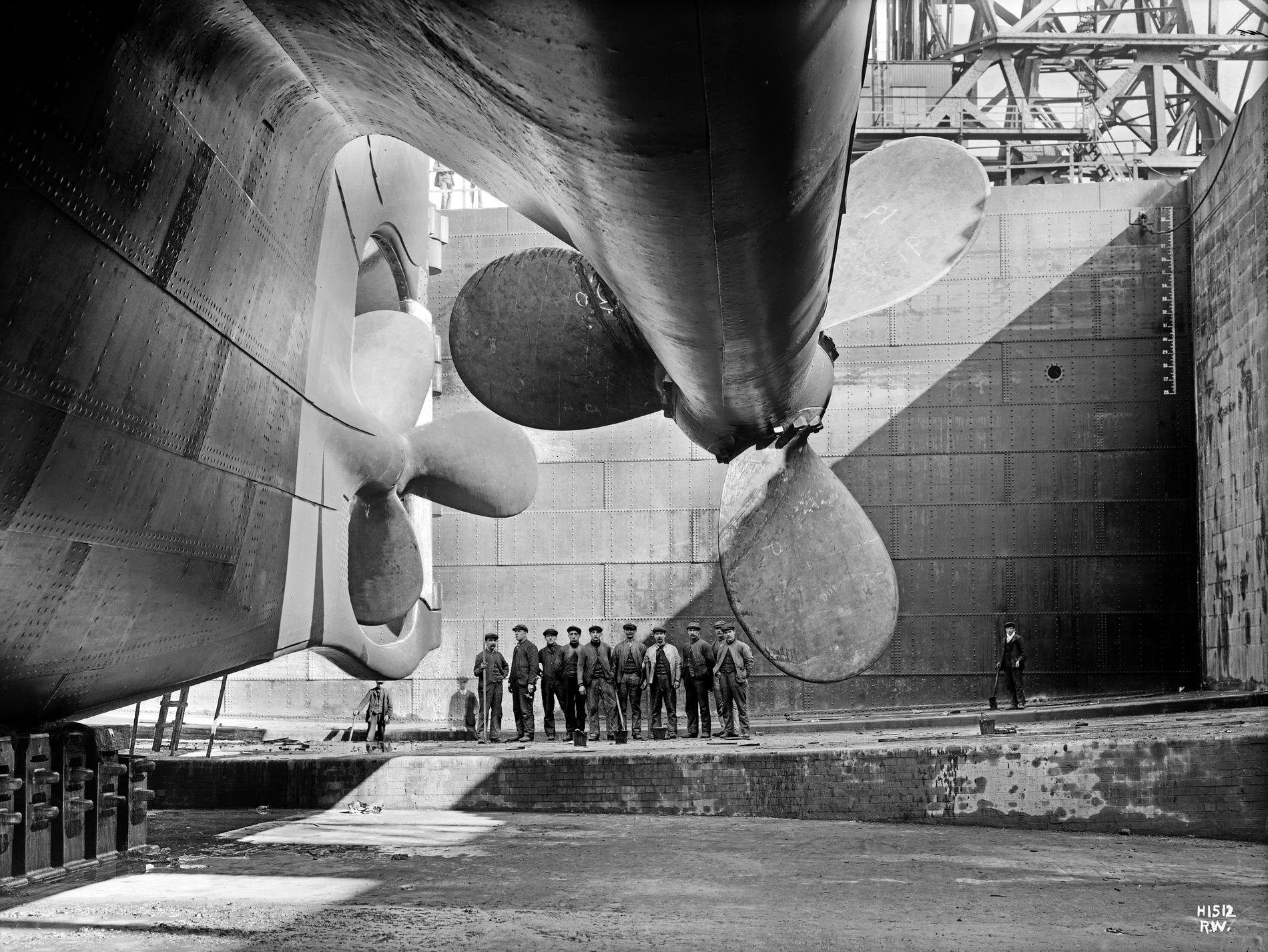
التايتانيك في عام 1911 م

احتوت السفينة على أحدث التقنيات المتوفرة في ذلك الوقت، فقد كان هنالك ثلاثة مصاعد كهربائية في الدرجة الأولى وواحد في الدرجة الثانية. واحتوت أيضاً على نظام كهربائي شامل مع مولدات كهربائية بخارية ومصابيح كهربائية في أرجاء السفينة وجهازين لاسلكيين قدرة كل منهما 1,500 واط يعمل على تشغيلهما شخصين بنظام التناوب مما يضمن اتصال ثابت وإيصال الرسائل الصوتية للركاب في أي وقت. قام ركاب الدرجة الأولى بدفع مبلغ ضخم لأجل هذه المرافق، فتكاليف الرحلة لأفضل جناح على متن السفينة باتجاه واحد عبر المحيط الأطلسي كانت تصل إلى 4,350$ (أكثر من 95,860$ في عام 2008). أما تكاليف باقي الغرف فقد بلغت 150$ لغرف الدرجة الأولى، و60$ لغرف الدرجة الثانية، و40$ لغرف الدرجة الثالثة.

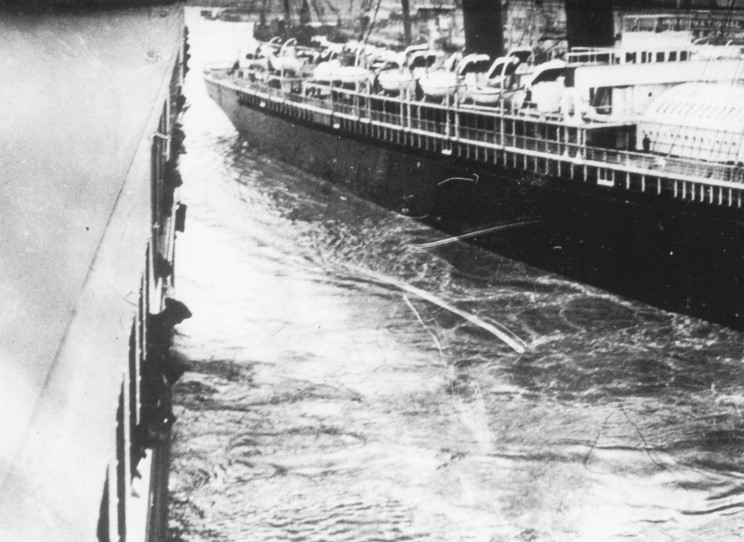
سفينة تايتانيك بجانب سفينة نيويورك في 10أبريل 1911 م

### قوارب النجاة
حملت التيتانيك في أول رحلة لها 20 قارباً للنجاة من أكثر من نوع:
- القوارب رقم 1 و2: قوارب طوارئ خشبية، يبلغ طول الواحد 7.7 متر وعرضه 2.2 متر وبعمق 1 متر، ويتسع لـ 40 شخص.
- القوارب رقم 3 إلى 16: قوارب خشبية، يبلغ طول الواحد 9.1 متر وعرضه 2.7 متر وبعمق 1.2 متر، ويتسع لـ 65 شخص.
- القوارب A وB وC وD: قوارب مطاطية، يبلغ طول الواحد 8.4 متر وعرضه 2.4 متر وبعمق 0.9 متر، ويتسع لـ 47 شخص.

كانت قوارب النجاة الخشبية ومحكمة الربط في الغالب على سطح السفينة ولم تكن مثبتة على الروافع. تم تحميل جميع القوارب بالإضافة إلى القوارب المطاطية باستخدام رافعة ضخمة كانت موجودة في بلفاست. القوارب التي كانت موجودة على ميمنة السفينة حملت الأرقام 1، 3، 4، 5، 7، 9، 11، 15 بدايةً بمقدمة السفينة وانتهاءً بمؤخرتها. أما القوارب الموجودة على الميسرة فقد حملت الأرقام 2، 4، 6، 8، 10، 12، 14، 16 من المقدمة إلى المؤخرة. كانت قوارب النجاة 1 و2 معلقة بحيث تكون جاهزة للاستعمال عند الحاجة. بينما كانت القوارب المطاطية C وD مثبتة على سطح السفينة وعلى القوارب 1 و2. كانت القوارب المطاطية A وB مخزنة على سقف غرفة الربان على جانبي القارب 1. لم يكن هنالك أي ذراع مثبت على غرفة الربان لإنزال القاربان A وB على الرغم من أنها ثقيلة الوزن حتى وهي فارغة. في أثناء الغرق كانت هنالك صعوبة في إنزال القاربان A وB، لأنه كان المفروض أن يتم إنزالهم على ألواح من الخشب أو المجاذيف نفسها حتى يتسنى استخدامها. خلال هذه العملية انقلب القارب B رأساً على عقب وطفا مبتعداً عن السفينة.
أثناء التصميم اقترح كارلسليه أن يتم استخدام نوع جديد من الروافع على سطح السفينة من إنتاج شركة ويلين دافيت آند إنجينيرينج حيث كانت لها القدرة على التعامل مع أربعة قوارب في نفس الوقت. تم تركيب 16 رافعة مما مكن التيتانيك من حمل 64 قارب خشبي بقدرة استيعاب كلية قدرها 4000 شخص مقارنة بحمولة التيتانيك القصوى والبالغة 3,600 شخص، لكن الشركة الصانعة قررت وضع 16 قارب نجاة خشبي (وهو العدد الأدنى من قوارب النجاة الموصى بوضعه على متن السفينة) وبالإضافة إلى القوارب المطاطية قادرة على حمل 1,178 شخص والذي يشكل 33% من حمولة السفينة. كانت تعليمات مجلس التجارة تنص على أن على السفن البريطانية والتي تزن أكثر من 10,000 طن أن تحمل 16 قارباً للنجاة بسعة 160 م3، وأن يكون هنالك عوامات وطوافات تكفي ل 75% من الأشخاص على متن هذه القوارب. لذلك فإن الشركة الصانعة فعلياً زودت السفينة بما هو أكثر من المنصوص عليه قانوناً.

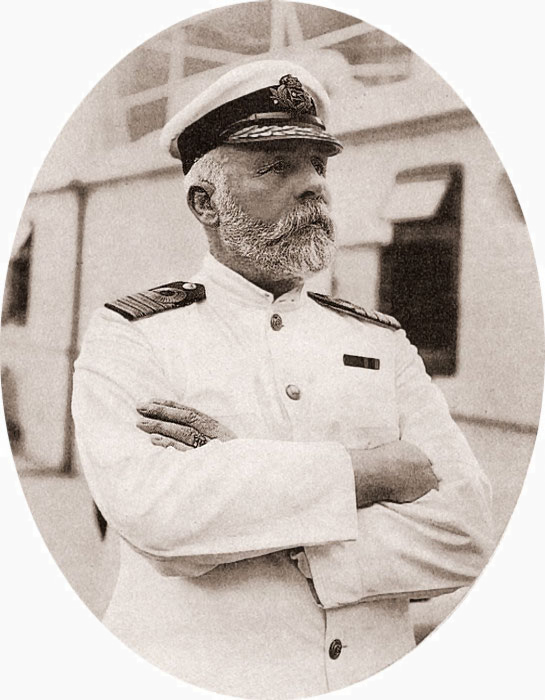
كابتن سفينة التايتانيك إدوارد جون سميث في عام 1911 م

أثناء التحقيق قال كارلايل بأنه قد ناقش هذا الأمر مع جوزيف بروس إزماي المدير الإداري لشركة وايت ستار لاين، لكن في شهادته أنكر إزماي ذلك قائلاً بأنه لم يسمع بهذا الأمر من قبل، كما أنه لا يتذكر ملاحظة شرط من هذا القبيل في مخططات السفينة التي كان قد قام بفحصها. قبل عشرة أيام من الرحلة أعلن أكسيل فيلين، صانع ذراع رفع قوارب النجاة في التيتانيك، أنه قد تم تركيب آلآته لأن أصحاب السفينة كانوا على علم بالتغييرات المقبلة في اللوائح الرسمية، ولكن هارولد ساندرسون، نائب رئيس البحرية التجارية الدولية والمدير العام السابق لشركة وايت ستار لاين نفى أن يكون ذلك توجهه.

## حمولة التايتانك
تم تجهيز التايتانك بالغذاء والتجهيزات بصورة جيدة. البنود التالية حُملت في التايتانك قبل الإبحار. الرجاء الملاحظة بأنه بالرغم من أن القوائم ليست كاملة، إلا أنها تعطي فكرة عن الكميات والتجهيزات الضرورية للمسافرين ولطاقم التايتانك.

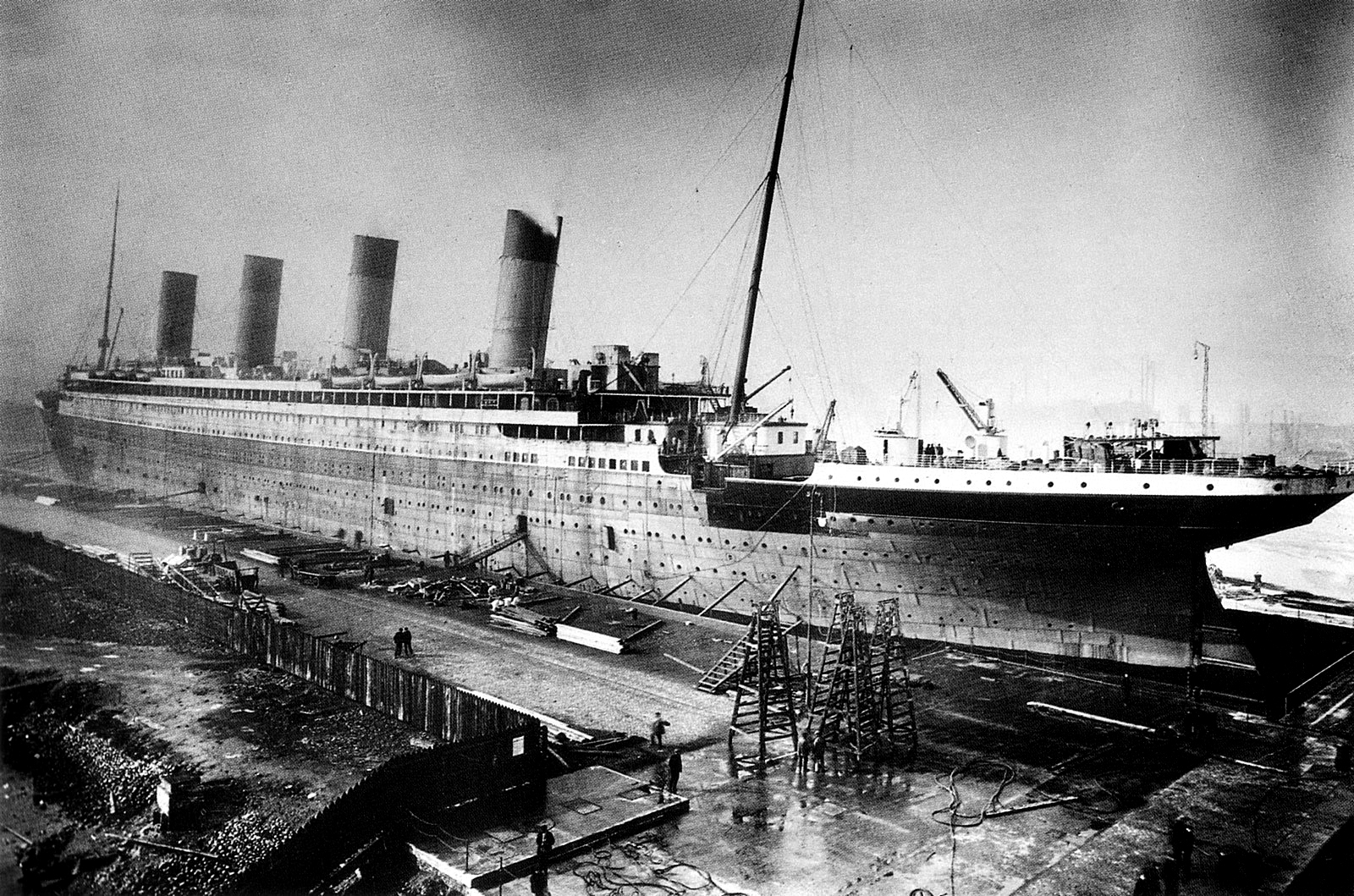
تايتانيك تحت الإنشاء بين عامي 1909-1912 م

### مواد غذائية
| - لحم الخنزير المقدد ولحم الخنزير:7,500 باوند (حوالي 3402 كيلو جرام) - الحبوب: 10,000 باوند (حوالي 4536 كيلو جرام) - القهوة: 2,200 باوند - الحليب المُكَثَّف: 600 غالون - الطحين: 200 برميل - الهليون الجديد: 800 حزمة - الزبد الجديد: 6,000 باوند - القشطة الجديدة: 1,200 qts - بيض الدجاج: 40,000 - السمك الجديد: 11,000 باوند - البازلاء الخضراء الجديدة: 2,250 باوند - اللحم الجديد: 75,000 باوند - الحليب الجديد: 1,500 غالون - فاكهة الكريب: 50 صندوق - العنب: 1,000 باوند - الآيس كريم: 1,750 qts - المربات ومربى البرتقال: 1,120 باوند | - الليمون: 50 صندوق (16,000) - الخس: 7,000 رأس - البصل: 3,500 باوند - البرتقال: 180 صندوق (36,000) - البطاطا: 40 طن - الدواجن واللعبة: 25,000 باوند - الأرز، فاصولياء مُجَفَّفة، الخ: 10,000 باوند - [وضح من هو المقصود ؟] والسمك المُجَفَّف: 4000 باوند - النقانق: 2,500 باوند - السكر: 10,000 باوند - بنكرياسات العجول: 1,000 - الشاي: 800 باوند - الطماطم: 2.75 طن - الـ[وضح من هو المقصود ؟] وبيرة ستاوت: 20,000 قنينة - المياه المعدنية: 15,000 قنينة - الأرواح: 850 قنينة - النبيذ: 1,500 قنينة |

## البريد والبضائع
على الرغم من أن سفينة تيتانيك كانت في المقام الأول على الخطوط المنتظمة لنقل الركاب، حملت أيضا كمية كبيرة من البضائع. وأشار تسمية لها باعتبارها سفينة البريد الملكية التي حملت البريد بموجب عقد مع البريد الملكي (وكذلك بالنسبة للولايات المتحدة إلى مكتب الوزارة). خصص حجم 26800 قدم مكعب من المساحة في العنابر لتخزين الطرود والرسائل والسبائك والعملات وغيرها من الأشياء الثمينة. وكان يشرف على مكتب البريد في الطابق G البحري حوالي خمسة كتّاب بريديين (ثلاثة أمريكيين واثنين من البريطانيين)، وكانوا يعملون 13 ساعة في اليوم، سبعة أيام في الأسبوع يقومون بفرز ما يصل إلى 60000 وحدة يوميا. وقد جلب ركاب السفينة معهم كمية كبيرة من الأمتعة، واتخذت آخر 19455 قدم مكعب من المساحة لخزن أمتعة الدرجة الأولى والدرجة الثانية. وبالإضافة إلى ذلك، كان هناك كمية كبيرة من البضائع العادية، بدءا من الأثاث والمواد الغذائية وحتى السيارات.
وقدرت قيمة لم يكن هناك أي الذهب والمعادن النادرة أو الماس، واحدة من أكثر البنود الشهيرة التي ضاعت عند غرق السفينة هي نسخة من الذهب الرباعيات عمر الخيام، والتي كانت تقدر في ذلك الزمن بـ £ 405 (£ 29,717 اليوم).
وقد تم تجهيز تيتانيك مع ثماني رافعات كهربائية وأربع رافعات كهربائية والروافع البخار 3 إلى رفع البضائع والأمتعة والخروج من الانتظار. وتشير التقديرات إلى أن السفينة كانت تستخدم 415 ألف طن من الفحم بينما في ساوثامبتون يقومون بتوليد البخار ببساطة لتشغيل روافع البضائع، والحرارة والضوء.

## صور

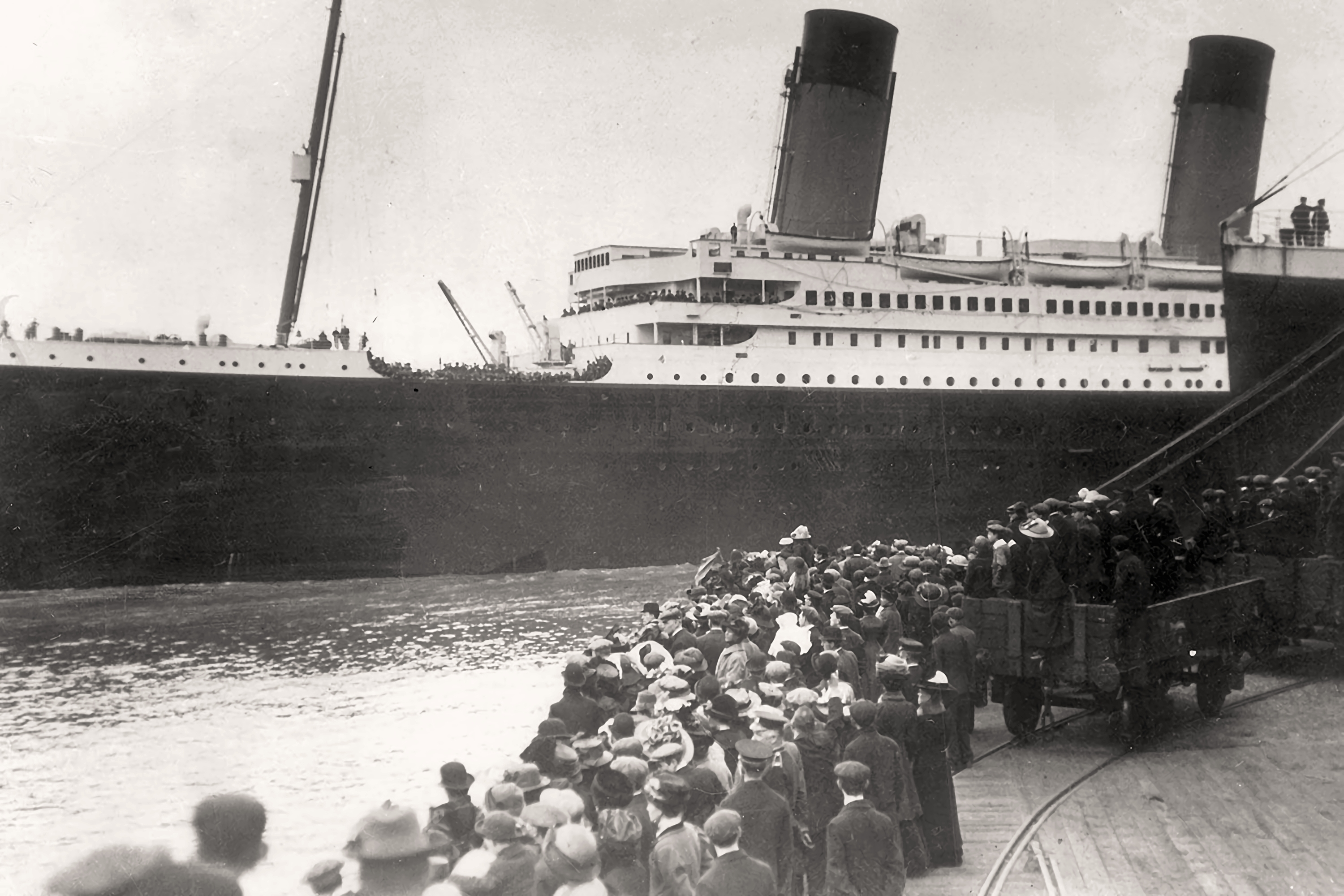
تايتانيك في وقت المغادرة. الصورة الأصلية في عام 1912
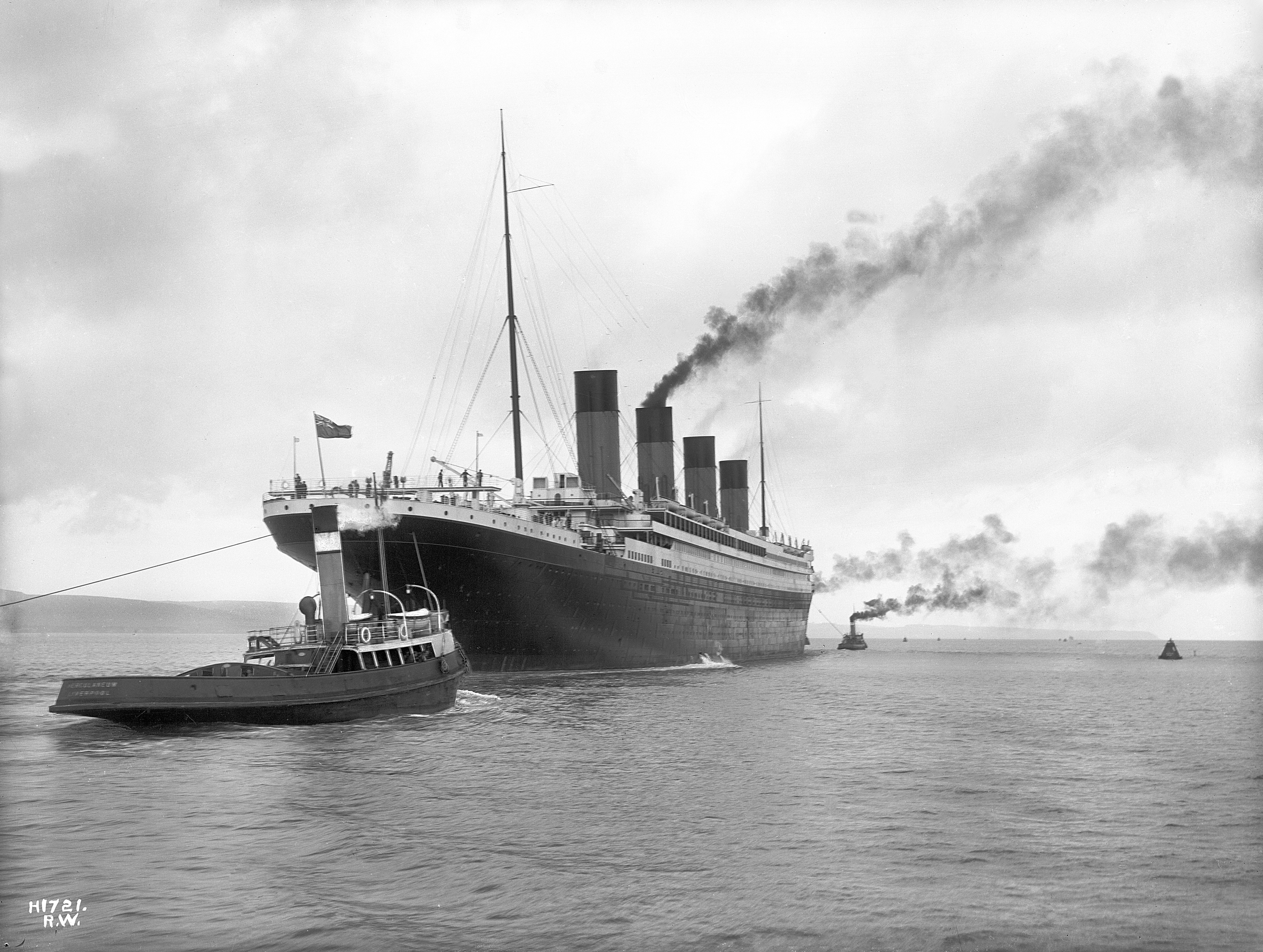
آر إم إس تايتانيك تغادر بلفاست واثنين من القاطرات توجهها 2 أبريل 1912(في الواقع كان هناك خمسة القاطرات المستخدمة)
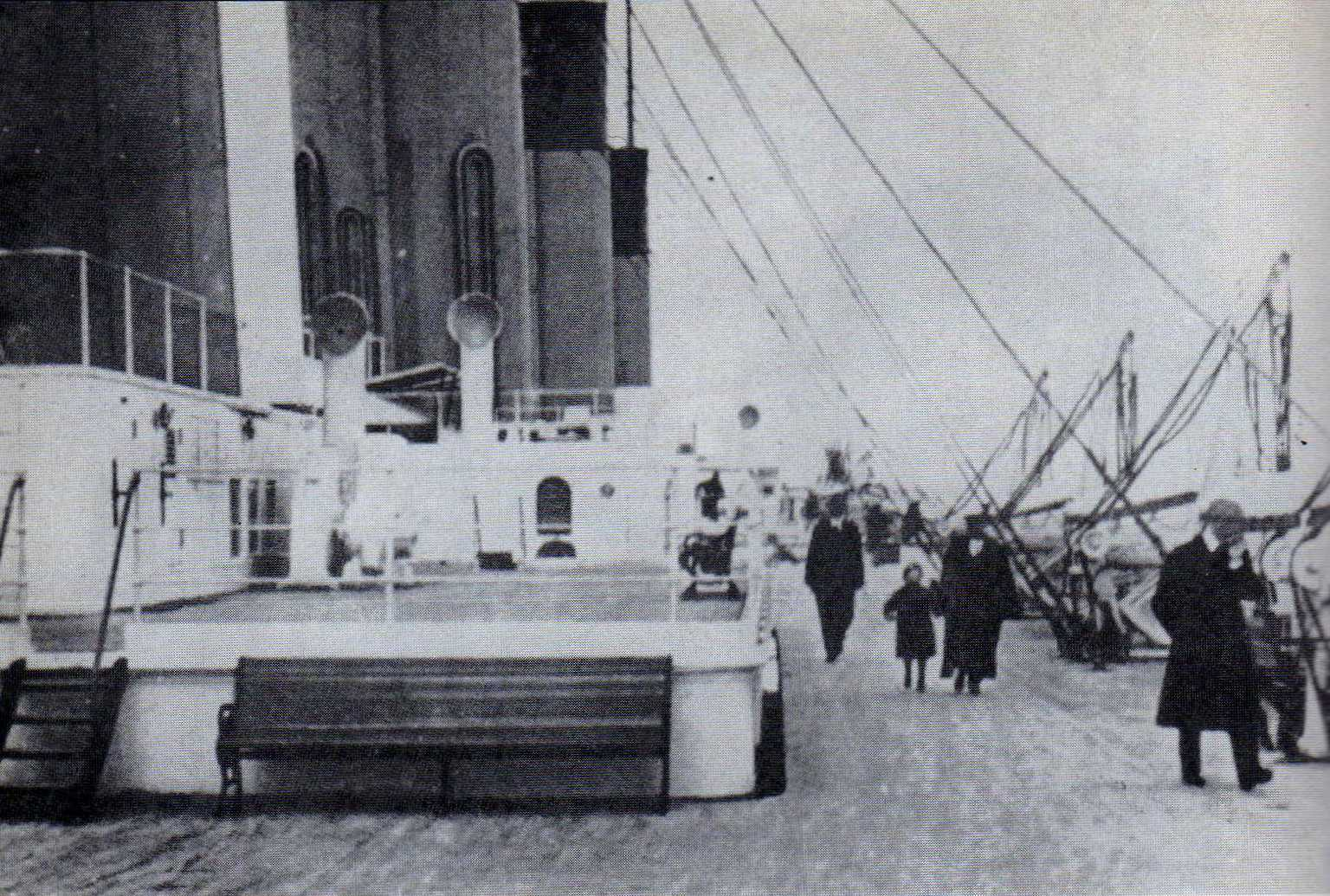
القوارب واضحة على جانب سطح السفينة

### زجاجيات ولوازم المائدة

مسار سفينة التايتانيك منذ بدء انطلاقها حتى غرقها قبل أن تصل إلى مدينة نيويورك بأمريكا

| - ملقط هليونِ: 400 - أقداح شاي: 3,000 - صحون شاي: 3,000 - كؤوس فطور: 4,500 - صحون فطور كبيرة: 2,500 - صحون فطور صغيرة: 4,500 - صحون زبدة: 400 - سكاكين زبدة: 400 - أقداح كرفس: 300 - أقداح شمبانيا: 1,500 - دوارق كلاريت: 300 - أقداح كوكتيل: 1,500 - كؤوس قهوة: 1,500 - أباريق القهوة: 1,200 - صحون قهوة: 1,500 - دوارق: 1,000 - صحون بلورية: 1,500 - زجاج محفور: 8,000 - صحون حلوى: 2,000 | - ملاعق الحلوى: 3,000 - شوك عشاء: 8,000 - صحون عشاء: 12,000 - ملاعق عشاء: 5,000 - ملاعق بيض: 2,000 - صحون مقبلات: 1,000 - شوك سمك: 1,500 - سكاكين سمك: 1,500 - زهريات ورود: 500 - صحون فاكهة: 400 - شوك فاكهة: 1,500 - سكاكين فاكهة: 1,500 - مقصات عنب: 100 - صحون آيس كريمِ: 5,500 - أقداح مشروب كحولي: 1,200 - صحون لحمِ: 400 - ملاعق خردل: 1,500 - كسارات البندق: 300 - شوك محار: 1,000 | - صحون فطائر: 1,200 - صحون حلوى: 1,200 - جاطات سلطة: 500 - ممالح: 2,000 - ملاعق ملح: 1,500 - صحون سوفليه: 1,500 - صحون الشوربة: 4,500 - جاطات سكر: 400 - ملقط سكر: 400 - سكاكين الحلوى والمنضدة: 8,000 - أقداح الشاي: 3,000 - أباريق الشاي: 1,200 - صحون شاي: 3,000 - ملاعق الشاي: 6,000 - كؤوس شرب النخب: 400 - صحون خضار: 400 - قناني ماء: 2,500 - كؤوس النبيذ: 2,010 |

### البطانة

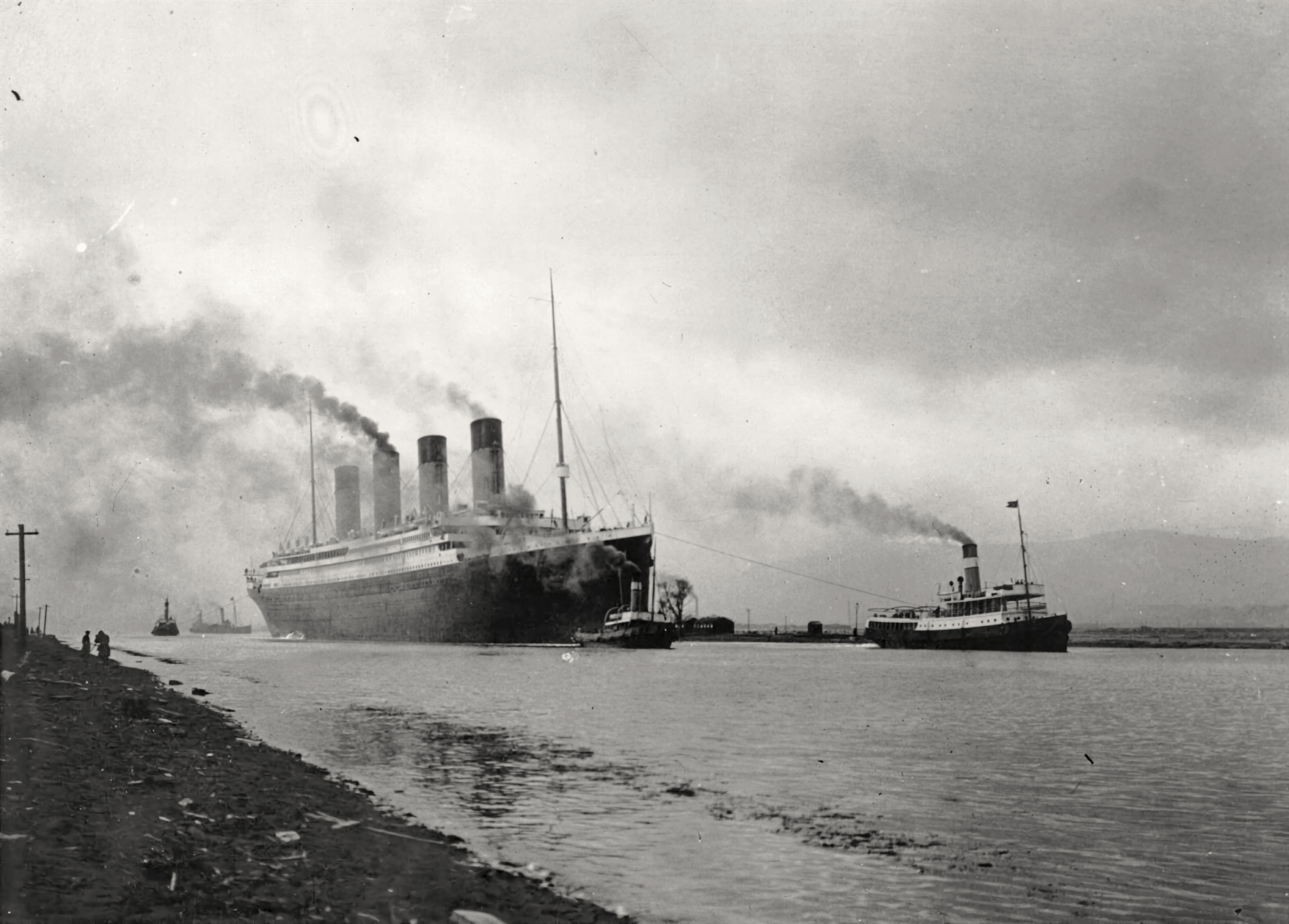
التايتانيك في 2 أبريل من عام 1912 م

| - المئازر: 4,000 - مناشف حمّامِ: 7,500 - أغطية الفراش: 3,600 - البطانيات: 7,500 - قماش الطباخِ: 3,500 - أغطية المناضد: 3,000 | - الشراشف المضاعفة: 3,000 - لحف ريشِ عيدر: 800 - المناشف الرفيعة: 25,000 - القماش الزجاجي: 2,000 - مناشف مرحاضِ: 8,000 - مناشف مخزنِ: 6,500 | - أوجه الوسائد: 15,000 - المناشف الدوارة: 3,500 - الشراشف بطبقة واحدة: 15,000 - مفارش المائدة: 6,000 - مناديل منضدةِ: 45,000 - المواد المتنوعة: 40,000 |

## المارد
لم يكن اسم التيتانيك والذي يعني المارد، اسما مبالغًا فيه في تسمية تلك السفينة فقد اتصفت بثلاث صفات لم تتوفر بغيرها من السفن وهي: الضخامة، عدم القابلية للغرق والفخامة.

### الضخامة
كانت السفينة تيتانيك أضخم سفينة ركاب شهدها العالم في ذلك الوقت حيث بلغ وزنها 52310 طنا وبلغ طولها 882 قدما، وبلغ عرضها 92 قدما، ويمكنك تصور هذه الضخامة بشكل آخر فالسفينة تيتانك يمكن أن تعادل في ارتفاعها ارتفاع مبنى مكون من أحد عشر طابقا علاوة على طولها الكبير الذي قد يعادل أربع مجموعات من الأبنية المتجاورة.

استخراج مذكرة من البحرية الأمريكية حول السفينة تايتانيك.15 أبريل 1912 م

### عدم القابلية للغرق
كذلك لم يكن هذا المارد قابلا للغرق في نظر من صمموه فالسفينة ليست كغيرها من السفن حيث تنفرد باحتوائها على قاعين يمتد أحدهما عبر الآخر كما يتكون الجزء السفلي من السفينة من 16 قسما (مقصورة) لا يمكن أن ينفذ منها الماء وحتى لو غمرت المياه على سبيل الافتراض أحد هذه الأقسام فإنه يمكن لقائد السفينة وبمنتهى السهولة أن يحجز المياه داخل هذا الجزء بمفرده ويمنعها من غمر باقي الأجزاء.

### الفخامة

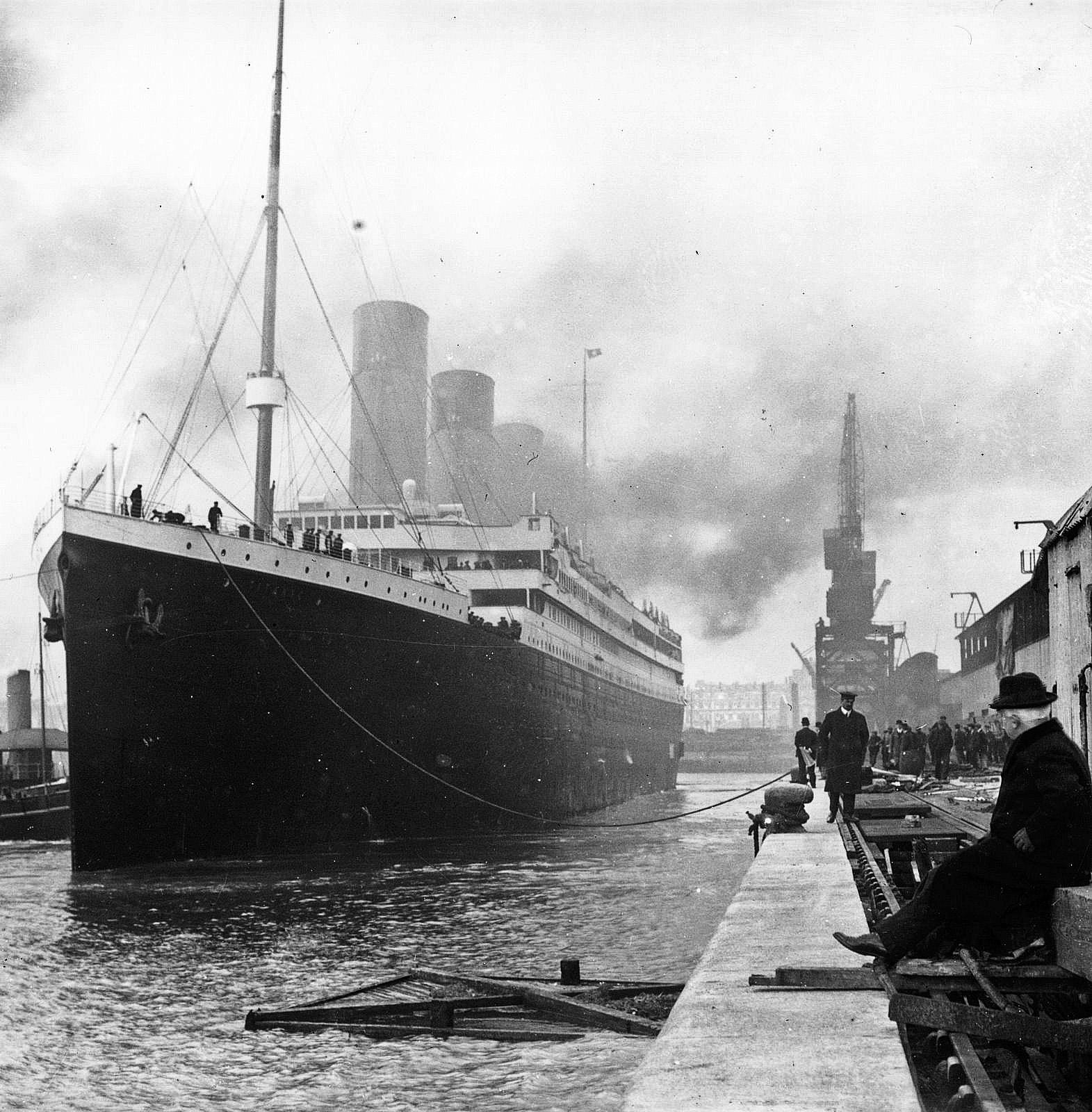
التايتانيك في أحد أحواض ساوثامبتون أبريل 1912 م

تمتعت السفينة تيتانيك بدرجة عالية من الفخامة لم تتوفر من قبل لأي سفينة ركاب. ويمكنك تصور مدى هذه الفخامة والروعة إذا عرفت أن ثمن تذكرة الدرجة الأولى لهذه السفينة قد يزيد عن دخل أي فرد من طاقمها طوال فترة حياته، وأن كانت الدرجتان الثانية والثالثة على وضع أقل من الفخامة إلا أنهما تعدان من أفضل وأرقى قاعات السفر عن مثيلتهما في السفن الأخرى.

## صور من داخل سفينة التايتانيك

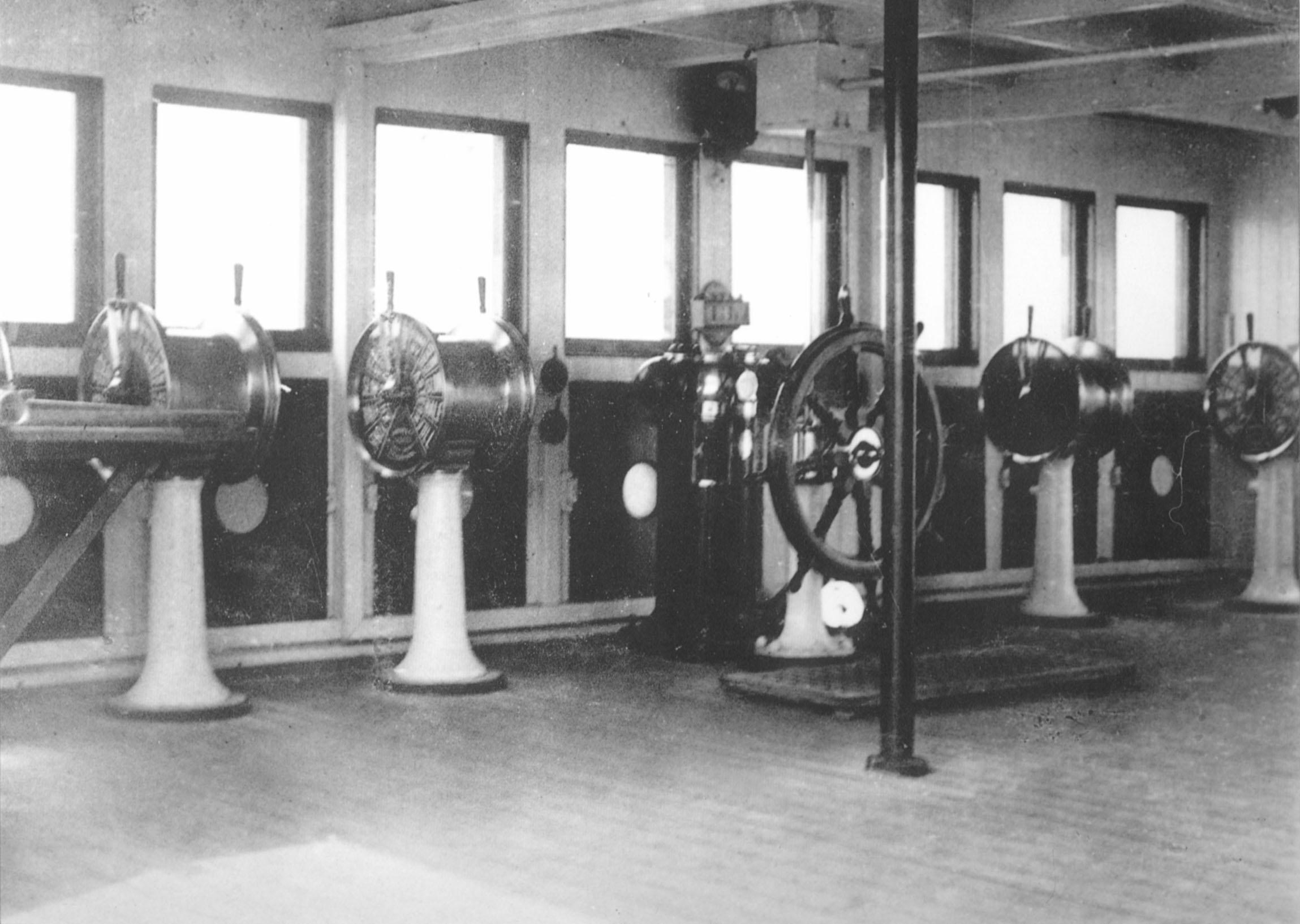
صورة لشقيقة سفينة التايتانيك وهي آر ام اس أُوليمبيك في غرفة الملاحة للسفينة1912 م
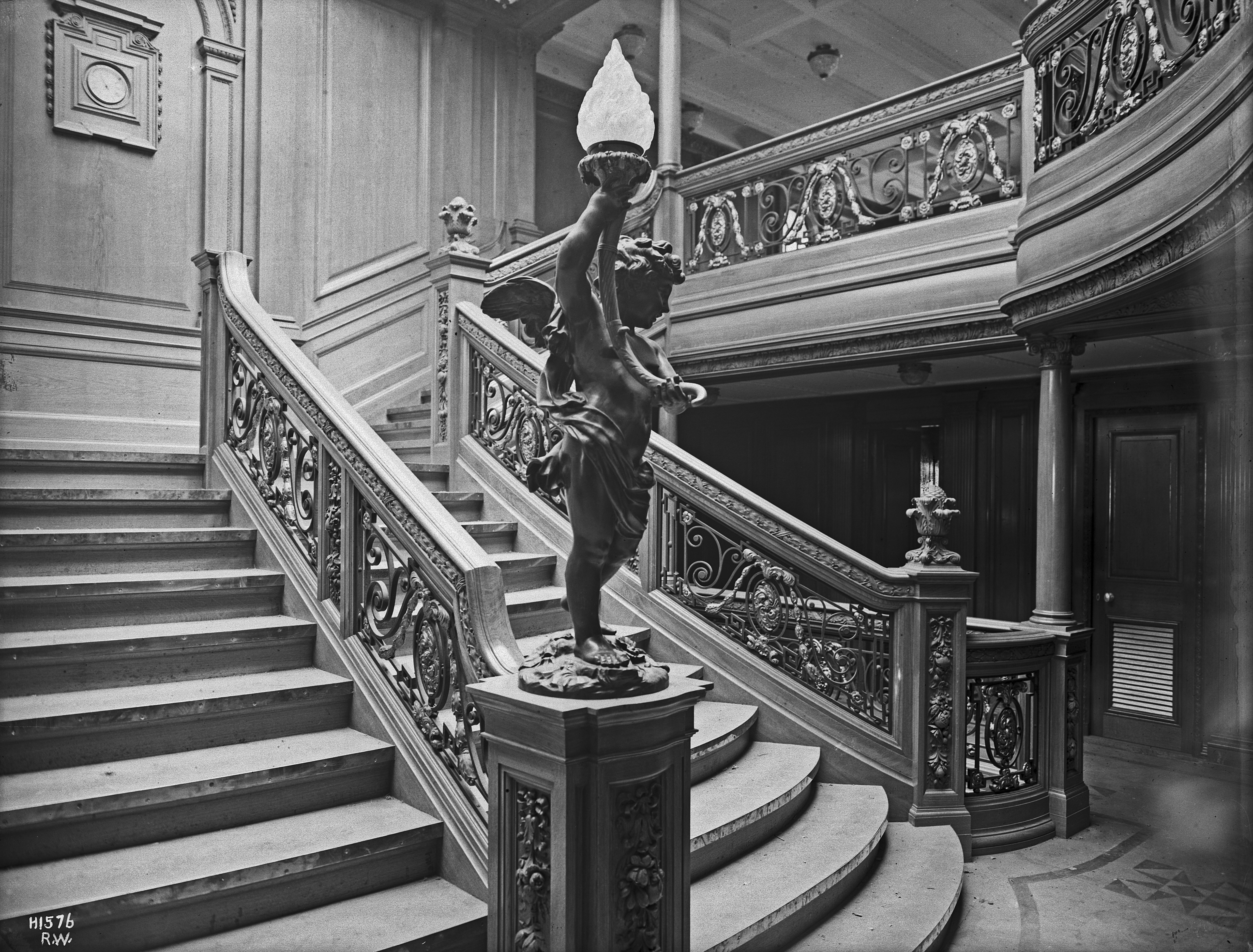
صورة لشقيقة سفينة التايتانيك وهي آر ام اس اوليمبيك توضح فيه الدرج الكبير الذي كان موجوداً في سفينة ار ام اس تايتانيك
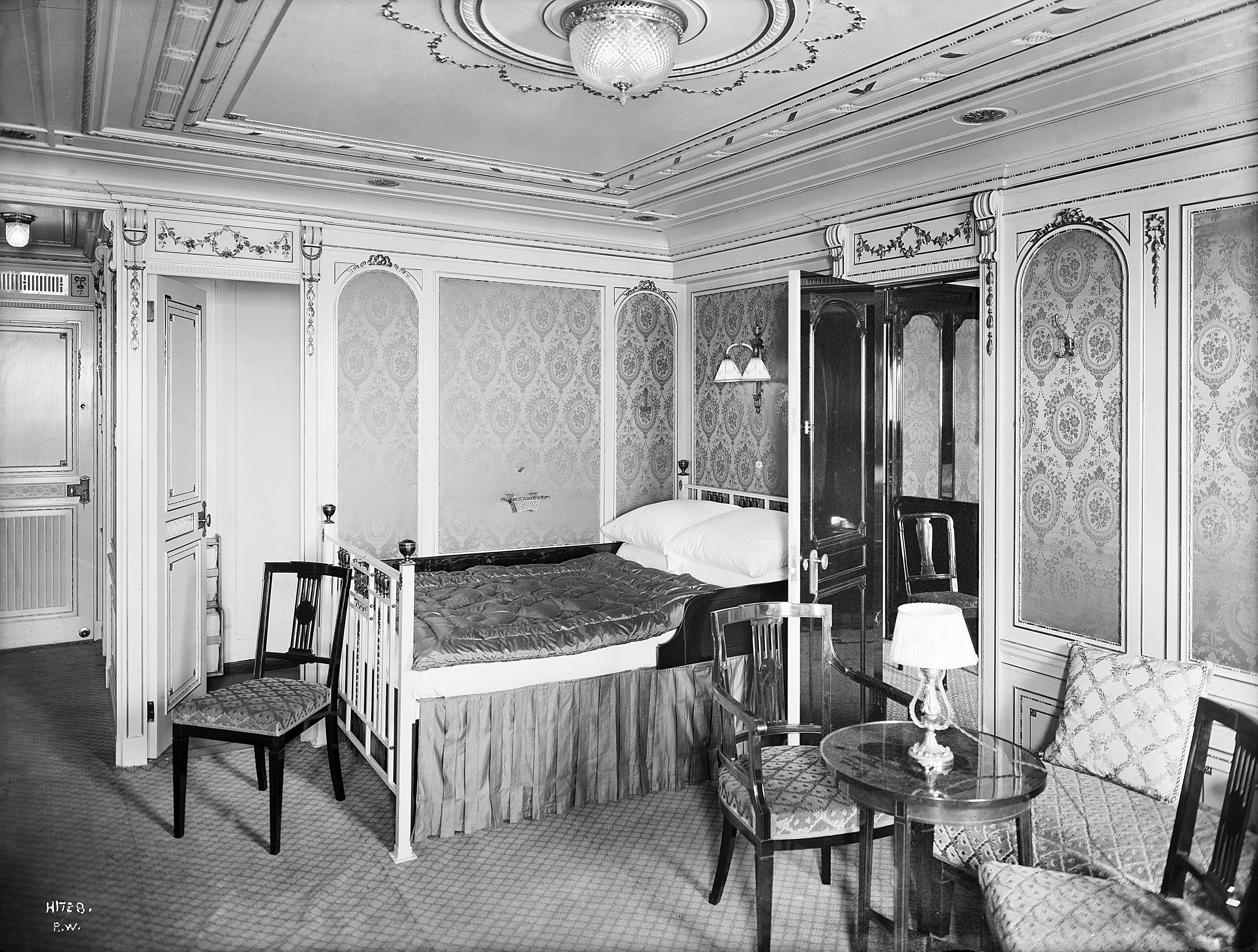
قاعة فاخرة B-58 على متن سفينة التايتانيك، وزينت بإسلوب لويس السادس عشر.
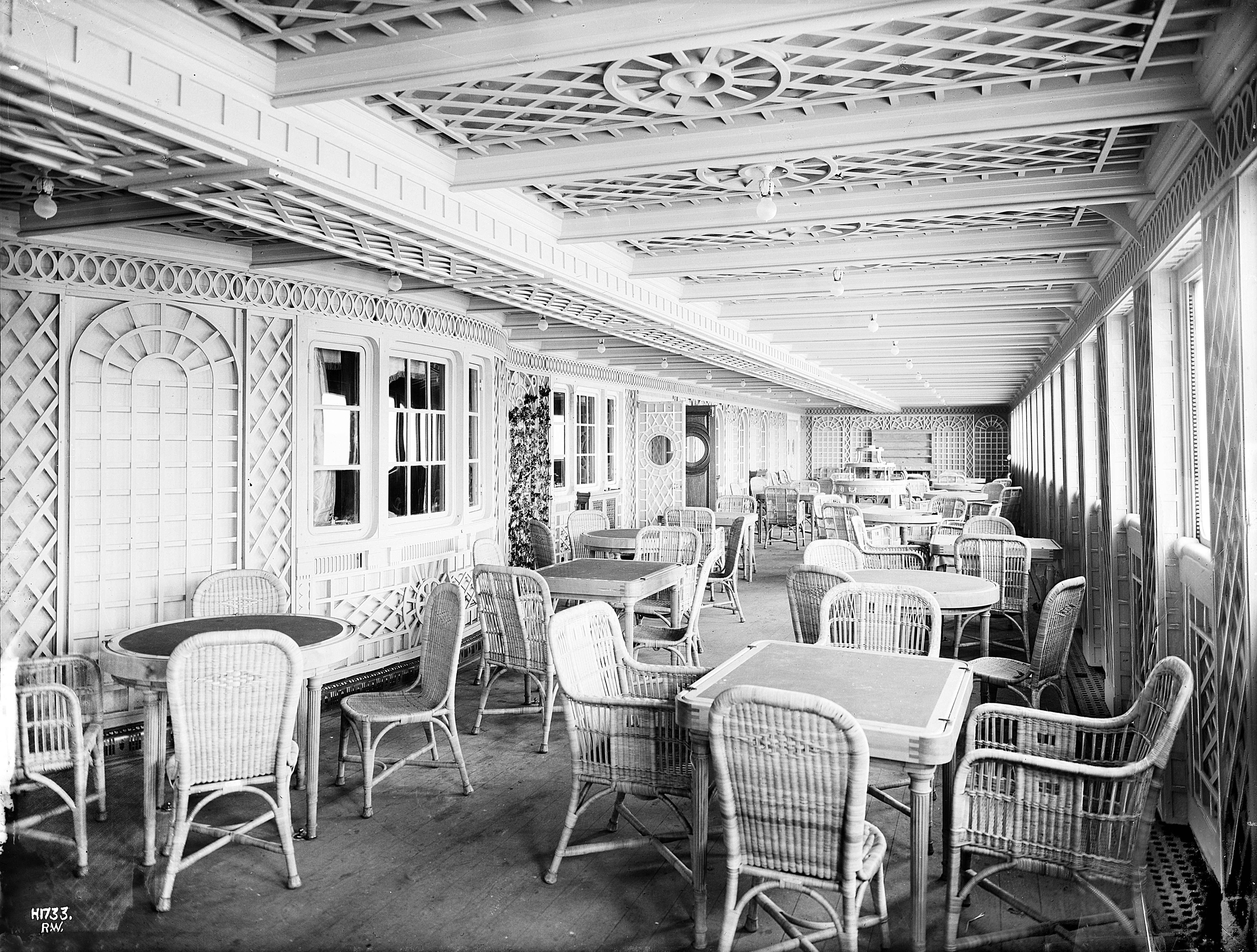
مقهى باريسي على متن سفينة آر ام إس تايتانيك في شهر مارس 1912 م
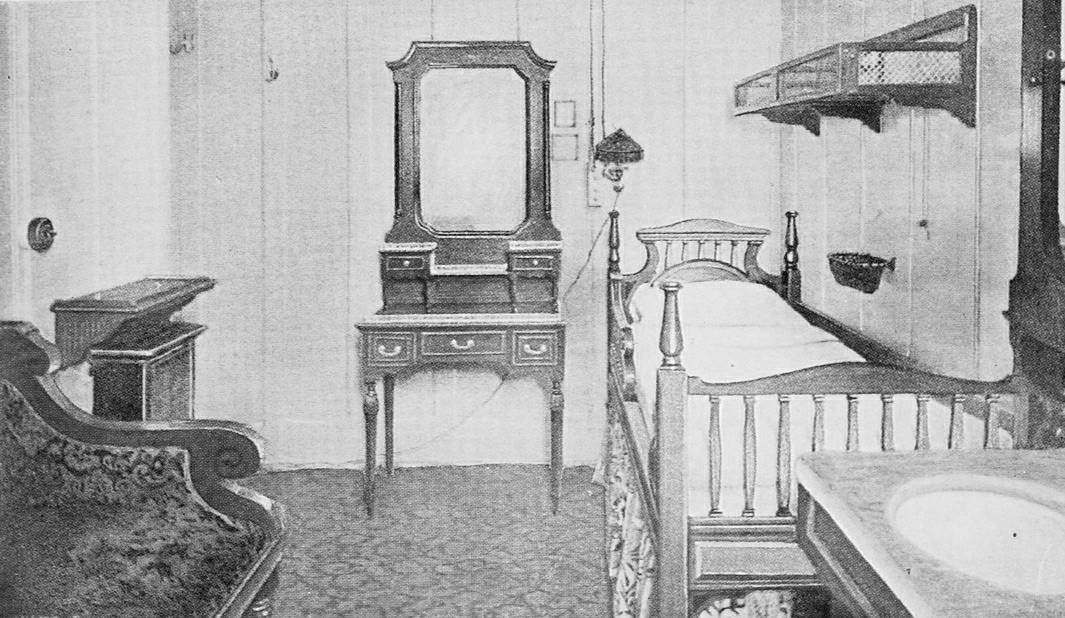
المقصورة ب على متن السفينة تيتانيك ويعد هذا النمط نمط لسامي وموحدة لجميع كابينات سفينة التياتانيك 1912 م
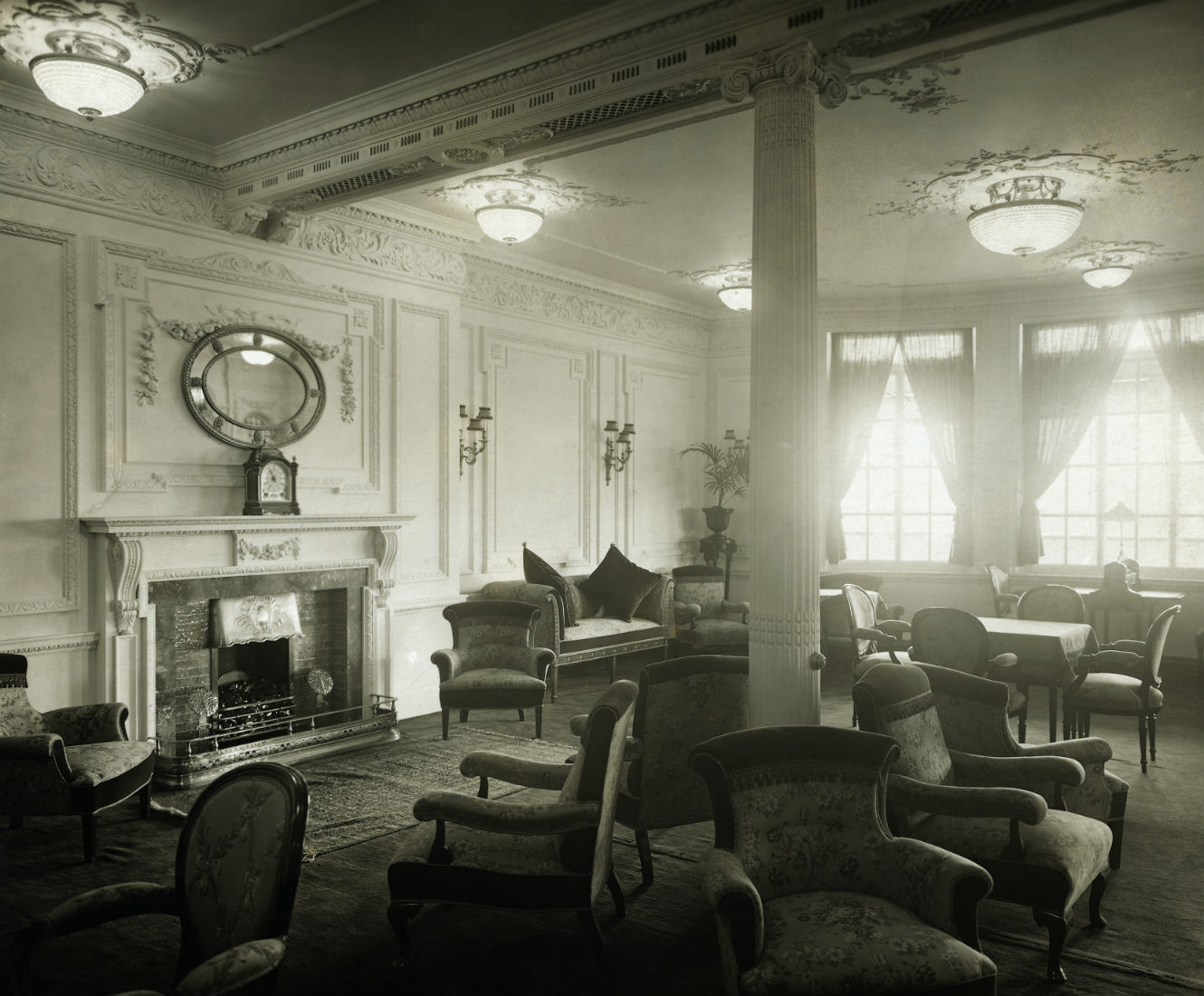
غرفة القراءة والكتابة في سفينة التايتنيك
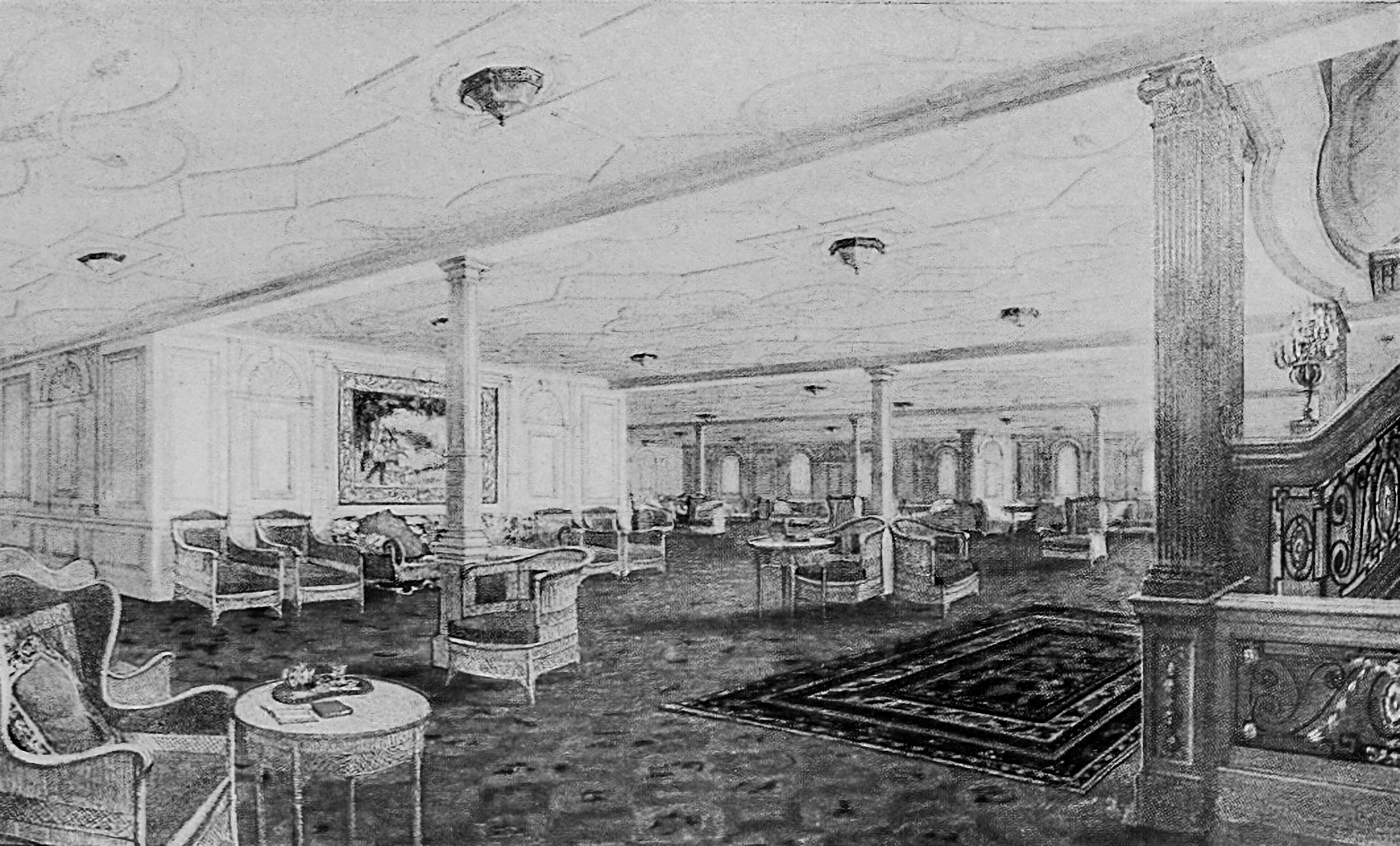
غرفة استقبال أصحاب الدرجة الأولى
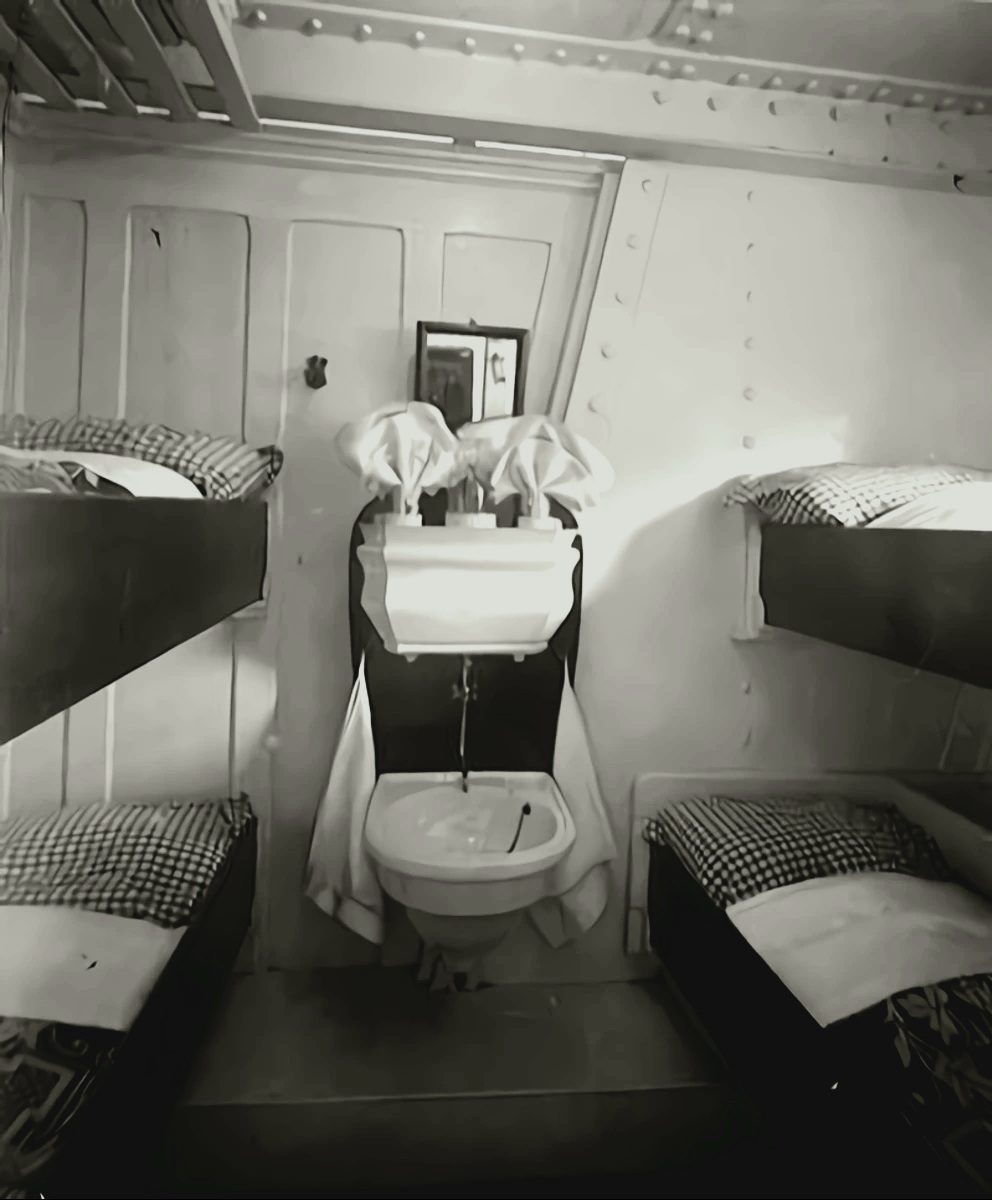
احدى كبائن ركاب الدرجة الثالثة في سفينة آر ام اس تايتانيك 1911-1912

## الركاب

### سفينة الأثرياء
ضمت سفينة التايتنك على ظهرها نخبة من أثرياء إنجلترا وأمريكا وكان من ضمن هؤلاء الأثرياء بل أثراهم جميعا الكونيل جون جاكوب آستور البالغ من العمر 47 عاما وهو حفيد عائلة آستور الألمانية الشهيرة بتجارة الفِراء وقد مثّل جون بنشاطه التجاري الضخم امتدادا لهذه التجارة إلى جانب امتلاكه لعدد من الفنادق العالمية. وفي هذه الفترة من الزمان كان آستور هو موضع أحاديث كثيرة خاصة في المجتمع الإنجليزي بعد الفضيحة الكبيرة التي تعرض لها فقد طلقته زوجته وتزوج بعد ذلك من فتاة صغيرة من نيويورك في عمر أحفاده فكانت تبلغ من العمر ثمانية عشر عاما! وخلال هذه الرحلة كان آستور وزوجته الحامل_ مادلين_في طريقهما إلى نيويورك بعد رحلة شتوية قاما بها في مصر وأوروبا لكنهما اختصرا جزء من زيارتهما لأوروبا وقررا العودة سريعا للإقامة في أمريكا بعد حملة التشنيعات التي واجهها آستور خلال إقامته في أوروبا. كما ضمت نخبة الأثرياء بنجامين جاجنهيم سليل عائله جاجنهيم الأمريكية ذات النشاط التجاري الضخم في استخراج المعادن.
كما كان هناك الثري المعروف ازيدور ستروس وزوجته وازيدور هو صاحب أكبر مجمع تجاري في العالم (ميكيز) وبجانب هذه المجموعة السابقة والتي تُمثّل أثرى أثرياء العالم كان هناك مجموعة أخرى من الأثرياء ولكن بدرجة أقل قليلا مثل الوجيه الأمثل آرثر ريرسون وجون ثاير مساعد رئيس هيئة السكك الحديدية بولاية بنسلفانيا وتشارلز هايز رئيس مجموعة الشاحنات الكندية وهاري مولسن سليل إحدى العائلات الثرية بمونتريال والتي تعمل في مجال البنوك ومن أبرز طبقات المجتمع الإنجليزي كان هناك سيركوزمو وزوجته ليدي دوف جوردن وكوزمو هو أمير إنجليزي ينتمي للعائلة المالكة أما زوجته دوف فهي مصممة أزياء شهيرة وصاحبه أكبر مجلات للأزياء في فرنسا والولايات المتحدة.

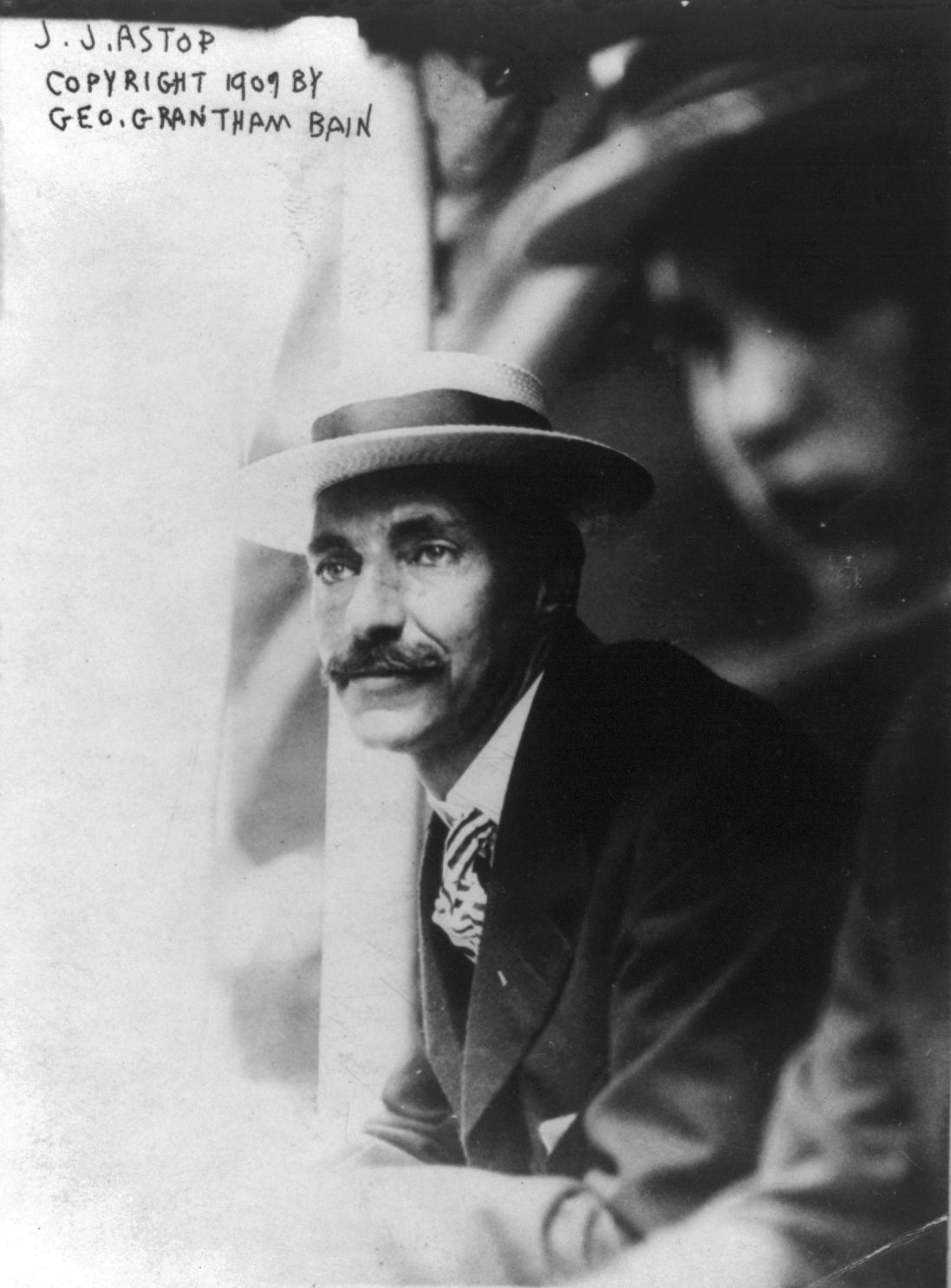
جون جيكوب آستور الرابع مع زوجته في عام 1909 م وكان من أغنى الناس في السفينة، وقد مات في حادثة غرق سفينة التايتنيك عام 1912 م، مخلفاً ورائه زوجته مادلين آستور وكانت حاملاً بطفله

### الذين تخلفوا عن السفر
كان من الممكن أن تضم قائمة المسافرين على السفينة تايتانيك مجموعه أخرى من الأثرياء والشخصيات البارزة لولا تخلفهم عن السفر فقد تخلف عن السفر الثري المعروف ج.ب مورجان لسوء حالته الصحية وكما تخلف عن السفر فانديربلت وزوجته ومن عجب أنهما تخلفا عن السفر في آخر لحظه قبل إبحار السفينة وبعد صعودهما بالفعل إلى السفينة هما وخادمهما الخاص.
صور لمشاهير ورجال أعمال تخلفوا عن ركوب سفينة التايتانيك

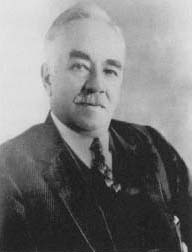
ميلتون هيرشي مؤسس شركة هيرشي للشوكولاتة المشهورة، تخلف عن السفر على متن التايتنيك في آخر لحظة بسبب مرض زوجته
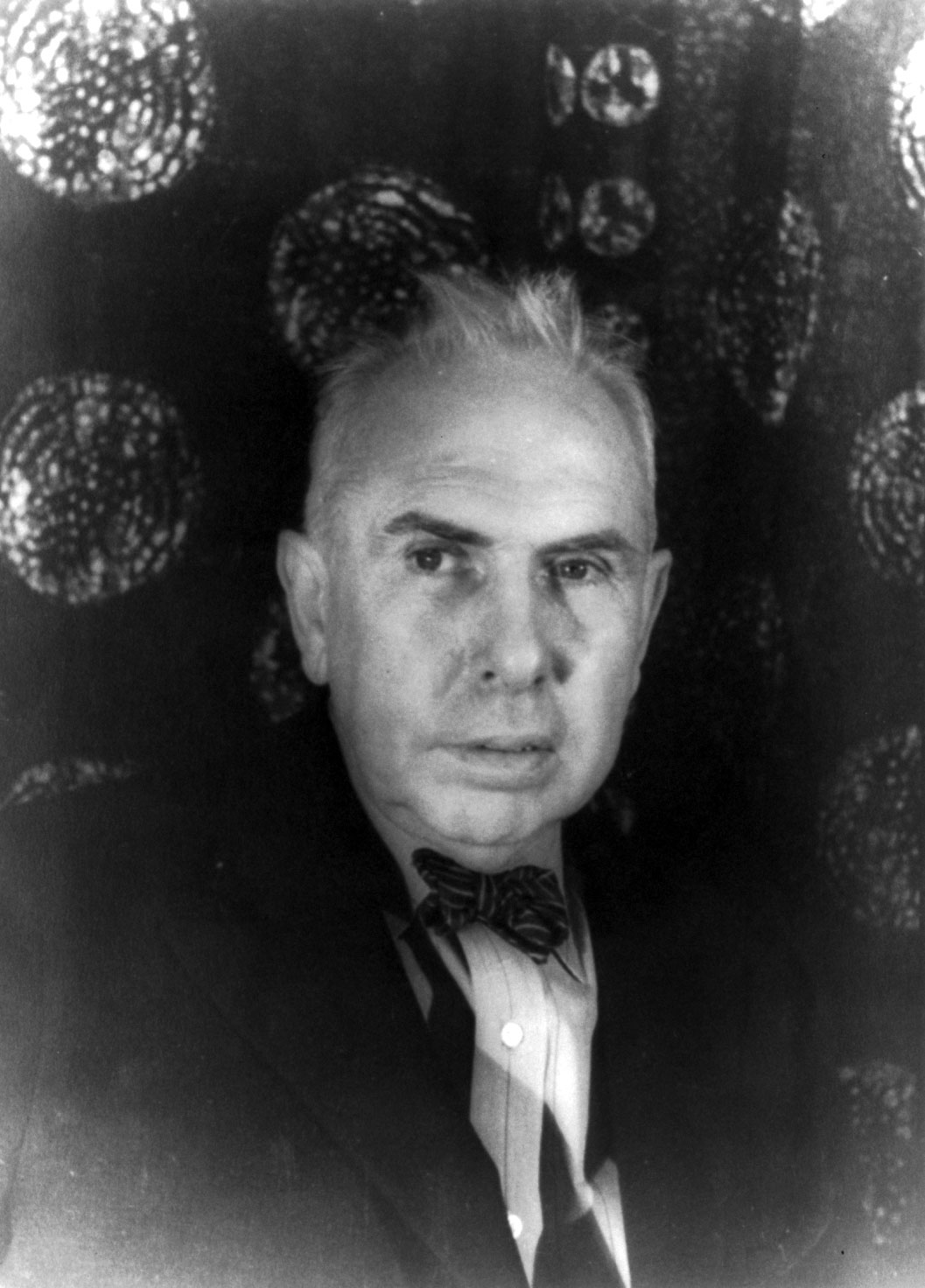
ثيودور دريزر كان روائي أميركي وصحافي
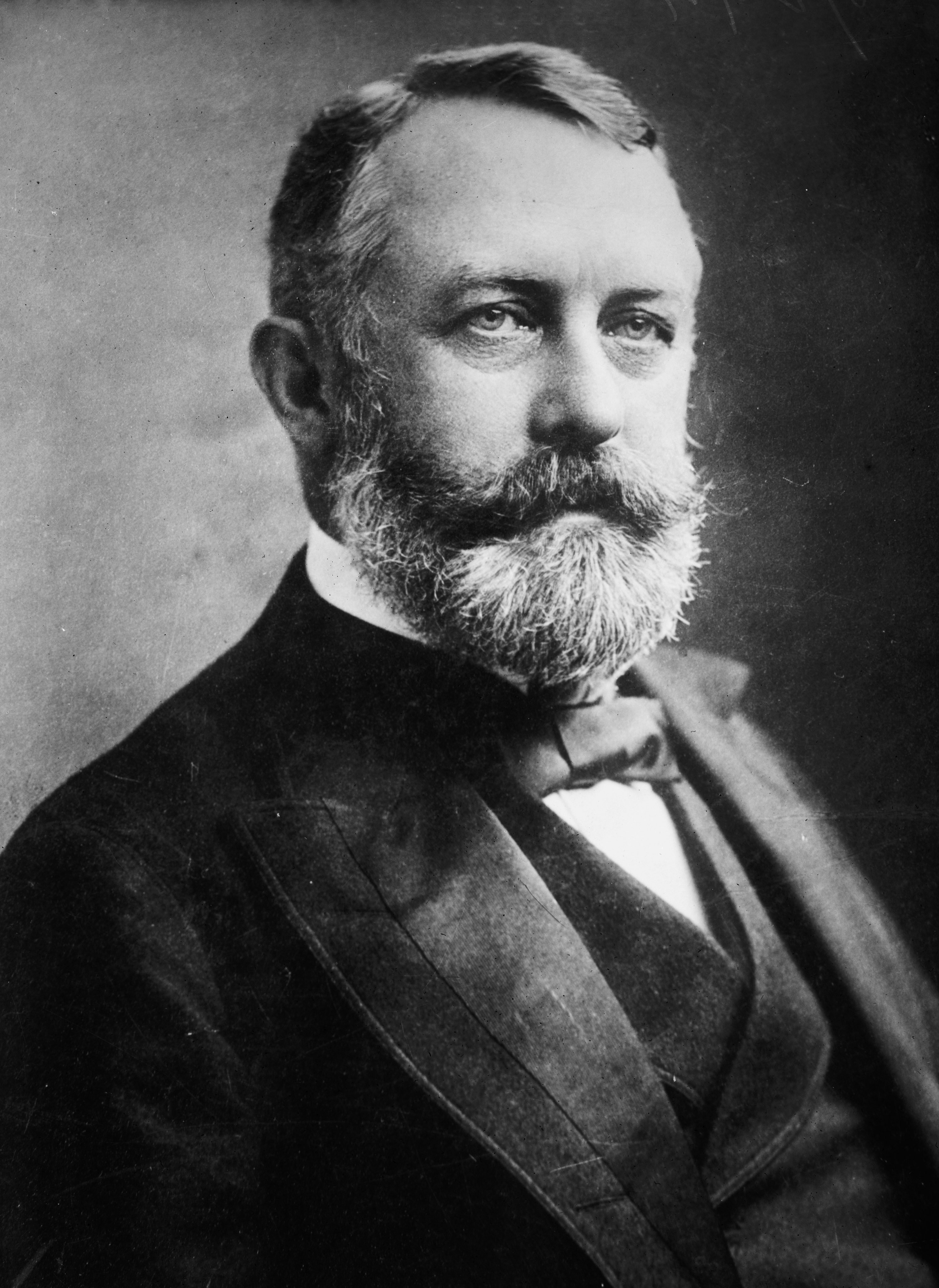
هنري كلاي كان أحد الصناعيين الأميركين
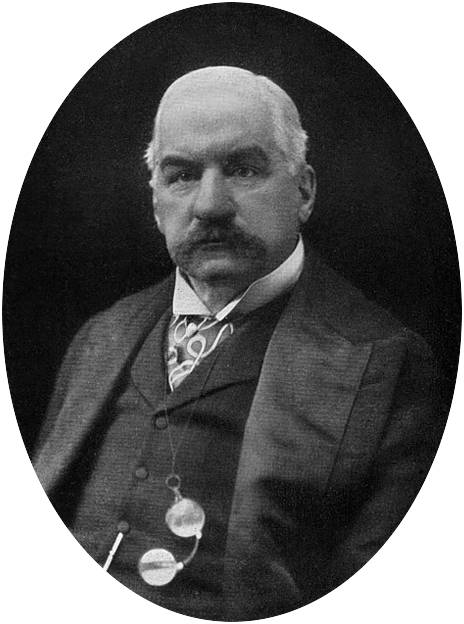
جون بيربونت مورجان كان جامع تحف وممولاً ومصرفياً أمريكياً تخلى عن السفر على متن التايتنيك في آخر لحظة
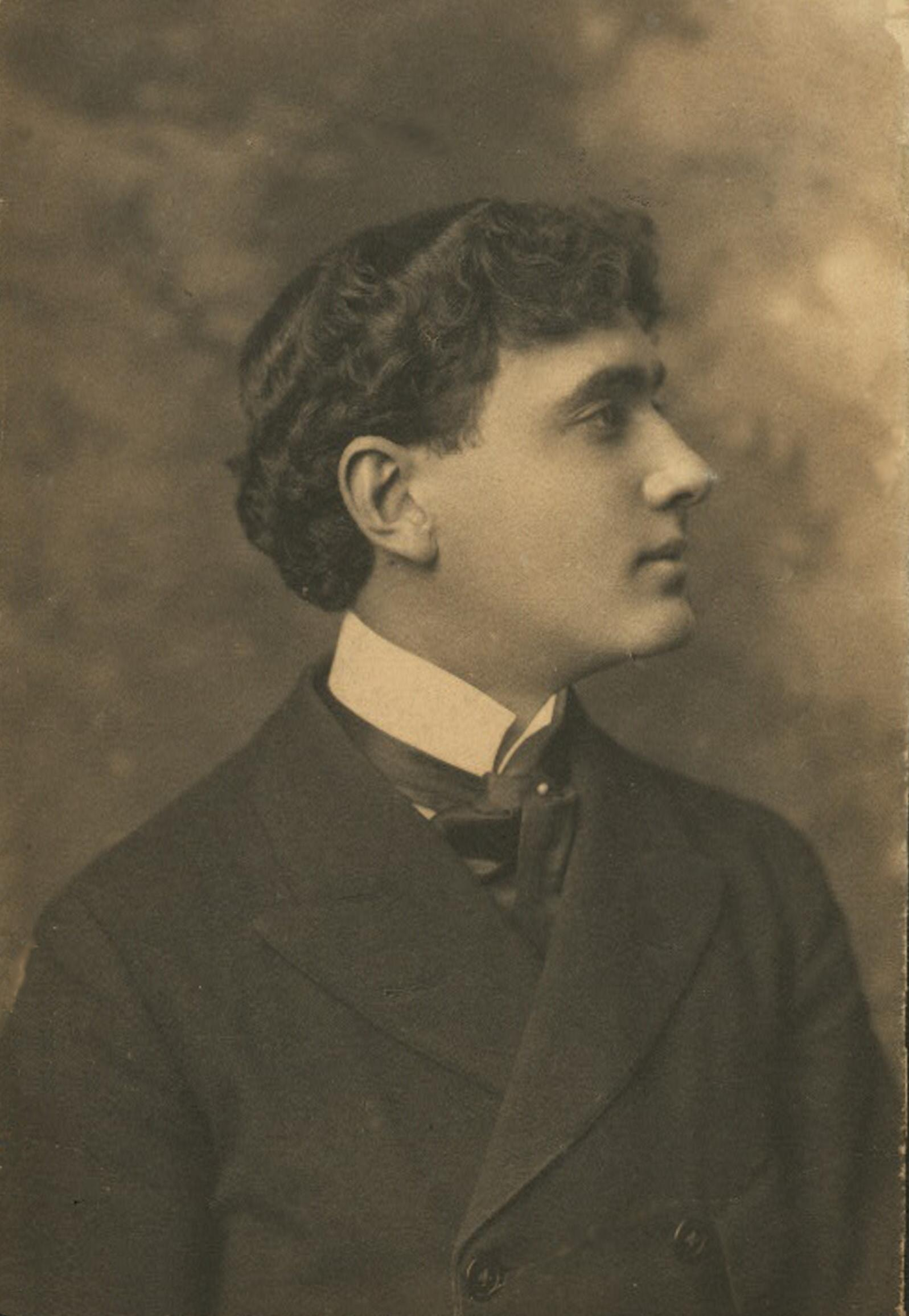
ادغار سيلوين كان شخصية بارزة في المسرح والسينما الأميركية تخلى عن الذهاب على متن سفينة التايتنيك بسبب مشاركته في قراءة مسرحية جديدة.

كما تخلف عن الرحلة لورد بيري رئيس شركة هارلاند آند ولف لبناء السفن في بلفاست والذي قام ببناء وتصميم السفينة تيتانيك لكنه تخلف عن الرحلة لظروف مرضية مفاجئة وحلّ محله في الرحلة المدير التنفيذي للشركة.
وأيضا ميلتون إس هيرشي (المؤسس لشركة هيرشي للشوكلاتة المشهورة في وقتنا الحالي) تخلف عن الرحلة بسبب أن زوجته كيتي كانت مريضة في ذلك الوقت.
وضمت أيضا السفينة تيتانيك في درجتها الثالثة مجموعة من الطبقات المتوسطة والفقيرة في إنجلترا والذين استجمعوا كل ما لديهم من أموال للسفر على هذه السفينة العجيبة ليس فقط من أجل المتعة ولكن أيضا للبحث عن موطن آخر قد يتوفر فيه لهم مستوى أفضل من المعيشة مما يلقونه في موطنهم الأصلي. ولكن بطبيعة الحال كان وجود هؤلاء الفقراء شبه معزول عن طبقة الأثرياء التي سكنت في السفينة كما سكنت في المجتمع، الطبقة العليا بأجنحتها الممتدة الواسعة، بينما سكنت طبقة الفقراء الطبقة السفلى من السفينة بحجراتها الضيقة القريبة من الضوضاء والضجيج.

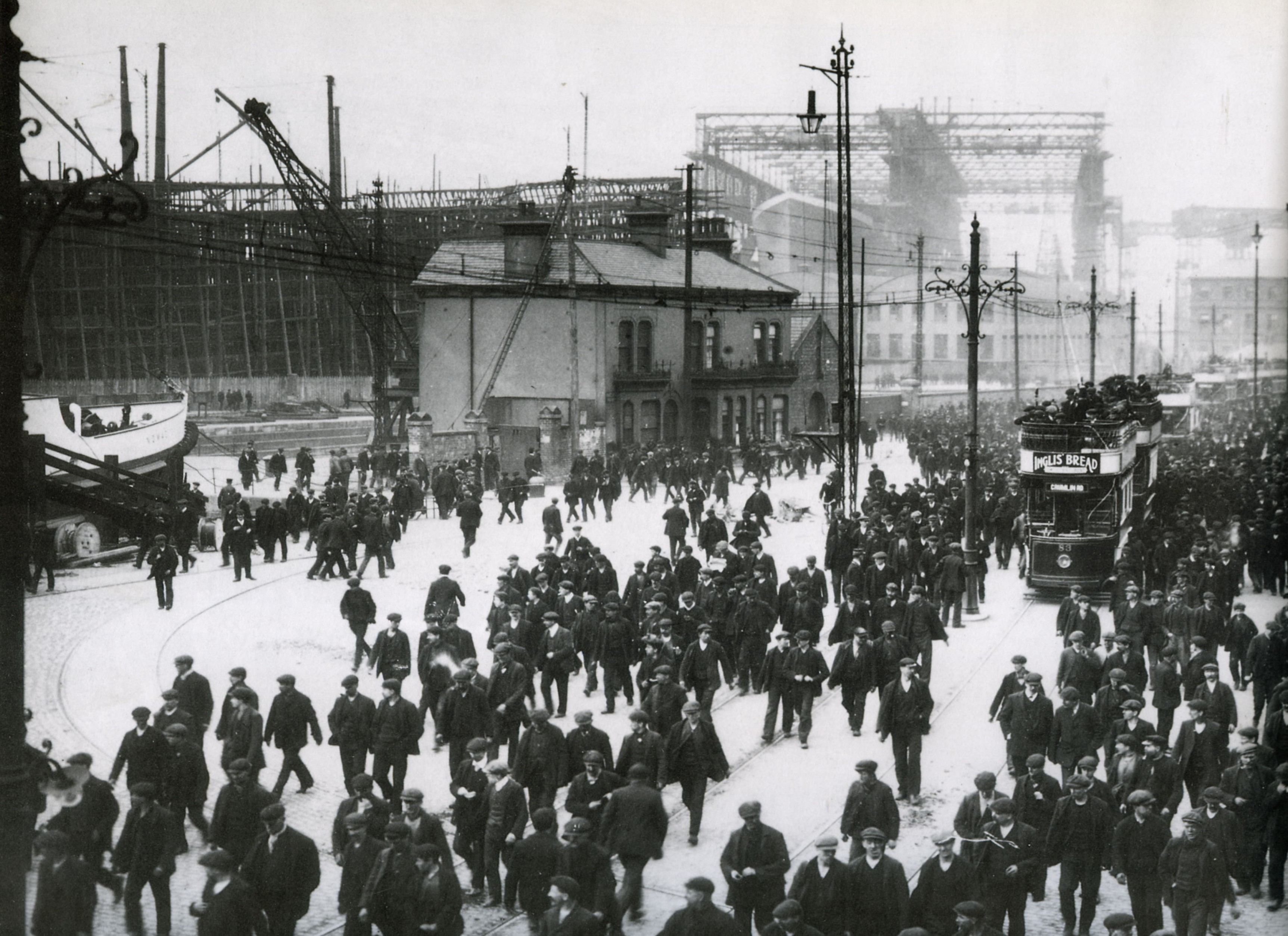
صورة من أحد الطرق قبالة هارلاند وولف، بلفاست. السفينة في الخلفية هي سفينة التيتانيك-

### عربتايتانيك
على متن سفينة «تايتانك» كان العشرات من المسافرين العرب، جزء كبير منهم لبنانيون وكان هناك من يحمل الجنسية المصرية واسمه «حمد حّسب» والذي تمكن من النجاة بحياته بعد أن ركب قارب النجاة رقم 3ن حيث تم اخلائها بالسفينة كارباثيا، وأسماؤهم واردة في اللائحة الرسمية للركاب الذين لا يوجد إلى الآن تصنيف لهم بحسب الجنسيات، حتى ولو في «إنسكلوبيديا تايتنكا» وهي الأدق والأغنى بالمعلومات عن السفينة التي غرقت منذ 100 عام، في اللائحة الرسمية أن بعض الأسماء تمت «ترجمتها» كما يبدو،فمن كان اسمه يوسف أصبح في «تايتنك» جوزف، وبطرس أصبح بيتر، وهناك قتيل من مدينة طرابلس من عائلة «بدر» سموه Badt ولولا أن اسمه الأول محمد، لما انتبه للبنانيته أحد. كما هناك آخر من الناجين اسمه ناصيف قاسم أبي المنى، سجلوا عائلته على أنها (Albimona) وهو من مصيف «شاناي» الشهير في لبنان.
وترتيب عرب «تايتانك» بين 28 جنسية، هو الخامس بعد البريطانيين (327) والأميركيين (306) والآيرلنديين (120) والسويديين (113) منهم مصري و81 لبناني (تقريبا) بينهم 20 امرأة و46 رجلا، أصغرهم عمره 16 وأكبرهم 45 وكان معهم 16 طفلا من 3 أشهر إلى 15 سنة، وأبحرت بهم السفينة يوم الأربعاء 10 أبريل/نيسان 1912 من ميناء «شيربورغ» الفرنسي وبعد 5 أيام ابتلعها الأطلسي فنجا منهم بين 30 و31 والباقي انتهى في الأعماق غريقا.
اللبناني الوحيد الذي كان على متن «تايتانك» من دون أن يكون من ركابها، كان في الحقيقة أحد أفراد طاقمها المكون من 899 شخصا، واسمه ابراهام منصور مشعلاني، وهو مولود في 1860 في لبنان وكان حاصلا على جنسية بريطانية، ومسؤولا في السفينة عن قسم الطباعة، حيث يشرف على طباعة لوائح الطعام والبطاقات الشخصية لمن يرغب، وعلى نشرة كانت صحيفة يومية تنشر أخبار سفينة ونشاطاتها يوما بيوم، وقضى مشعلاني غريقاً مع 1516 آخرين.

## موكب السعادة
كما بدأت السفينة تيتانك رحلتها بالفرح والأمنيات السعيدة، استمرت رحلتها عبر المحيط على هذا النحو لأربعة ليال كاملة. وأصبح كل من عليها يستمتع بأجمل الأوقات، كان الاستمتاع بجمال وفخامة السفينة بحجراتها الواسعة الأنيقة ومطعمها البديع وما يحمل من أشهى المأكولات المختلفة هو نوع آخر من المتعة الكبيرة التي حظي بها ركاب السفينة ومن ناحية أخرى كانت السفينة تايتانك قد قطعت شوطا كبيرا من رحلتها الأولى بنجاح وهدوء تام، أثبتت فيه جدارتها الفائقة في خوض البحار، وقد دعا هذا إلى زيادة سرعة السفينة بدرجة كبيرة وإطلاق العنان لها بعد أن تأكد لطاقمها جدارتها في خوض البحر خلال الخمسمائة ميل السابقة وأما قبطان السفينة، كابتن إدوارد سميث والبالغ من العمر 62 عاما فقد كان أسعد من عليها، فهذه الرحلة الأخيرة له والتي يختتم بها ما يزيد على ثلاثين عاما من العمل في أعالي البحار، والذي شهد له الكثيرون خلال هذه الفترة بالنجاح والمهارة الفائقة.

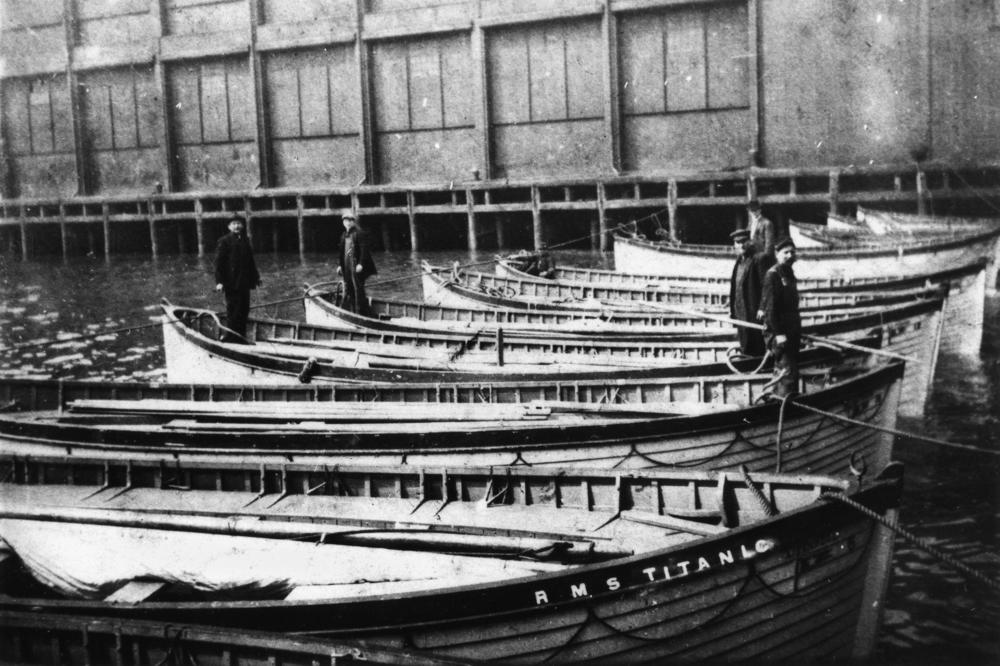
قوارب النجاة الباقية من سفينة التايتنك

## أحداث التصادم

### رسائل الإنذار

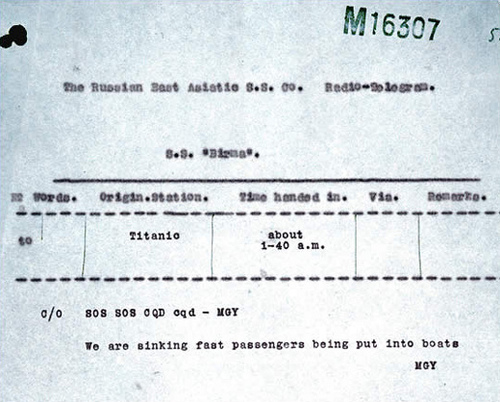
إشارة مرسلة من قبل عامل التلغراف اللاسلكي في تيتانيك جاك فيليبس، في 15 أبريل 1912 م يقول فيها: نحن نغرق وتم وضع الركاب في قوارب النجاة

وفي 15إبريل 1912 وهو اليوم الخامس من رحلة السفينة بدأت المخاطر تتربص بالسفينة العملاقة ومن عليها من سادة القوم فمنذ ظهيرة ذلك اليوم حتى آخره، تلقت حجرة اللاسلكي بالسفينة رسائل عديدة من بعض السفن المارة بالمحيط ومن وحدات الحرس البحري تشير إلى اقتراب السفينة من الدخول في منطقة مياه جليدية مقابلة للساحل الشرقي لكندا. وعلى الرغم من هذه الرسائل العديدة التي تلقتها السفينة، لم يبد أحد من طاقمها، وعلى الأخص كابتن سميث، أي اهتمام. حتى أن عامل التلغراف اللاسلكي قد تلقى بعض الرسائل ولم يقم بإبلاغها إلى طاقم السفينة لعدم اكتراثهم بها.
فعلاوة على اعتقادهم، من خبرتهم السابقة، بندرة تكون الجليد في هذه المنطقة من المحيط في شهر أبريل، فقد كانوا جميعا على ثقة بالغة بسفينتهم العملاقة تايتانك، فقد كانت تبدو لهم أكبر وأكبر من أن يعترض شيئا طريقها..فما بالهم يعبؤون ببعض قطع من الجليد.
خاصة أن المحيط هذا اليوم كان هادئا تماما كالبساط الممتد، كما كان الجو بارداً لكنه كان مشمسا في معظم الوقت فماذا يمكن أن يهددهم أو يعترض طريقهم.
لكنه بعد حلول الظلام وبالتحديد في الساعة التاسعة مساء من نفس هذا اليوم، بدأت درجة الحرارة في الانخفاض بشكل ملحوظ، مما جعل كابتن إدوارد جون سميث يدرك أن السفينة تقترب، بالفعل، من منطقة جليدية، لكنه على الرغم من ذلك لم يبد اهتماما كبيرا لهذا الأمر فكل ما قام به هو إعطاء الأوامر بتفقد خزانات المياه، خوفا من أن تكون المياه قد تجمدت بها، كما بلغ مراقب السفينة، فر يدريك فليت، بتشديد الرقابة والإبلاغ عن أي كتل ثلجية ضخمة قد تتراءى له. ثم دخل كابتن سميث حجرته لينام !!!
وفي الحقيقة أن كابتن سميث رغم خبرته الطويلة، قد وقع في خطأ كبير بهذا التصرف، ربما لثقته البالغة بسفينته العملاقة وخبرته الطويلة، فهو لم يفكر إطلاقا في إنقاص سرعة السفينة حيث كانت تنطلق في هذا اليوم بأقصى سرعتها، كذلك نسي كابتن سميث أن كتل الجليد الضخمة قد تفاجئ سفينته في لحظات، فقد كانت الرؤية في هذه الليلة غير قمرية غاية في الصعوبة، حتى أن الأفق لم يكن واضحا على الإطلاق.

### جبل الجليد

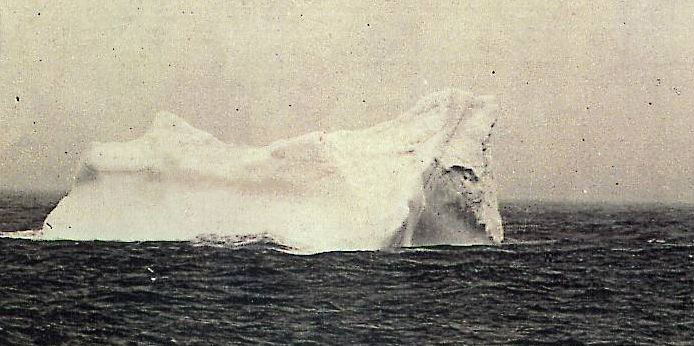
قطعة الجليد التي أغرقت سفينة التايتانيك

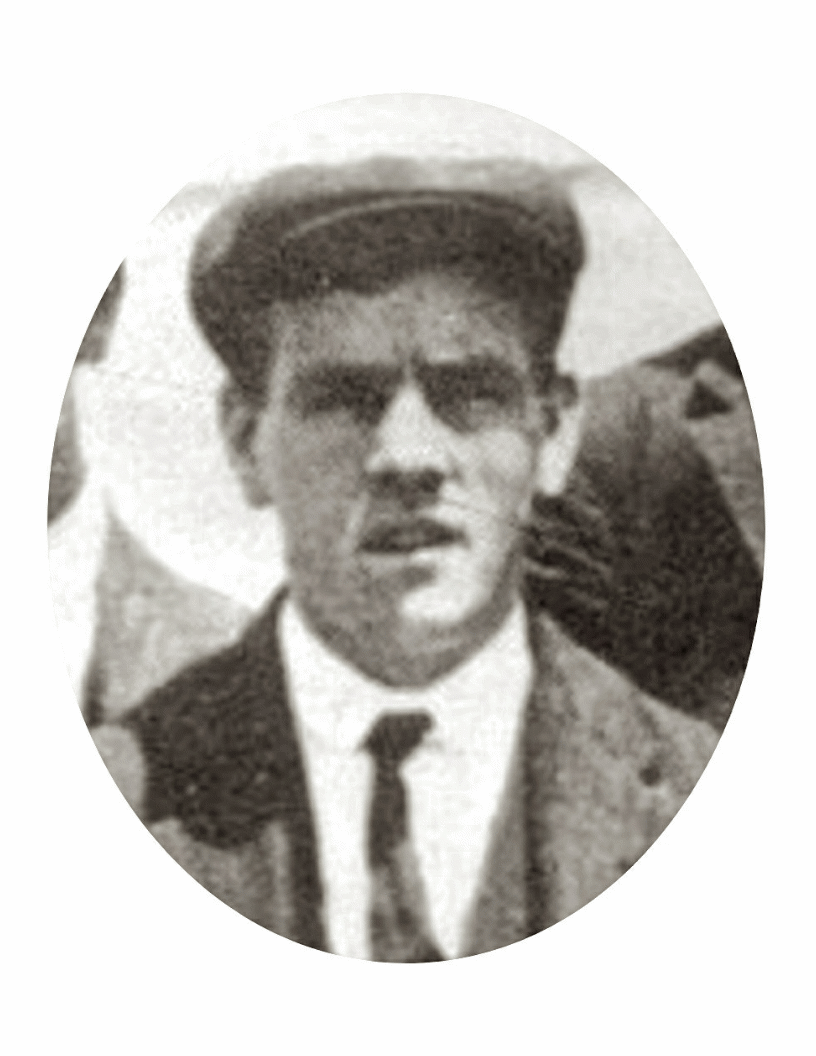
فريدريك فليت مراقب السفينة وأول من أنذر الطاقم بوجود جبل جليدي أمام السفينة

وفى حوالي منتصف نفس هذه الليلة، وبينما كان فريدريك فليت، وهو مراقب السفينة يتناول بعض المشروبات الدافئة لعلها تزيل عنه البرد القارص في هذا الوقت، فجأة رأى فليت خيالا مظلما يقع مباشرة في طريق السفينة، وفي ثوان معدودة، بدأ هذا الخيال يزداد بشكل ملحوظ حتى تمكن فليت من تحديده على إنه جبـل جليدي، فقام فليت بسرعة بإطلاق جرس الإنذار عدة مرات لإيقاظ طاقم السفينة، كما قام بالاتصال بالضابط المناوب وأخبره بوجود جبل من الثلج يقع مباشرة في اتجاه السفينة، حيث قام بسرعة وأمر بتغير اتجاه السفينة ثم بإيقاف المحركات.
ولكن لم يكن هناك أي فرصة لتجنب الاصطدام، فارتطم جبل الثلج بجانب السفينة، ومن الغريب أن هذا التصادم لم يكن ملحوظا أو مسموعا بدرجة واضحة، حتى أن باقي أفراد طاقم السفينة قد ظنوا أنهم نجحوا في تغيير المسار وتجنب الاصطدام، ومع حدوث هذا التصادم، تساقطت كتل كبيرة من الثلج على ظهر السفينة، وعلى الرغم من ذلك لم تهتز السفينة إلا هزة بسيطة كانت غير ملحوظة، لكنها انزلقت قليلا من الخلف، وبعد عدة دقائق توقفت السفينة تماما عن الحركة.

### الغفلة وعدم الاكتراث
لم يشعر معظم ركاب السفينة بأن سفينتهم العملاقة قد اصطدمت بأي شيء، فإلى جانب أن التصادم كان غير مسموعا بدرجة كافية، كان معظم المسافرين داخل حجراتهم، في هذه الليلة الباردة بل أن الكثيرين منهم كانوا قد استغرقوا في النوم، فلم يكن مستيقظا في ذلك الوقت سوى بعض الرجال الذين كانوا يدخنون السيجار في الغرفة الخاصة لذلك من الدرجة الأولى، بعد تناولهم العشاء وبعد انصراف زوجاتهم إلى حجرات النوم، ولم يكن صوت هذا التصادم مسموعا لهم إلا بدرجة خافته، فقام اثنان منهم واتجها إلى ظهر السفينة لمعرفة سبب هذا الصوت الخافت، وتبعهما بعد ذلك آخرون وآخرون، ومن الغريب أنهم جميعا لم يبدوا أي اهتمام، فلم يبالوا إلا بمشاهدة جبل الثلج والقطع المتناثرة منه على ظهر السفينة، ثم عادوا جميعا بعد ذلك لما كانوا فيه، فمنهم من عاد ليكمل لعبته المسلية، ومنهم من عاد لتدخين السيجار وتناول المشروبات، كما دخل بعضهم حجراتهم الخاصة ليخلدوا للنوم كذلك عبر بعض المارين بالسفينة في ذلك الوقت عن إحساسهم بهذا التصادم بصور مختلفة، فقال بعضهم إنه كان يبدو كما لو كانت السفينة مرت على أرض من المرمر) !، وهو تشبيه ملائم تماما لتلك الطبقة الأرستقراطية، كما ذكر آخرون : (إنه كان يبدو كالصوت الصادر عن تمزيق قطعة قماش) كذلك ذكر أحد الضباط على السفينة والذي كان نائما بحجرته في ذلك الوقت : أن كل ما أحس به هو حدوث اهتزاز بسيط بجدار السفينة، مما أقلق نومه، لكنه عاد للنوم مرة أخرى، بعد أن تبادر إلى ذهنه أن السفينة قد غيرت من اتجاهها بطريقة غير لائقة.
أما عند قاع السفينة فكان هذا التصادم يعني شيئا أخطر بكثير مما اعتقده ركاب السفينة.
فبعد توقف السفينة عقب حدوث التصادم، اكتشف الفنيون حدوث شرخ بجانب السفينة تسللت منه المياه وغمرت خمسة أقسام من الستة عشر قسماً بأسفل السفينة، كما توقفت الغلايات عن العمل تماما، وامتلأت أيضا حجرة البريد بالمياه التي طفت فوقها عشرات الخطابات، مما يشير إلى كارثة وأن غرق السفينة تيتانك أمر مُحَتَّم.

### إخلاء السفينة
لم يحاول كابتن إدوارد جون سميث تفسير ما حدث، لكنه تصرف بطريقة عملية فأعطى أوامره في الحال بإيقاظ جميع الركاب لإخلاء السفينة وإعداد قوارب النجاة، كما أمر بإرسال نداء الإغاثة (SOS).
ولكن كانت هناك مشكلة أخرى واجهت سميث، فعدد ركاب السفينة هو 2201 راكبا، بينما عدد قوارب النجاة الموجودة بالسفينة لا تكفي حمولتها جميعا إلا لنقل 1100 راكبا وكانت هذه الحقيقة غائبة تماما عن ركاب السفينة، الذين خرجوا من حجراتهم إلى ظهر السفينة في هدوء تام وعدم اكتراث، بل أن بعضهم خرج يغني ويمزح، وكأنهم يسخرون من هذا الموقف، فهم لا يزالون يعتقدون أنهم على ظهر السفينة العملاقة التي لا يمكن أن تغرق.
بدا ركاب السفينة والذين ظهر بعضهم بثياب النوم يرتدون سترات النجاة، ثم أخذوا يصعدون قوارب النجاة تحت تعليمات كابتن سميث، الذي أمر بإخلاء السفينة من النساء والأطفال أولا، على أن يذهب الرجال بعد ذلك إلى قوارب النجاة إذا توفر لهم أماكن بها.

صورة متحركة توضح بالتوقيت غرق سفينة التايتنيك

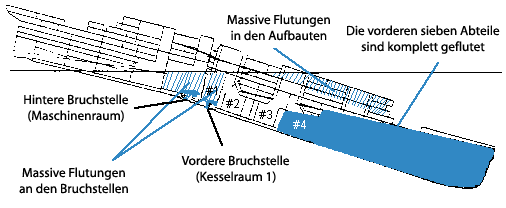
صورة توضح كيفية غرق السفينة بعد دخول الماء إليها

وفي الحقيقة أن بعض الركاب لم يكن يريد الدخول إلى قوارب النجاة، فكانت السفينة العملاقة لا تزال مطمئنة بالنسبة لهم عن قوارب النجاة الصغيرة، حتى أن بعض البحارة قد أخذ يزج بعضا منهم إلى القوارب، فقد كانوا مدركين تماما للكارثة التي تنتظرهم، كما اضطر البحارة أمام رفض بعض الركاب إلى إنزال بعض قوارب النجاة إلى المياه وهي غير ممتلئة عن آخرها، فلم يكن هناك أي وقت للتأخير والمماطلة. وكان ركاب الدرجة الثالثة من الفقراء هم آخر من وصل إلى قوارب النجاة حيث يقيمون بالحجرات السفلى من السفينة، بل أن بعضهم ظل منتظرا بأسفل السفينة لا يدري ماذا يفعل، على رغم علمهم بوجود محنة على ظهر سفينتهم.

### بريق الأمل
في نفس الوقت بدأ عامل اللاسلكي بالسفينة يرسل نداءات متكررة للإغاثة، وإن كانت بعض السفن قد التقطت هذه النداءات إلا أنها كانت لا تزال بعيدة جدا عن السفينة تايتانيك، فكانت كل هذه النداءات دون أي جدوى، ولكن ظهر للسفينة تايتانيك أمل جديد، فعلى بعد عشرة أميال فقط كانت هناك سفينة أخرى هي السفينة إس إس كاليفورنيان، والتي كان من الممكن أن تصل إلى السفينة المنكوبة في دقائق وتقوم بإنقاذ ركابها من الكارثة التي تهددهم، ولكن لسوء الحظ لم يصل للسفينة كاليفورنيان أي نداء للإغاثة من النداءات المتكررة التي ظلت ترسل بها السفينة تايتانيك، ففي هذا الوقت المتأخر من الليل قام عامل اللاسلكي بالسفينة كاليفورنيان بإغلاق جهاز الاتصال.
وبعد عدة محاولات يائسة قام ضباط السفينة تايتانيك بمحاولة أخرى لشد انتباه السفينة كاليفورنيان إلى سفينتهم المنكوبة، فقاموا بإطلاق عدة صواريخ نارية في السماء وانطلقت معها الهتافات والنداءات المتكررة ولكن على الرغم من ذلك لم تتخذ السفينة كاليفورنيان أي موقف تجاه هذه الإشارات الضوئية، فلم يتبادر إلى ذهن طاقمها أن السفينة تايتانيك في خطر وأنها ترسل هذه الإشارات طلبا للنجدة، وبالتالي سارت السفينة كاليفورنيان في طريقها غير عابئة بهذه الإشارات، وأخذت تبعد تدريجيا عن السفينة تايتانيك، وبعد معها آخر أمل في إنقاذ السفينة تيتانك.

## دور سفينة إس إس كاليفورنيان

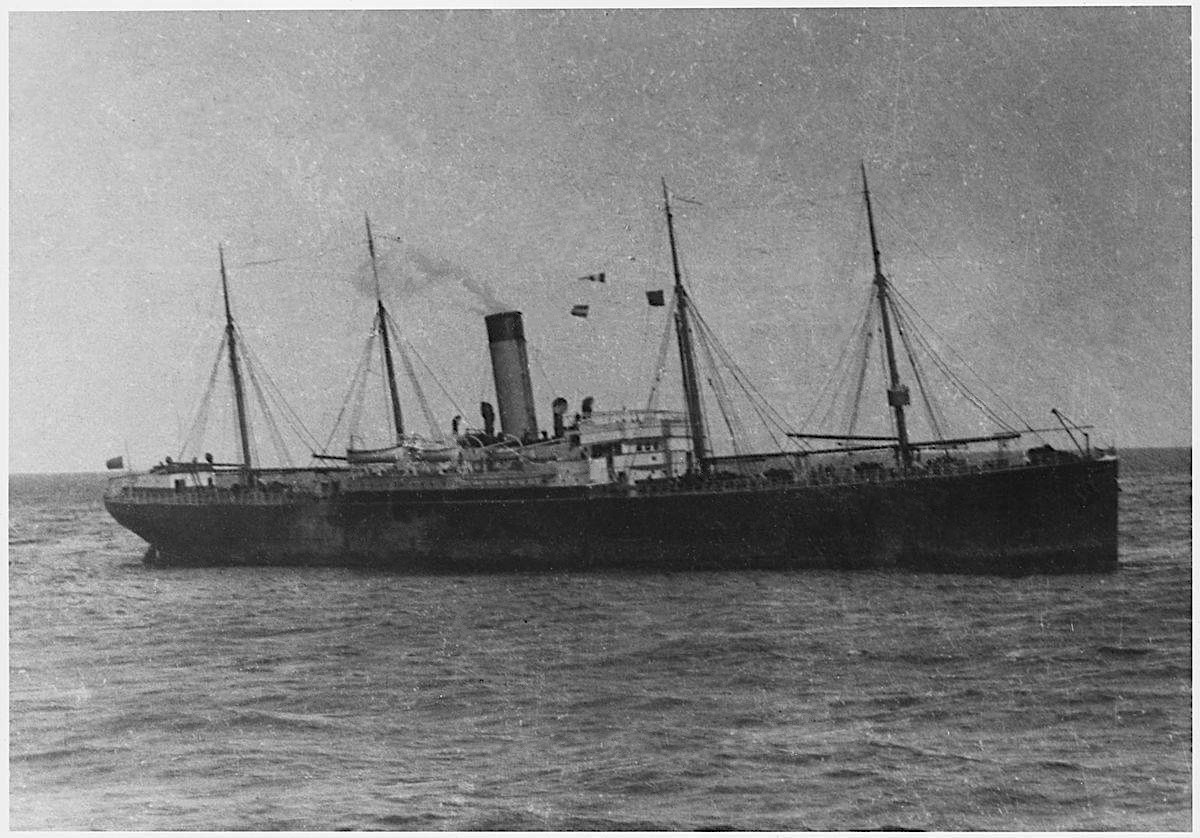
سفينة إس إس كاليفورنيان

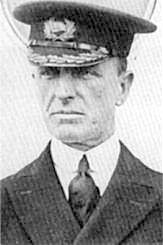
قائد سفينة إس إس كاليفورنيان ستانلي لورد التي لم تستجب لنداءات الاستغاثة من سفينة التايتنيك

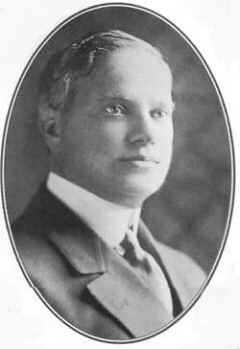
المليونير بنجامين جاجنهيم

كانت واحدة من أكثر القضايا المثيرة للجدل بسبب الدور الذي لعبته في إس إس كاليفورنيان في حادثة غرق التايتنيك والتي كانت قريبة منها فقط بضعة أميال من تيتانيك ولكن لم تلتقط نداءات الاستغاثة التي أرسلتها سفينة آر إم إس تايتنيك. وقد كشفت شهادة أمام لجنة التحقيق البريطانية في الساعة 10:10 بعد الظهر، أن سفينة إس إس كاليفورنيان لاحظت الأضواء على سفينة التايتنيك في الجنوب، وقد وافق في وقت لاحق بين الكابتن ستانلي لورد الضابط الثالث سي في غروفيز (الذي كان قد خارج وقت خدمتة في الساعة 11:10 مساء) أن هذه الخطوط الملاحية المنتظمة هي للركاب. وقد حذرت سفينة إس إس كاليفورنيان سفينة التيتانيك عن طريق الراديو من الجليد وهذا هو السبب الذي جعل سفينة إس إس كاليفورنيان تتوقف في الليل، ولكنه قد ُانتقد من قبل عامل التلغراف اللاسلكي لسفينة التايتانيك جاك فيليبس، Jack Phillips [الإنجليزية]

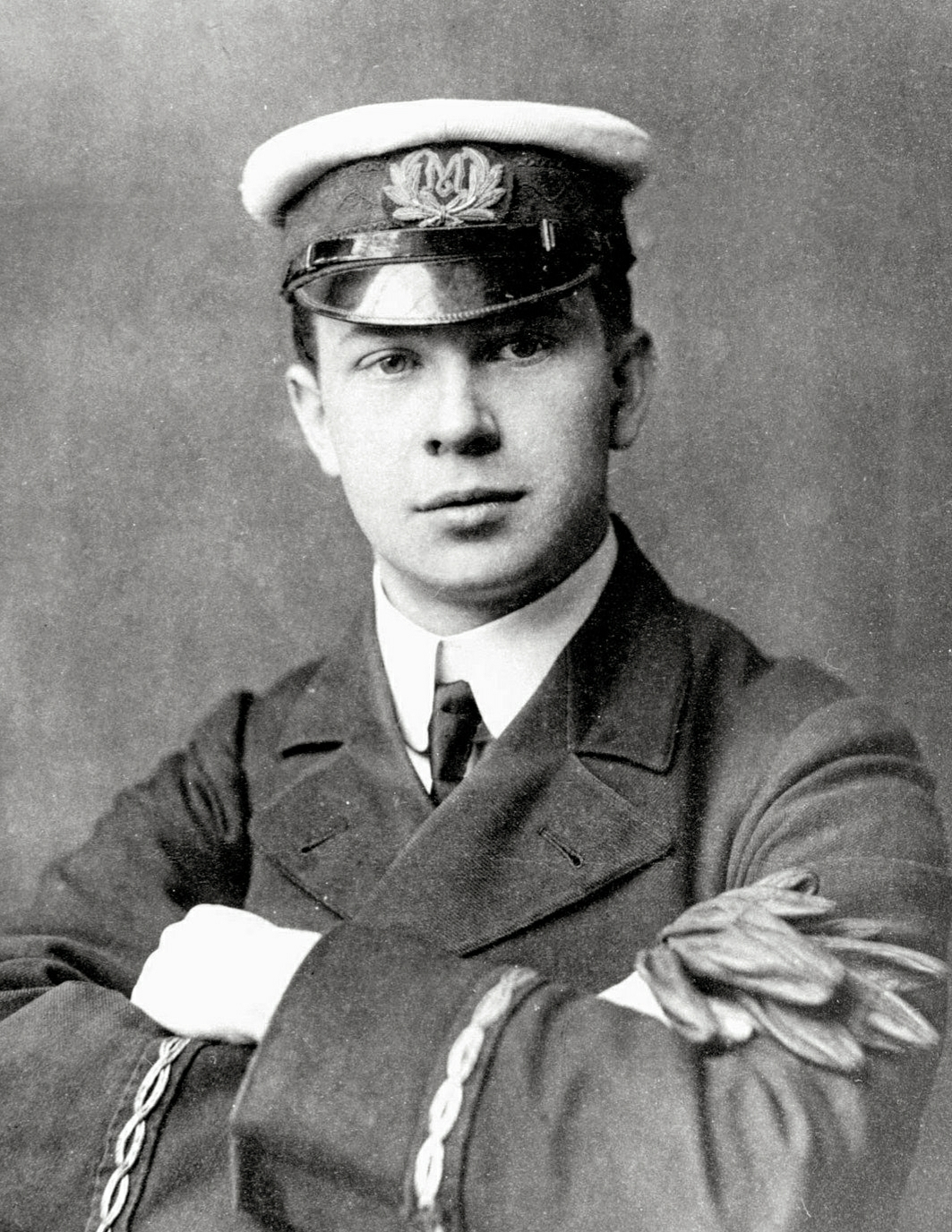
جاك فيليبس عامل التلغراف اللاسلكي في سفينة آر إم إس تايتنيك

في الساعة 11:50، كان الضابط الذي يراقب أضواء السفينة أن أضوائها قد اختفت تماماً كما لو أنها قد أغلقت وأن ضوء الميسرة هو الآن مرئي. استمرت الإشارات الضوئية تُرسل إلى سفينة آر إم إس تايتنيك بسبب أوامر الكابتن ستانلي لورد قائد سفينة إس إس كاليفورنيان وقد أرسلت الإشارات ما بين 11:30الساعة حتي 1:00، ولكن لم يتم الاعتراف بها.ذهب القبطان لورد إلى غرفة الرسم البياني في الساعة 11:00 مساء ليقضي ليلته فيها، وأصبح الضابط الثاني هيربت ستون في وقت خدمته، وعند الساعة 1:10 فجراً أخبر قبطان السفينة ستانلي لورد أن السفينة المجاورة قد أطلقت 5 صواريخ، قال له القبطان إن كانت الإشارات ملونة وهي للشركات يتم إطلاقها للتعريف بالهوية؟ قال له ستون أنها كانت جميعها بيضاء. أعطى القبطان أوامره بعد ذلك بالاستمرار في إرسال الإشارات للسفينة باستخدام مصباح مورس، ومن ثم عاد القبطان إلى النوم.
ثلاثة صواريخ أخرى أطلقت في الساعة 1:50 صباحا ولاحظ ستون أن السفينة بدت غريبة في المياه فقد كانت تبدو كما لو أنها قائمة!. في الساعة 2:15 صباحاً تحدث عن أنه لم يعد بالإمكان رؤية السفينة، وسأل القبطان لورد مرةً أخرى عن الأضواء التي أُرسلت وأي الألوان هي؟ أبلغه ستون أن جميعها كانت بيضاء.
في نهاية الأمر سفينة إس إس كاليفورنيا تلقت اتصالاً لاسلكيا في الساعة 5:30 صباحاً من الرئيس التنفيذي للشركة جورج ستيوارت أيقظ عامل التلغراف اللاسلكي في سفينة إس إس كاليفورنيان Cyril Furmstone Evans [الإنجليزية] أبلغه عامل التلغراف اللاسلكي أنه كان يرى إشارات ضوئية في الليل، وقد طُلب منه محاولة الاتصال مع أي من السفن ولكن دون جدوى. ومن ثم تلقى الخبر السيِّئ من جورج ستيوارت وهو غرق سفينة التايتانيك.
أُبلغ القبطان لورد بالذهاب إلى موقع غرق السفينة لتقديم المساعدة، وقد ذهبت إس أس كاليفورنيان إلى موقع غرق سفينة آر إم إس تايتانيك ولكن سفينة كارباثيا قد أنقذت الناجين جميعهم ولم يبقَ أحد.
التحقيقات وجدت أن السفينة التي اطلعت عليها إس إس كاليفورنيان كان في واقع الأمر هي سفينة آر إم إس تيتانيك، وأنه قد كان من الممكن لسفينة إس إس لكاليفورنيان أن تأتي لنجدتها. ومع الرغم من ذلك فإن القبطان لورد قد تصرف تصرفاً غير صحيحا في أداء عمله كقبطان للسفينة مما تسبب تصرفه هذا بموت الكثير من ركاب سفينة آر إم إس تايتنيك.

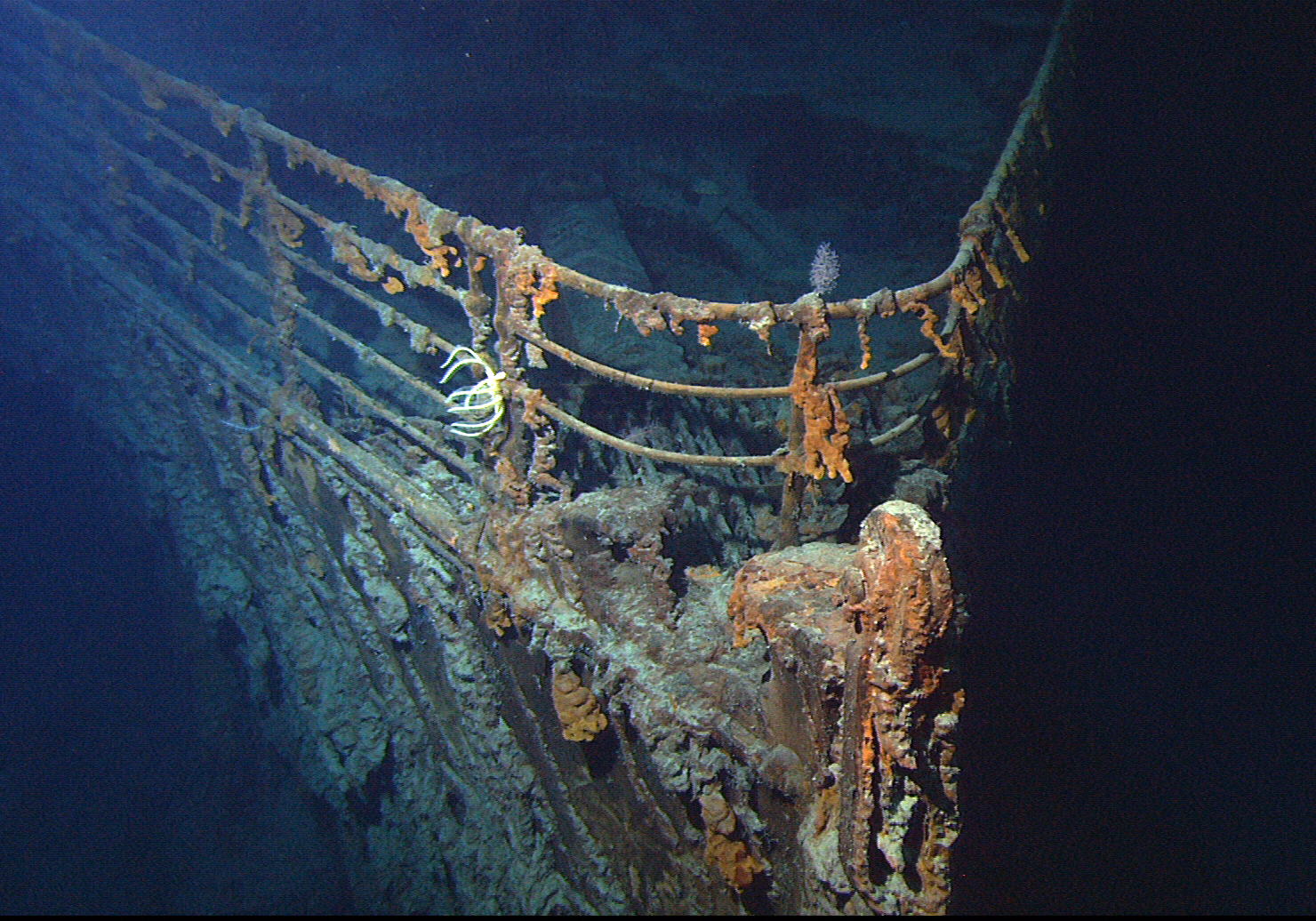
صورة لمقدمة سفينة التايتانيك وهي غارقة في المحيط في رحلة استكشافية للعودة إلى سفينة التايتانيك في عام 2004 م

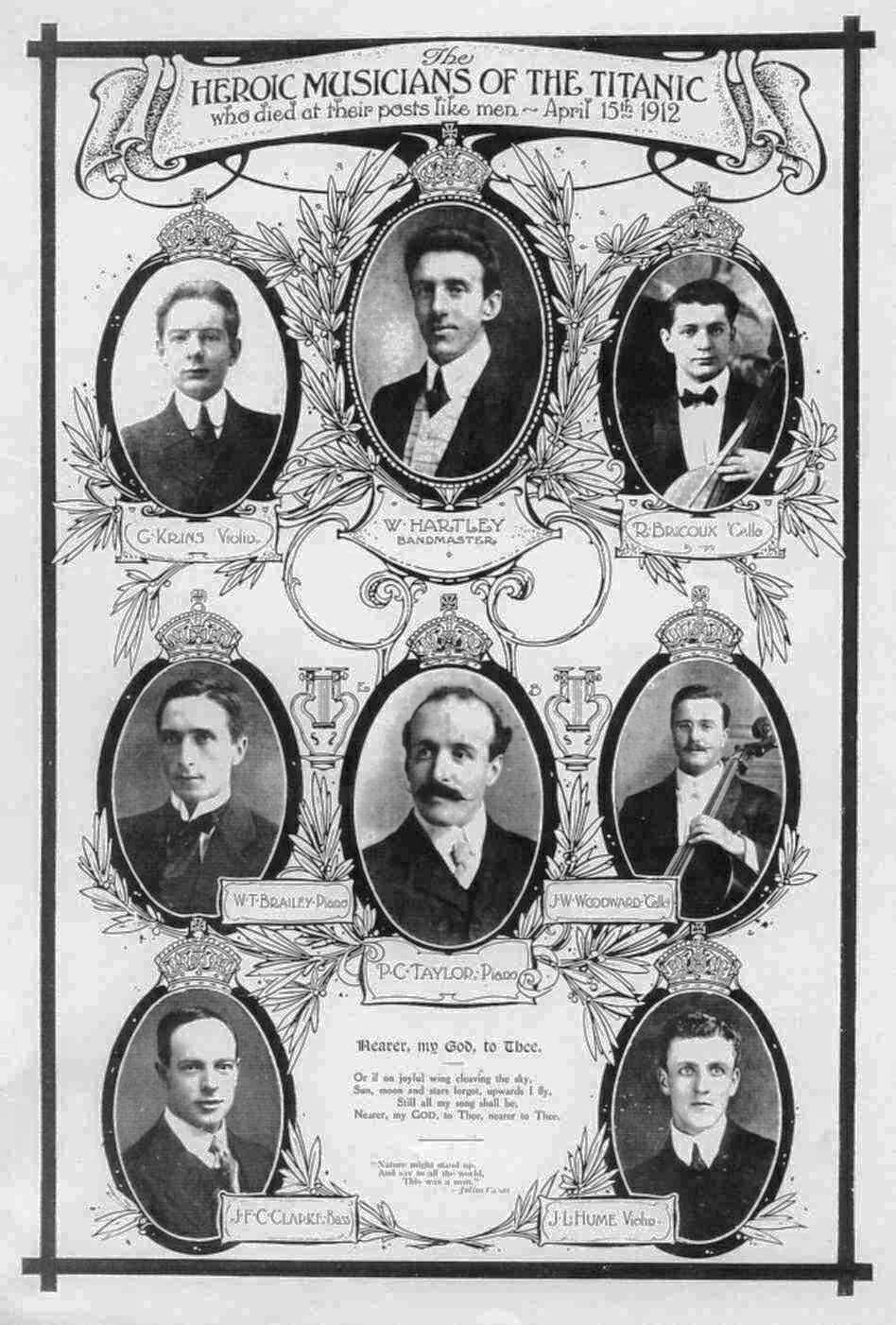
فرقة موسيقيو تيتانيك التي كانت موجودة في سفينة التايتانيك وضعت الصورة في شهر أبريل من عام 1912 م

غاصت مقدمة السفينة تماماً في المياه. وكانت فترة مؤلمة للجميع، فلم يبق أمامهم إلا دقائق وتغوص بهم السفينة بأكملها في مياه المحيط وأمام هذا الفزع الرهيب اضطر بعض الركاب إلى الوثب في المياه الجليدية لعلهم يلحقون بقوارب النجاة، ومن المؤسف أن معظمهم قد مات، ولم ينج منهم إلا القليل والذين استطاعوا أن يصلوا إلى قوارب النجاة والتي أخذت تبحر بعيداً عن السفينة.

## الأحداث بعد غرق السفينة

### رحلة قوارب النجاة وسط المياه الجليدية

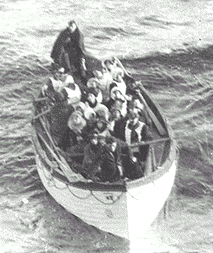
قارب النجاة رقم 6 من تيتانيك، في صباح يوم18 أبريل 1912. في العمق، وروبرت هيتشنز في دفة القيادة، في حين أن مراقب سفينة التايتنيك فريدريك فليت في مقدمة الزورق

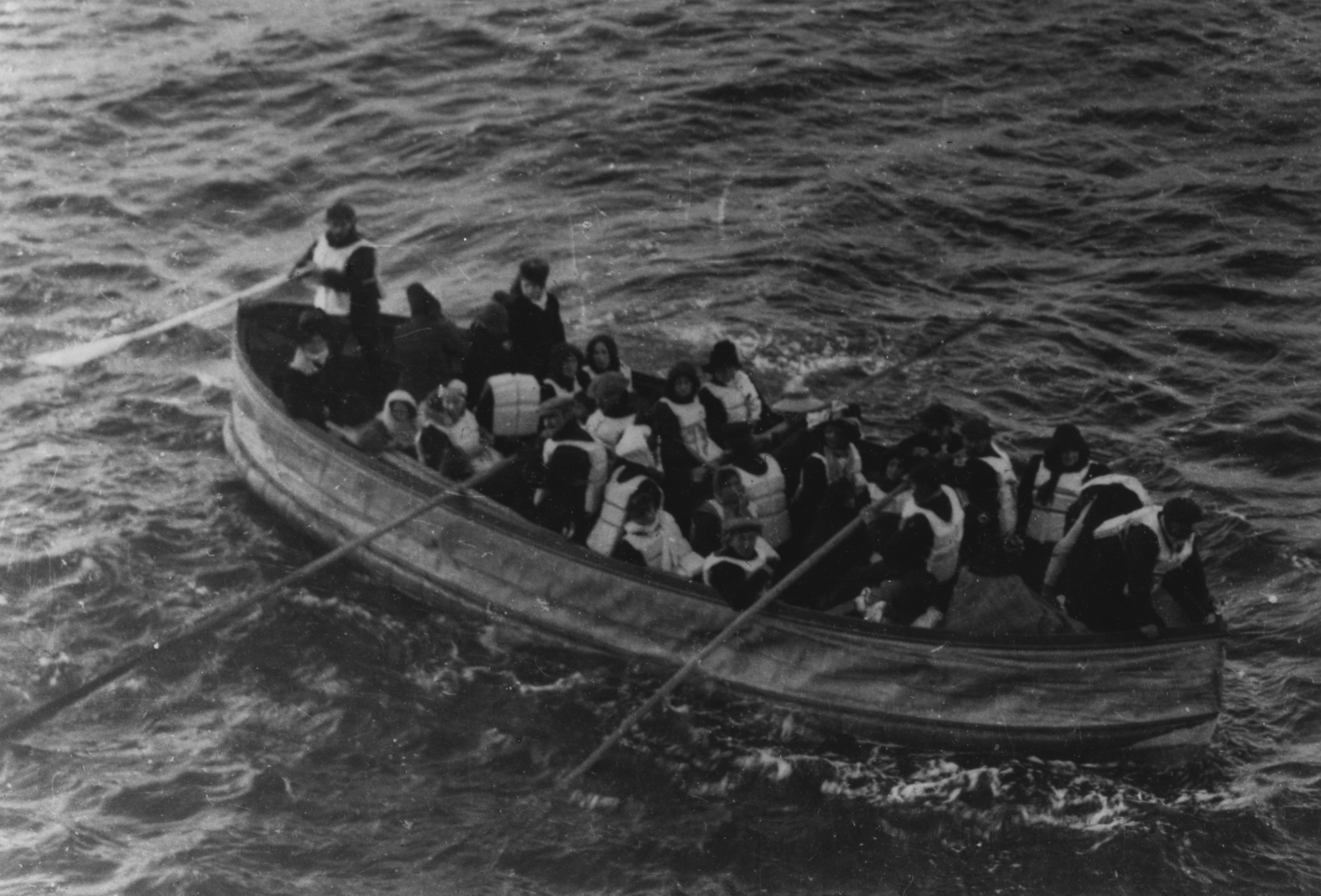
آخر قوارب النجاة من سفينة التايتانيك 18 أبريل من عام 1912 م

هناك معركة قضائية جارية حول ما إذ كان يجب نبش رفات الضحايا الّذين ربما لا يزالون داخل حطام السفينة لاستخراج جهاز الاتصال اللاسلكي منها، أو فقط أن يتركوا السفينة قابعة، وحيدة في قاع المحيط.
ولكن سرعان ما تبدلت نغمات الموسيقى بعد أن غاص طرف السفينة بأكمله تحت الماء، وصعد الطرف الآخر إلى السماء حتى كاد يلامس النجوم بارتفاعه الشاهق الذي انبعثت منه أنوار السفينة الزاهية ولم تمض إلا لحظات حتى اختفت السفينة تماما تحت سطح المياه.
واشتد البرد بركاب القوارب، فحاولوا عبثا أن يدفئوا أنفسهم بما استطاعوا أن ينجوا به من السفينة من فراء و (أرواب)خاصة وأن البعض منهم قد هرع إلى قارب النجاة بملابس النوم، فلم يسعفه الوقت لالتقاط أي شيء، ومنهم من قفزوا من السفينة إلى المياه الجليدية وسبحوا في الماء حتى وصلوا إلى القوارب، فكانوا يرتجفون بشدة، وامتلأ شعرهم وملابسهم بقطع الجليد التي علقت بهم أثناء السباحة.
ولم يحالف التوفيق أحد قوارب النجاة الممتلئة بالركاب، فانقلب بهم في المياه، قضى ركاب هذا القارب والذي بلغ عددهم الثلاثين لحظات صعبة في الاحتفاظ بقاربهم من الغرق وسط تلك المياه الجليدية، فحاولوا جاهدين الوقوف على جانبي القارب حتى يحتفظوا به عائما على سطح المياه الجليدية، التي أخذت تندفع إلى أرجلهم، فتتخلل برودتها الشديدة إلى عظامهم فتؤلمهم أشد الألم ولم يستطع بعضهم الاحتفاظ بتوازنه فسقط في المياه الجليدية، فكان على ركاب هذا القارب السيئ الحظ مهمة أخرى شاقة وهي محاولة جذب زملاؤهم من تلك المياه الجليدية المؤلمة.
ولم ينس ركاب أحد قوارب النجاة هؤلاء الأشخاص الذين وثبوا إلى المياه أثناء غرق السفينة، فعادوا مرة أخرى إلى مكان السفينة يحاولون التقاط ما يمكن التقاطه من هؤلاء الأشخاص من وسط المياه ولكن كانت برودة هذه المياه الجليدية كافية تماما للقضاء عليهم في فترة قصيرة من الوقت فلم يوفّق هذا القارب الشهم في العثور إلا على شخص واحد كان عائما على باب خشبي من أبواب السفينة، وكم كانت لحظة غامرة بالسعادة حين رأى هذا الإنسان التعيس قارب النجاة يتجه إليه.

## الناجون والضحايا
أعداد ضحايا غرق السفينة غير واضحة، وذلك بسبب عدد من العوامل، بما في ذلك التباس حول لائحة الركاب، والتي شملت بعض أسماء الأشخاص الذين ألغيت رحلتهم في اللحظة الأخيرة، وحقيقة أن العديد من الركاب سافر تحت أسماء مستعارة لمختلف الأسباب. وعدد القتلى تراوح بين 1490 و1635 شخص. والأرقام الموجودة في الأسفل هي من المجلس البريطاني لتقرير الكارثة.
| تصنيف الركاب           | المجموع | الإنقاذ | الضحايا | نسبة الباقين على قيد الحياة % | نسبة الضحايا % |
| ---------------------- | ------- | ------- | ------- | ----------------------------- | -------------- |
| أطفال الدرجة الأولى    | 6       | 5       | 1       | 83.4                          | 16.6           |
| أطفال الدرجة الثانية   | 24      | 24      | 0       | 100                           | 0              |
| أطفال الدرجة الثالثة   | 79      | 27      | 52      | 34                            | 66             |
| نساء الدرجة الأولى     | 144     | 140     | 4       | 97                            | 3              |
| نساء الدرجة الثانية    | 93      | 80      | 13      | 86                            | 14             |
| نساء الدرجة الثالثة    | 165     | 76      | 89      | 46                            | 54             |
| طاقم السفينة من النساء | 23      | 20      | 3       | 87                            | 13             |
| رجال الدرجة الأولى     | 175     | 57      | 118     | 32                            | 68             |
| رجال الدرجة الثانية    | 168     | 14      | 154     | 8                             | 92             |
| رجال الدرجة الثالثة    | 462     | 75      | 387     | 16                            | 84             |
| طاقم السفينة من الرجال | 885     | 192     | 693     | 22                            | 78             |
| المجموع                | 2.224   | 711     | 1.513   | 32                            | 68             |

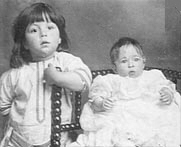
صورة للطفلة مالفينا دين يمين مع شقيقها بيرترام في اليسار بين عامي 1912-1913 م

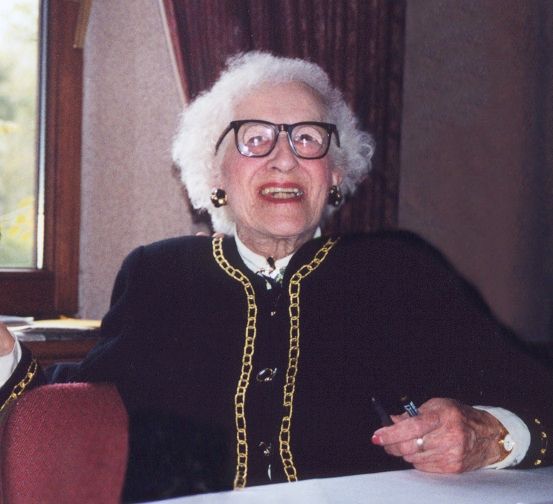
مالفينا دين في 10 أبريل من عام1999 م وتعتبر آخر من مات ركاب السفينة تايتانيك في عام 2009 م

ونجا أقل من ثلث هؤلاء على متن تايتانيك عند وقوع هذه الكارثة. توفي بعض الناجين بعد ذلك بوقت قصير بسبب الإصابات وآثار التعرض للتسبب في وفاة العديد من الأشخاص الذين يجلبون إلى متن كارباثيا  وتشير الأرقام إلى خلافات حادة في معدلات البقاء على قيد الحياة لفئات مختلفة على متن التايتانيك. وعلى الرغم من فقدان 3 في المائة فقط من الدرجة الأولى نساء، توفي 54 في المائة من هؤلاء في الدرجة الثالثة. وبالمثل، ونجا خمسة من بين ستة من الدرجة الأولى، وجميع الأطفال من الدرجة الثانية، ولكن 52 من 79 هلك من الدرجة الثالثة. ومن بين الناجين ميلفينا دين من انكلترا، والتي كان عمرها فقط تسعة أسابيع وكانت أصغر الركاب، توفيت في عمر97 في 31 مايو 2009 م.

### السفينة كارباثيا

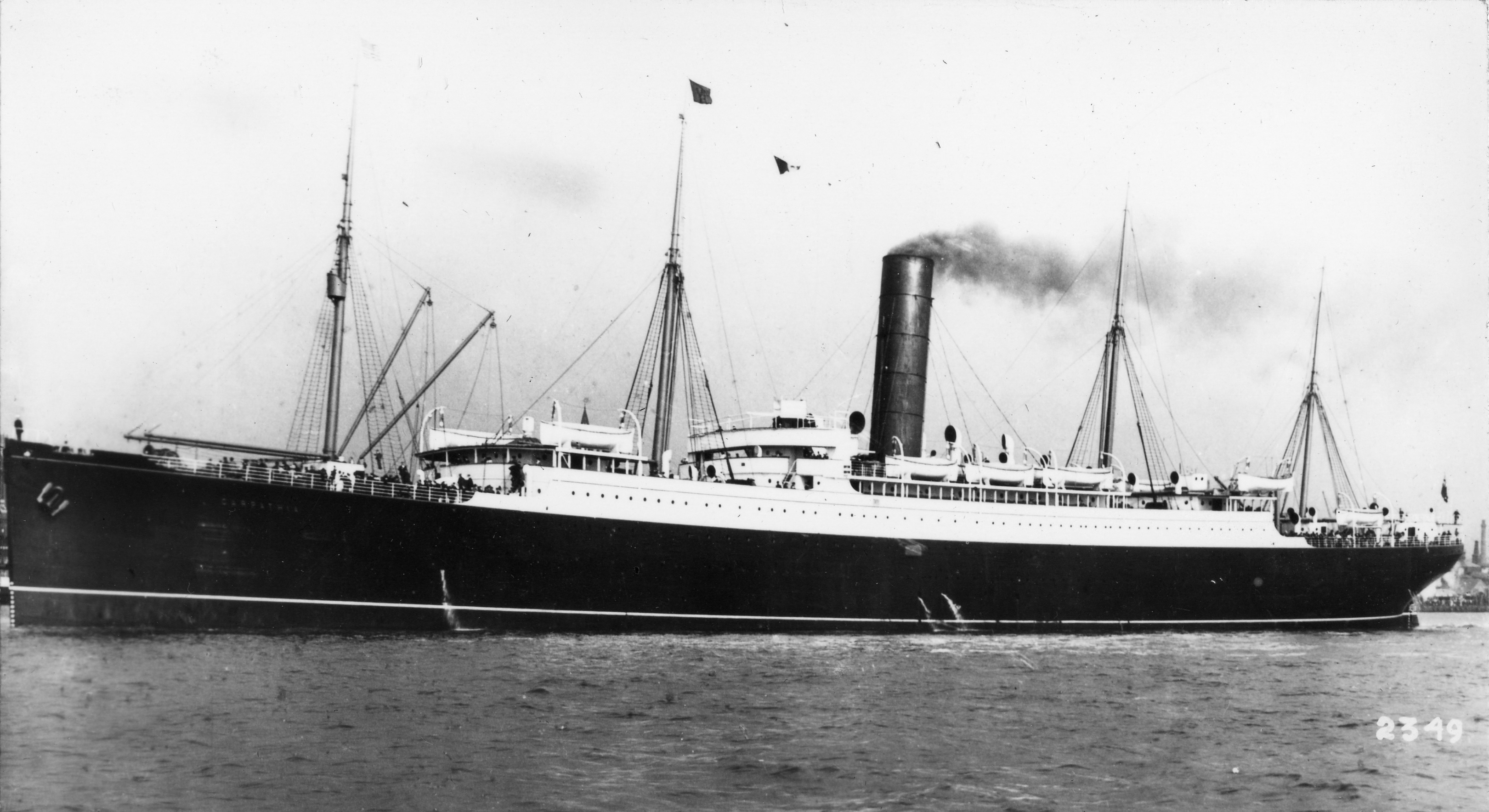
سفينة ار ام اس كارباثيا وهي السفينة التي أصبحت مشهورة بسبب إنقاذها لركاب سفينة التايتانيك في عام 1912 م

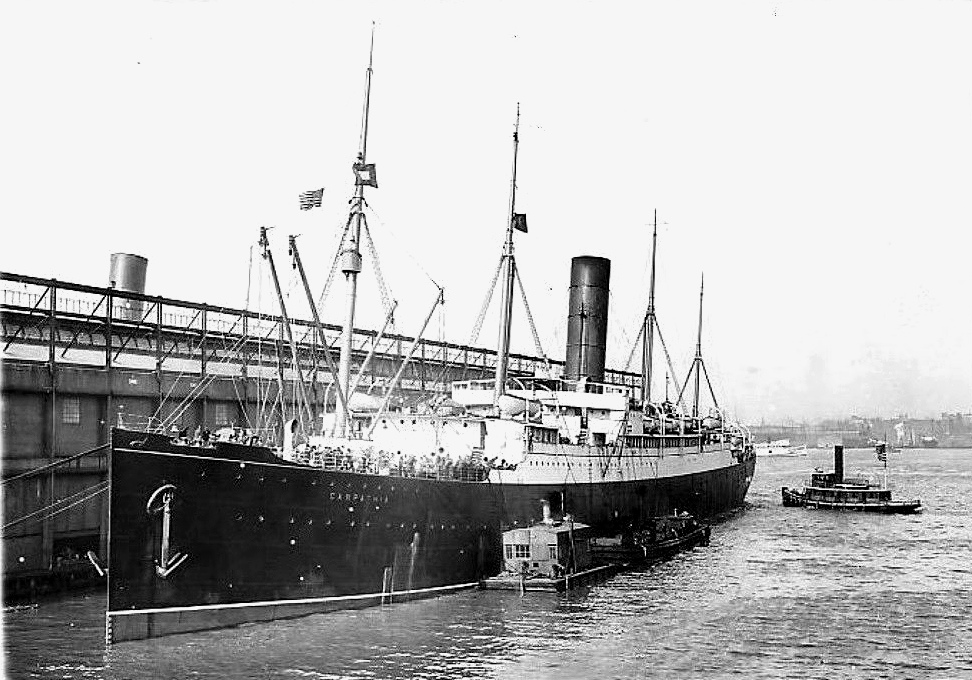
سفينة ار ام اس كارباثياوهي راسية في مرفأ 54 في مدينة نيويورك في عام 1912 بعد إنقاذ الناجين من تيتانيك

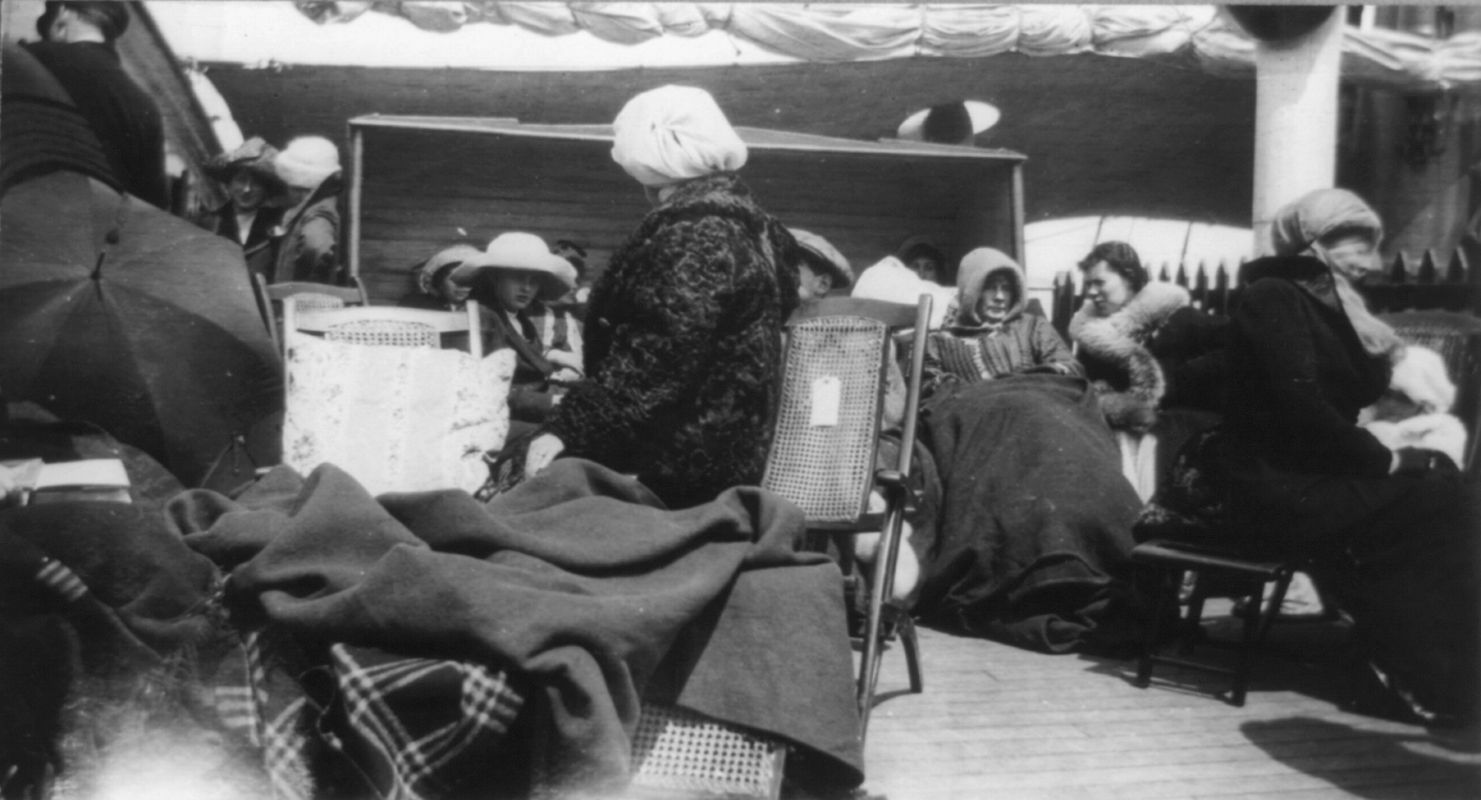
صورة للناجين على متن سفينة آر إم إس كارباثيا في ابريل 1912 م

قضى ركاب القوارب الناجية ساعات طويلة في الليل عبر مياه المحيط في جو شديد البرودة، سابحين بقواربهم إلى المجهول في يأس وحيرة في هذه الوحدة القاسية عبر هذا البحر الواسع الممتد، وعندما بدأ الليل يزول، وبدأت السماء تنير ظهرت فجأة أنوار مضيئة تقترب من بعيد ناحية القوارب، لقد كانت أنوار السفينة كارباثيا، التي كانت تسير في رحلة من رحلاتها عبر المحيط، وكانت على بعد حوالي 58 ميلا من القوارب، فراحوا يشدون انتباهها لهم بشتى الطرق، فأخذوا يصفقون ويهللون ويلوحون، كما استطاع بعضهم أن يشد انتباهها بالأنوار المضيئة، فاستخدموا (البطاريات)، وقاموا بإشعال النيران بمناديل اليد والأوراق وغيرها
ونجحت المحاولات العديدة التي قام بها ركاب القوارب لشد انتباه السفينة كارباثيا، التي غيرت من طريقها وسارت في اتجاه القوارب ومع بداية ظهور الشمس وقدوم يوم جديد كانت السفينة كارباثيا قد وصلت إلى القوارب لتبدأ في إغاثتها

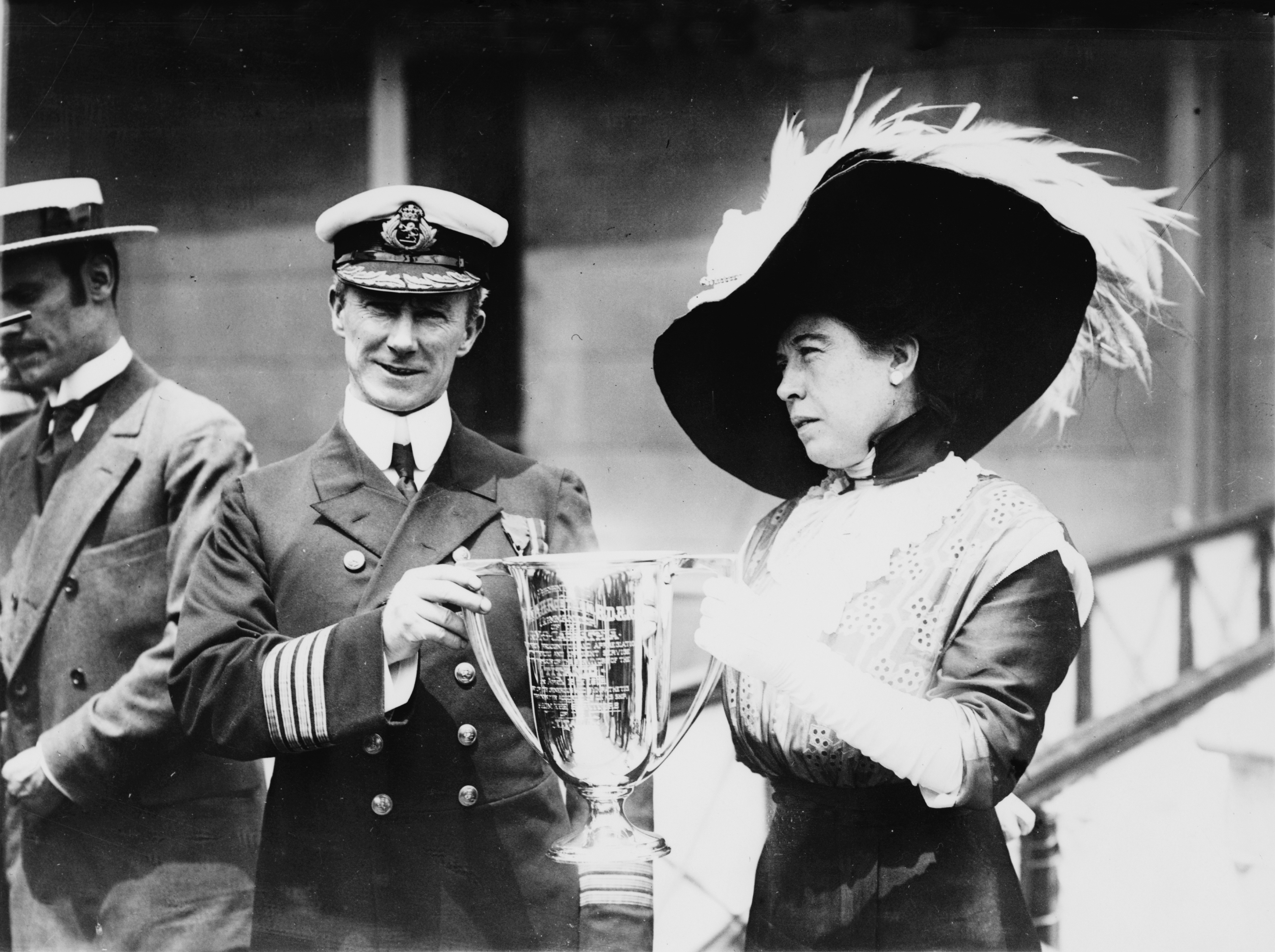
قبطان سفينة كارباثياآرثر هنري روسترون يتسلم جائزة من السيدة مارغريت براون التي كانت من الناجين بسبب إنجازاته في إنقاذ ركاب سفينة ار ام اس تايتانيك- 29 مايو 1912 م

كان مجيء سفينة الإغاثة لركاب هذه القوارب الضالة هو منتهى أملهم، فتعلقت بها أنظارهم جميعا في فرحو وسعادة غامرة وبدأت السفينة تقوم بنقل الركاب إلى سطحها، قاربا بعد الآخر، حتى تم إغاثة جميع الركاب، وهيأت لهم العناية الإلهية فرصة للنجاة بعدما كانوا فيه من يأس وفزع.

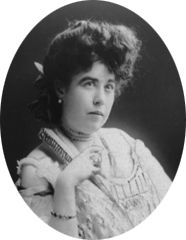
مارغريت براون هي سيدة أمريكية من ذوي الطبقات الاجتماعية البارزة في أمريكا وهي إحدى الناجيات من سفينة التايتنيك

### الفضيحة الكبرى

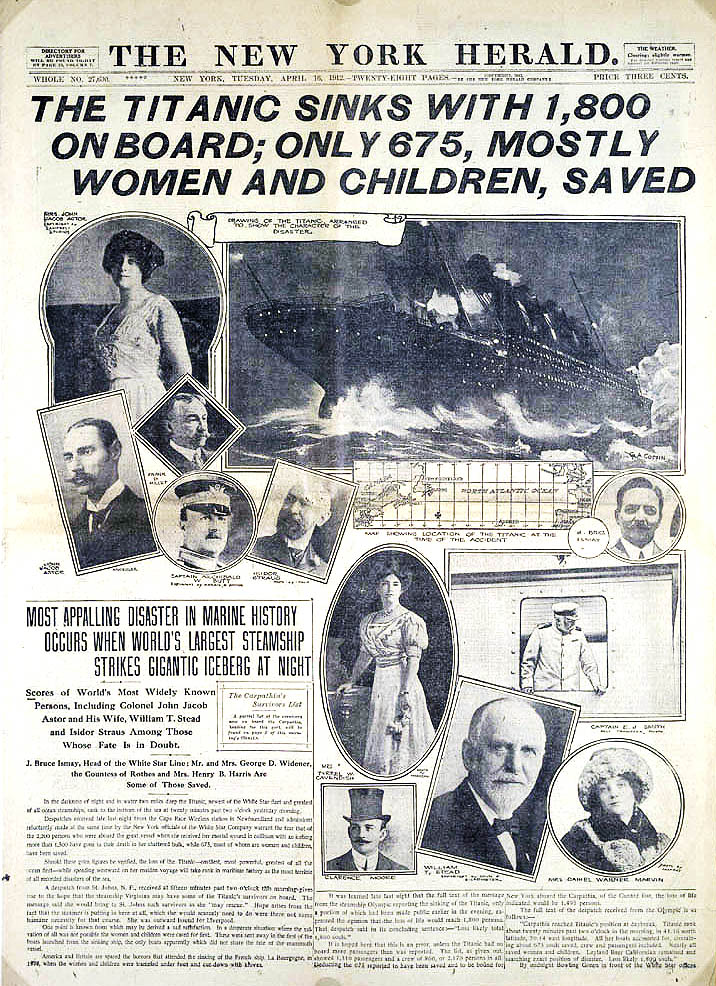
صحيفة نيويورك هيرالد وفي الصفحة الأولى خبر عن كارثة غرق سفينة التايتانيك 15 أبريل 1912 م

انتشر خبر السفينة تايتانيك بسرعة في جميع أنحاء العالم، وكما اهتمت معظم الصحف العالمية بنشر خبر بداية رحلة السفينة في 10 أبريل سنة 1912 على أنه من الأخبار الصحفية المهمّة والمثيرة، فقد زاد اهتمامها، بعد خبر هذه الكارثة، بنشر كل ما يتعلق بهذه السفينة من أخبار وبالخط العريض في صفحاتها الأولى، فنشرت بعض الصحف هذه العبارات :

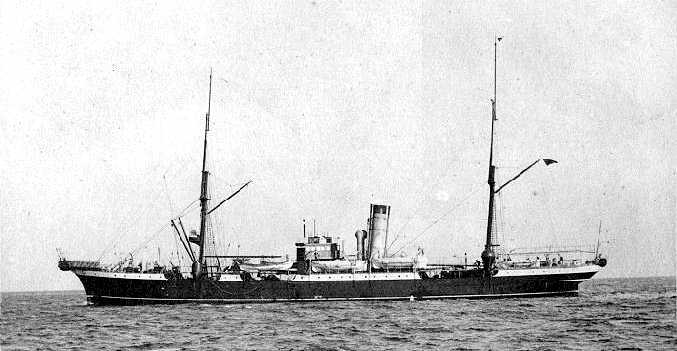
Mackay Bennettأول سفينة تصل إلى موقع حطام تايتانيك من أجل البحث عن جثث.

- السفينة التي لا تغرق، ترقد في قاع المحيط
- إنقاذ 706 راكبا من ركاب السفينة الأسطورة البالغ عددهم 2,223 راكبا، بعد غرق السفينة أثناء رحلتها من إنجلترا إلى الولايات المتحدة
- سفينة الأثرياء تغوص بهم في قاع المحيط

## صور من مقتنيات سفينة آر إم إس تايتانيك

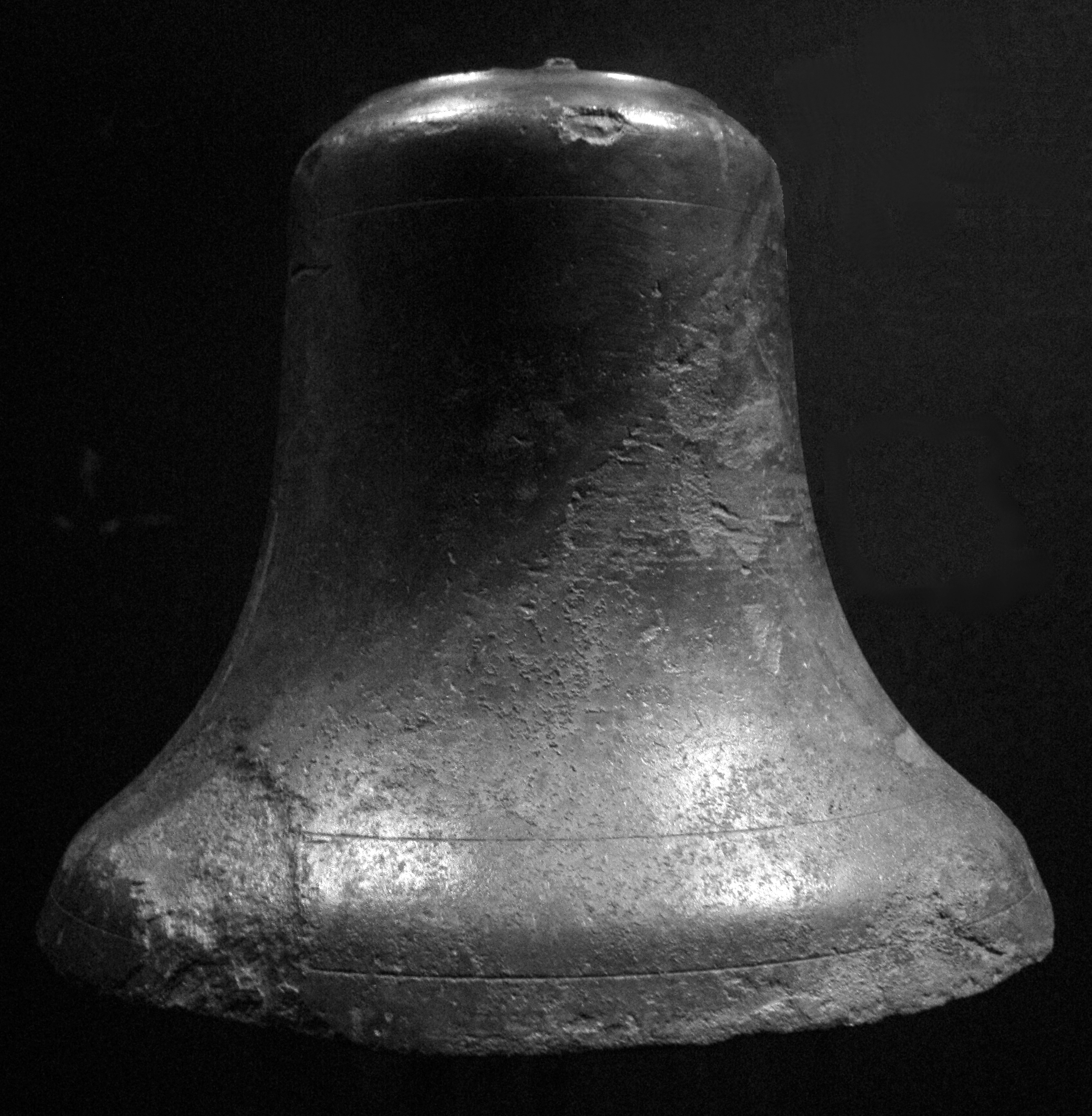
جرس سفينة التايتانيك
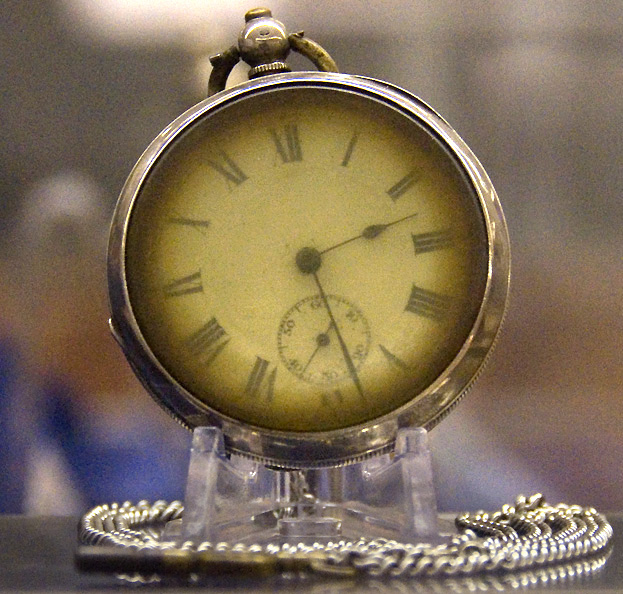
ساعة لأحد ركاب التايتانيك في معرض ساوثامبتون التي توقفت في الوقت التقريبي التي غرقت فيه السفينة في تلك الليلة في 15 أبريل من عام 1912 م في 02:20.

لكن لم تستطع الصحف في هذا الوقت أن تبرر بوضوح ظروف الحادث وكيفية غرق السفينة، حتى تجمع لديها قدر كاف من المعلومات التي استطاعت الحصول عليها من الركاب الناجين من هذا الحادث، بما فيهم بعض أفراد طاقم السفينة.

### المظاهرات تجتاح شوارع لندن
شهدت لندن ضجة كبرى بعد هذا الحادث المروع ففي 27 أبريل سنة 1912 م قام ما يزيد عن 1500 من المواطنين بمظاهرة ضخمة في أحد ميادين العاصمة احتجاجا على حادث السفينة الأسطورية والذي راح ضحيته أكثر من 1400 راكبا، فنددوا بجميع المسؤولين عن هذه الكارثة، وطالبوا بإجراءات أمن حاسمة لضمان سلامة المسافرين بالسفن بعد ذلك.

## حقائق
- إنقاذ 706 راكبا من ركاب السفينة الأسطورة البالغ عددهم 2,223 راكبا، بعد غرق السفينة أثناء رحلتها من إنجلترا إلى الولايات المتحدة
- حملت التايتانك 900 طن من الأمتعة والبضائع.
- كان استهلاك التايتانك اليومي من ماء الشرب 14,000 غالون.
- استهلاك الفحمِ اليومي: 825 طن.
- صُممت التايتانك لحمل ما مجموعه 48 قارب نجاة.
- حملت التايتانك 20 قارب نجاة، وذلك لإفساح المجال لرؤية البحر بصورة أفضل للركاب. كما حملت 3,560 سترة نجاة. ستر النجاة صنعت من الجنفاص والفلين.
- العشرون قارب نجاة التي استبقيت على سطح التايتانك، كانوا أصلا أكثر مما توصي به التعليمات والقوانين في ذلك الوقت، كان الهدف منها نقل الركاب بين السفن ذهابا وإيابا في حالة حدوث مشاكل، لم يتوقع أحد غرق سفن الركاب بهذه السرعة، كان هنالك دائما وقت لوصول سفن أخرى وإنقاذ معظم الركاب قبل الغرق.
- موقع اصطدام السفينة بالجبل الجليدي ___ 41°44' شمالا ; 49°57' غرب
- لم يكن هناك قطط على متن سفينة التايتانك. كانت العادة وضع القطط على متن السفن كشكل من أشكال الحظ السعيد. وطبعا للسيطرة على القوارض.
- طول التايتانك تقريبا مساوٍ لطول مبنى إمباير ستيت.
- تصميم تايتانك يتضمن ثلاث مداخن. المدخنة الرابعة في نهاية السفينة أُضيفت فقط لجعل منظر التايتانك أكثر قوة. وتم بعدها استغلاله كمنفذ للهواء.
- العديد من المسافرين لم يكن يفترض من الأصل أن يسافروا على التايتانك. بسبب وجود إضراب، كان كميات الفحم شحيحة. هدّد هذا النقص بإلغاء رحلة تايتانك الأولى مما أجبر ملاحيّ شركة وايت ستار لاين لإلْغاء السفر على سفينتي أوشانك وأدرياتك وتم تحويل الفحم إلى التايتانك، طبعا مع الركاب.
- قبطان السفينة سميث كان يخطط للتقاعد بعد رحلة التايتانك الأولى.
- كان يمكن سماع صافرات التايتانك من مسافةْ 11 ميلِ.

## اكتشاف حطام آر إم إس تايتنيك
روبرت بالارد، خبير علم المحيطات اكتشف حطام السفينة الغارقة في قعر المحيط الأطلسي في 1 سبتمبر من عام 1985 م وذلك بعد 73 سنة من غرق السفينة، وقد كان اكتشاف موقعها حلم يراود الجميع، فقد كانت ولا زالت أسطورة تجذب الناس. وقد اكتشفتها بعثة استكشاف فرنسية-أمريكية. وقد لاحظ فريق المستكشفين آنذاك أن السفينة قد انقسمت لنصفين بعد فترة وجيزة من غرقها قريبة من السطح وقبل أن تصل لقاع المحيط.

## الأدب
في 1898 (14 سنة قبل مأساة تايتانك)، مورغان روبرتسون Morgan Robertson كتب رواية أطلق عليها اسم العبث Futility. كانت هذه الرواية الخيالية تدور حول اصطدام أضخم سفينةِ بنيت على الإطلاق بجبل جليدي وغرقها في المحيط الأطلسي في ليلة باردة من ليالي أبريل. كان اسم السفينة في الرواية تايتان Titan واعتبرها في بداية الرواية غير قابلة للغرق.
وفي عام 1997 تم إنتاج فيلم سينمائي عن هذه المأساة التي حدث بالسفينة وهو فيلم تايتانيك من بطولة ليوناردو دي كابريو وكيت وينسليت ومن إخراج جيمس كاميرون.

## وصلات خارجية
- موسوعة التيتانيك
- لائحة مسافري الدرجة الثالثة إنسايكلوبيديا تايتانيكا